# عمارة فاس

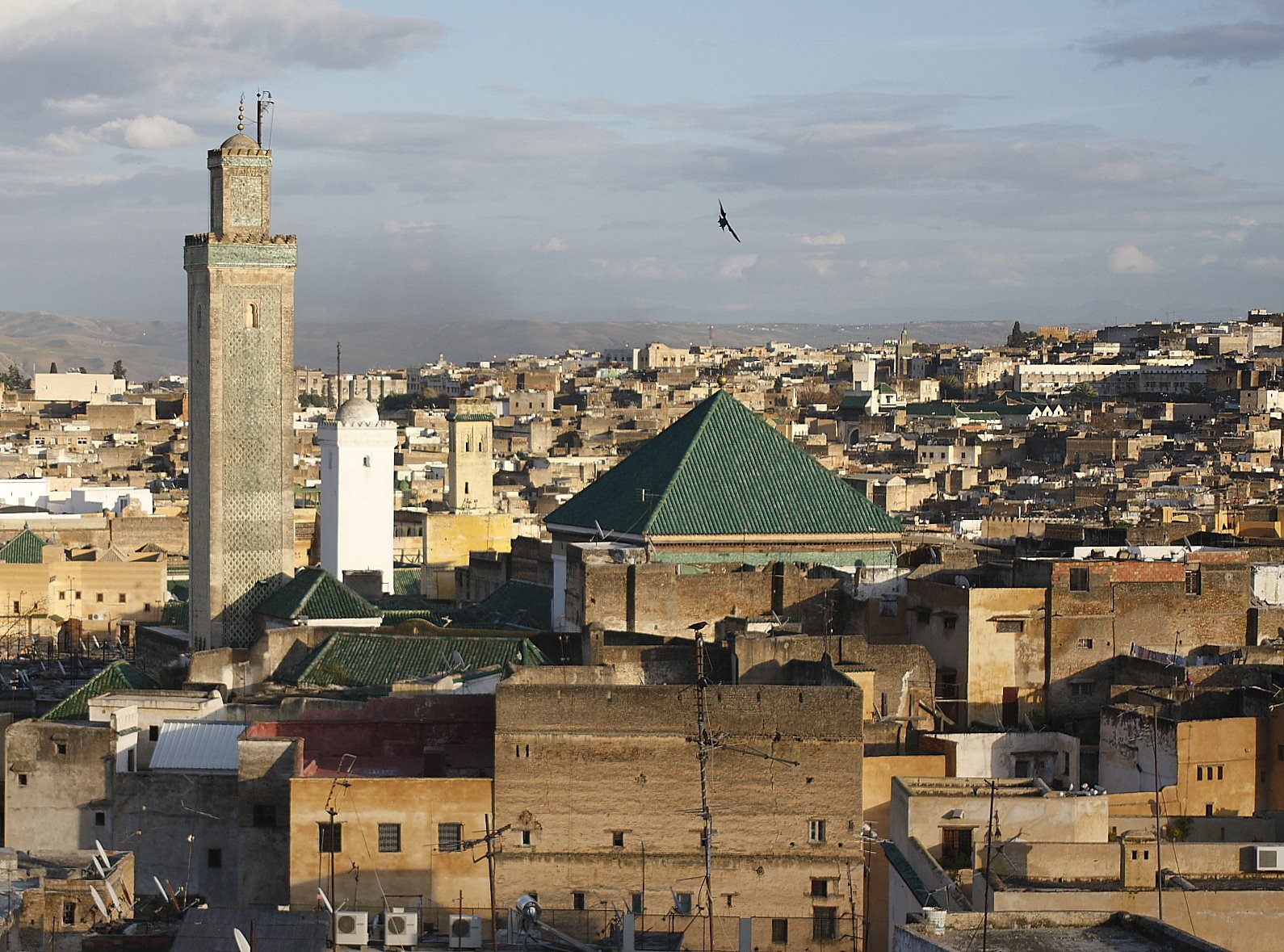
منظر من فاس البالي، مع مآذن زاوية مولاي إدريس الثاني وجامع القرويين

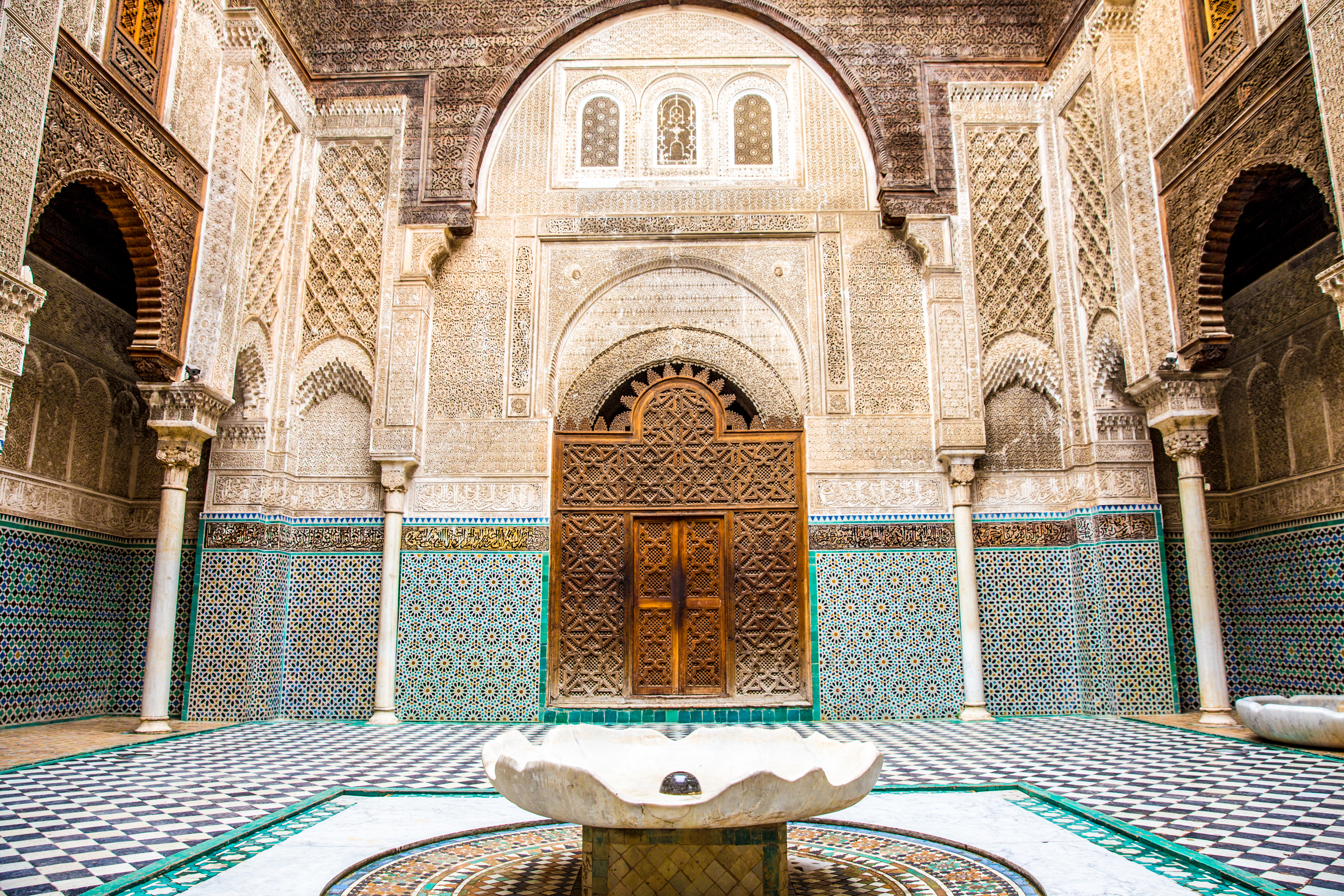
تُجسّد مدرسة العطارين في فاس العديد من السمات المعتادة للعمارة المغربية

تعكس الهَنْدَسَةُ المِعْمَارِيَّةُ لمَدِينَةِ فاس بالمغرب الاتجاهات الأوسع للعمارة المغربية والتي يرجع تاريخها إلى تأسيس المدينة في أواخر القرن الثامن وحتى العصور الحديثة. تشتهر مدينة فاس القديمة -المكونة من فاس البالي وفاس الجديد- بأنها مدينة من العصور الوسطى في شمال إفريقيا جرى الحفاظ عليها بشكل استثنائي وهي مصنفة كموقع تراث عالمي لليونسكو. لا يزال عدد كبير من المعالم التاريخية من فتراتٍ مختلفةٍ موجودةً حتى اليوم، بما في ذلك المساجد، والمدارس، والكُنُس، والحمّامات، والأسواق، والخانات، والتحصينات الدفاعية، والأبواب، والمنازل التاريخية، القصبات والقصور.

## التاريخ

### التاريخ المبكر (القرنان التاسع والعاشر)

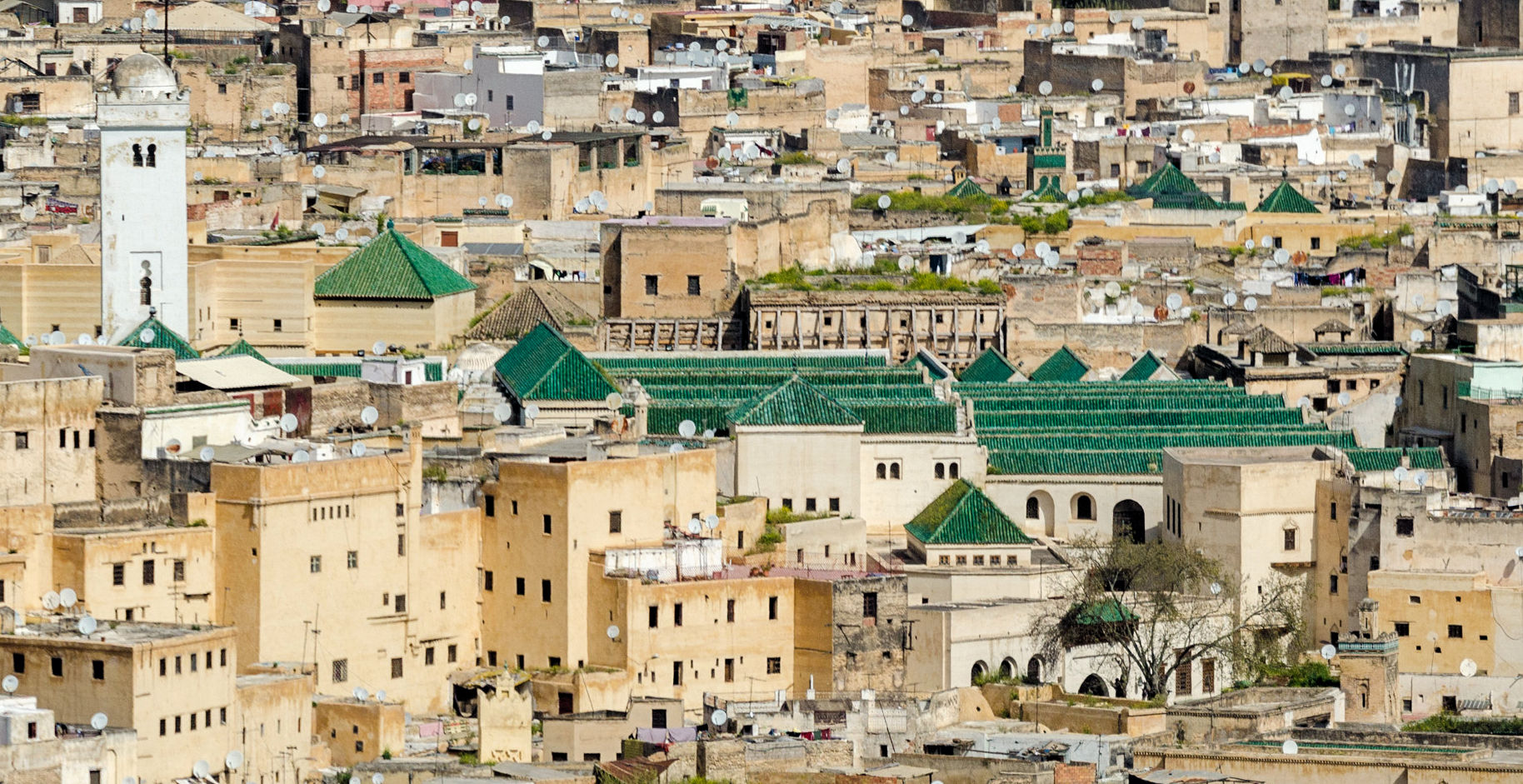
منظر لجامع القرويين في حي القرويين في فاس. تأسس المسجد عام 859 ولكنه وُسّع وعُدّل مرارًا وتكرارًا ليصبح مركزًا رئيسًا للتعليم. يمكن رؤية أسطحه المكسوة بالبلاط الأخضر ومئذنته البيضاء (على اليسار).

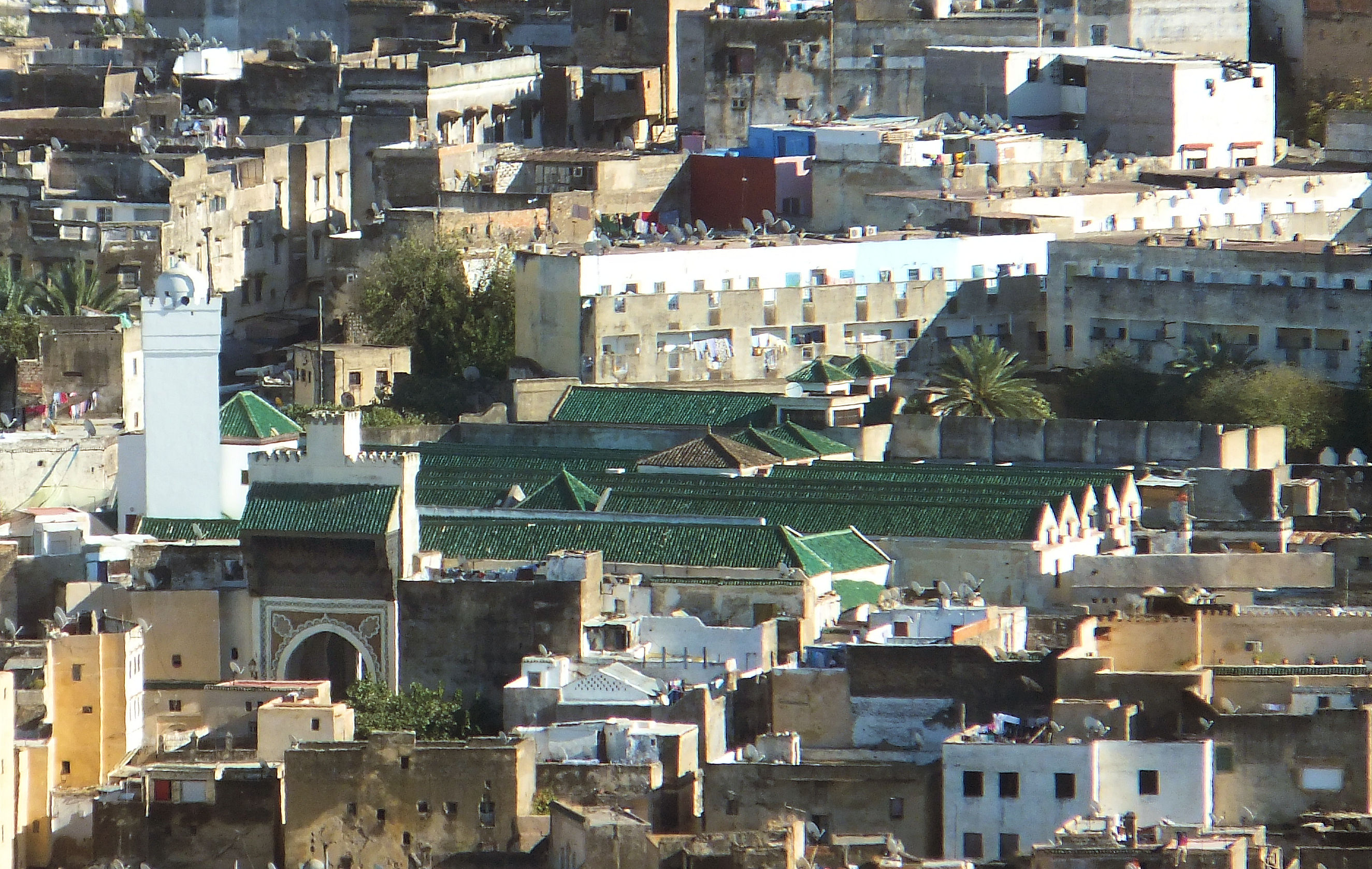
منظر لجامع الأندلس في الحي الأندلسي في فاس. تأسس المسجد عام 859 ولكن وُسّع لاحقًا، بما في ذلك إضافة مئذنة بيضاء (على اليسار) في القرن العاشر.

تأسست المدينة على ضفة واد فاس من قبل إدريس الأول عام 789، مؤسس السلالة الإدريسية. بنى ابنه إدريس الثاني (808)، مستوطنة على ضفة النهر المقابلة عام 809، ونقل عاصمته إلى فاس من وليلي.:35:35:83 سرعان ما ستتطور هذه المستوطنات إلى موقعين محاطين بجدرانٍ ومستقلين إلى حد كبير، وغالبًا ما تعارض أحدهما مع الآخر؛ مدينة فاس والعالية. تألف السكان الأوائل في الغالب من الأمازيغ، إلى جانب مئات المحاربين العرب من القيروان الذين شكلوا حاشية إدريس الثاني. أولى مساجد المدينة مسجد الشرفاء ومسجد الأنوار غير أنّها لم تعد قائمةً في شكلها الأصلي. أصبح مسجد الشرفاء موقع دفن إدريس الثاني بعد وفاته، وتطور لاحقًا إلى زاوية مولاي إدريس الثاني الموجودة اليوم، بينما لم يبقَ من مسجد الأنوار سوى بقايا صغيرة.
ازدادت الهجرة العربية إلى فاس بعد ذلك، بما في ذلك العائلات الأندلسية ذات الأصول العربية والإيبيرية الذين طردوا من قرطبة في 817-818 بعد تمرد ضد الحكم الأول،:46 وكذلك العائلات العربية التي مُنعت من نزول القيروان (تونس الحديثة) بعد تمردٍ آخرَ عام 824. أعطى هؤلاء المهاجرون المدينة طابعها العربي. استقر الأندلسيون في الغالب في مدينة فاس، بينما وجد التونسيون موطنهم في العالية، وهاتان الموجتان من المهاجرين أطلقتا لاحقًا اسميهما على موقعي عدوة الأندلسيين وعدوة القرويين.:51 يُعتقد أنّ جامع القرويين وجامع الأندلس أُنْشِئا في هذه الفترة في عام 859. أدى تراجع سلالة الإدريسيين بعد ذلك إلى انتقال فاس بين مختلف الإمبراطوريات والفصائل المحلية في القرن العاشر الميلادي.
بُنيت أقدم آثار العصر الإسلامي الباقية في فاس - مسجدا القرويين والأندلس - على شكل بهوٍ مُعمَّدٍ، واستخدم مبكراً قوس حدوة الحصان. تعكس هذه التأثيراتُ المعالمَ الرئيسةَ للعمارة الإسلامية القديمةَ مثل جامع عقبة بن نافع في القيروان، وجامع قرطبة الكبير في قرطبة. في القرن العاشر الميلادي دخل جزء كبير من شمال المغرب، بما فيه فاس، مباشرةً ضمن نفوذ الدولة الأموية في الأندلس مع منافسةٍ من الدولة الفاطمية في الشرق. وتشمل المساهمات المبكرة في العمارة المغربية من هذه الفترة التوسعات في مسجدي القرويين والأندلس، وإضافة مآذنهما المربعة، ما جعلنا نتوقع أنها منحتِ الشكلَ النمطيَّ اللاحق للمآذن المغربية.

### عصر المرابطين والموحدين (ما بين القرنين الحادي عشر والثالث عشر الميلاديين)

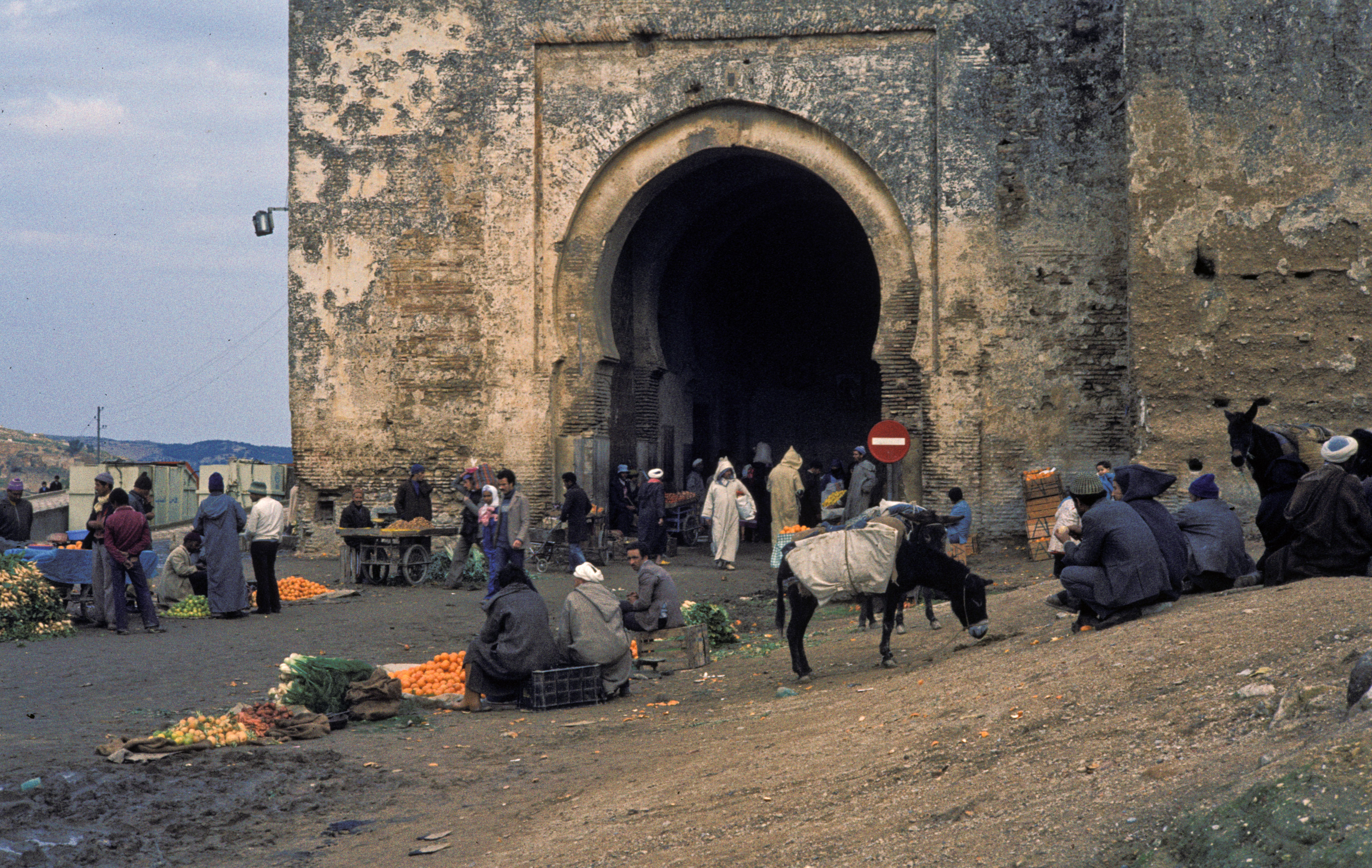
باب المحروق، البوابة الغربية للمدينة من العهد الموحدي، (1982)

أدى صعود المرابطين في القرن الحادي عشر إلى تأسيس عاصمة جديدة في مراكش جنوبا، كما أبقى الموحدون من بعدهم على مراكش كمركز قوتهم. ومع ذلك ظلت فاس المدينة الثانية لإمبراطوريتهم. استمر النشاط الاقتصادي التجاري للمدينة وتأثيرها الفكري في النمو. وحد المرابطون مدينتي مدينة فاس والعالية لأول مرة في مدينة واحدة كبيرة مع مجموعة واحدة من الأسوار. كما قاموا بتوسيع مسجد القرويين، الذي كان يعتبر مركزا دينيا وأيضًا مؤسسة تعليمية. وعندما حاصر زعيم الموحدين عبد المؤمن المدينة واحتلها عام 1145 هدم تحصينات المدينة عقابًا على مقاومتها. إلا أنه بسبب الأهمية الاقتصادية والعسكرية المستمرة لفاس أمر الخليفة الموحدي يعقوب المنصور بإعادة بناء الأسوار.:36:606 انتهى بناء الجدران في عهد خليفته محمد الناصر عام 1204، مما منحها شكلها النهائي وإنشاء محيط فاس البالي حتى يومنا هذا.
تعتبر فترة المرابطين والموحدين من أكثر المراحل ثراءً في تكوّن العمارة المغربية والمغاربية، حيث أُسّس العديد من الأشكال والزخارف التي صقلت في القرون اللاحقة. تبنى المرابطون التطورات المعمارية الأندلسية مثل الأقواس المتشابكة المعقدة للمسجد الكبير في قرطبة وقصر الجعفرية في سرقسطة، مع إدخال تقانات زخرفية جديدة من الشرق مثل المقرنصات. خارج فاس غالبًا ما يُعتبر جامع الكتبية (مراكش)، والمسجد الأعظم (تينمل) نماذج أولية للمساجد المغربية اللاحقة. وبالمثل فإن المآذن الضخمة (مثل مئذنة الكتبية، والخيرالدة في إشبيلية، وصومعة حسان بالرباط) والبوابات المُزخرفة (على سبيل المثال باب أكناو في مراكش، وباب الوداية وباب الرواح بالرباط) من عهد الدولة الموحدية أرست أيضًا مخططات الزخرفة الشاملة التي تكررت في هذه العناصر المعمارية منذ ذلك الحين. كانت مئذنة مسجد القصبة بمراكش مؤثرة تأثيرًا خاصًّا وكرّست أسلوبًا تكرر -مع إضافة بعض التفاصيل- في حقبة المرينيين اللاحقة.

### العصر المريني والعصر الذهبي (ما بين القرنين الثالث عشر والخامس عشر الميلاديين)

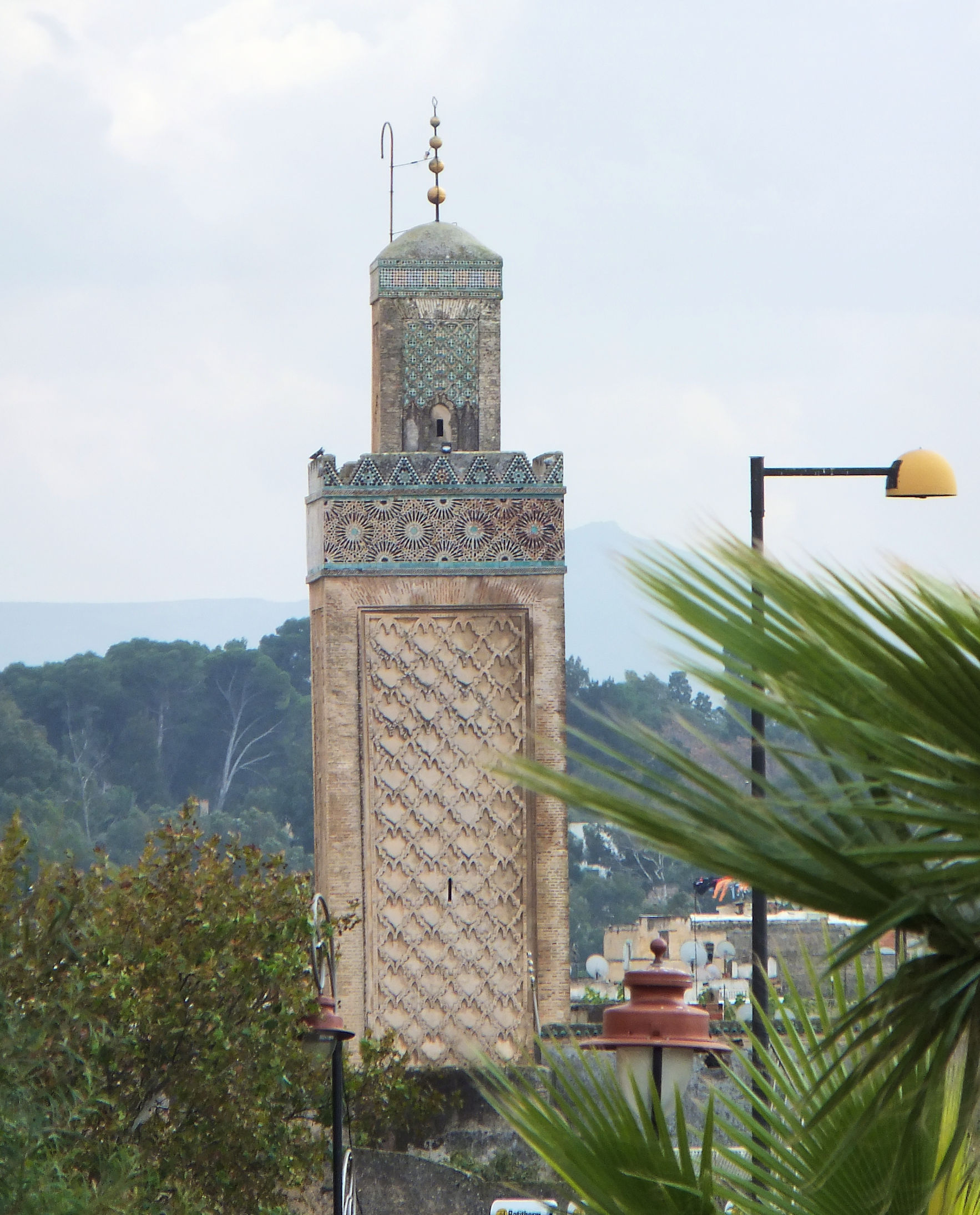
مئذنة الجامع الكبير بفاس التي بناها المرينيون في القرن الثالث عشر

استعادت فاس مكانتها السياسية وأصبحت معترفًا بها كعاصمة في عهد المرينيين بين القرنين الثالث عشر والخامس عشر. بنى السلطان المريني أبو يوسف يعقوب في عام 1276 مدينة إدارية جديدة بالكامل أو قلعة ملكية إلى الغرب من المدينة القديمة، على أرض مرتفعة تطل عليها. وهو ما أصبح يُعرف بفاس الجديد، وشمل القصر الملكي للسلاطين (دار المخزن)، والمكاتب الإدارية للدولة، ومقارَّ الجيش. امتازت فاس الجديد بمجموعتها الخاصة من الأسوار والبوابات المحصنة، وكان معظم محيطها الخارجي محميًا بمجموعة من الأسوار المزدوجة؛ سور داخلي طويل مع أبراج مربعة ضخمة على مسافات منتظمة وسور خارجي أصغر مع أبراج صغيرة. تألف مدخلها الشمالي -في بداية الطريق إلى مكناس- من جسر محصن (هو الآن المشور القديم) فوق وادي فاس، ومن الداخل قُسّمت المدينة إلى مناطقَ مختلفةٍ كان لبعضها -بما في ذلك دار المخزن- جدران وبوابات تفصلها عن غيرها. ثمة منطقة أخرى -عُرفت في البداية باسم "حمص" وتحولت فيما بعد إلى الملاح اليهودي- أضيفت أيضًا إلى الجنوب. في العام 1287 أنشأ السلطان أبو يعقوب يوسف (ابن أبي يوسف يعقوب) إلى الشمال حديقة ترفيهية شاسعة تُعرف باسم جنان المسرة. كانت الحدائق تُروى عبر قناة مقنطرة تسحب المياه من وادي فاس من خلال ناعورة ضخمة يبلغ قطرها حوالي 26 مترًا، وتقع على الجانب الغربي من باب الدكاكين. على الرغم من اختفاء الحدائق وعجلة المياه منذ ذلك الحين، إلا أن آثار القناة السابقة تظهر في الجدار الغربي للمشور الجديد اليوم وأيضًا في الأبراج المثمنة الكبيرة في باب السيكمة؛ أحد البوابات السابقة للحديقة.

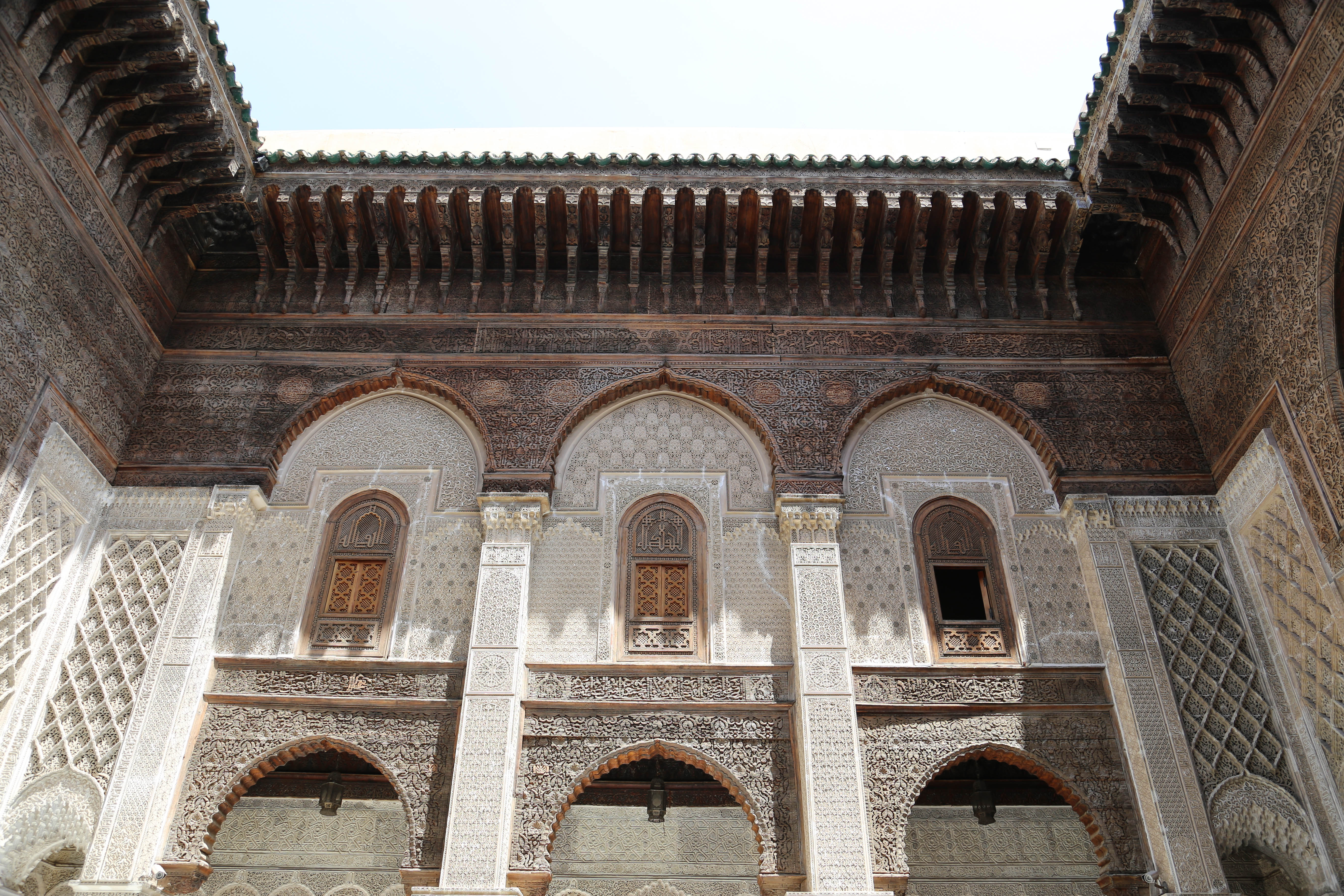
مدرسة العطارين التي بناها المرينيون في القرن الرابع عشر

كان المرينيون أيضًا مهتمين بزيادة صقل الإرث الفني الذي أنشأه أسلافهم. قاموا ببناء نصب تذكارية ذات زخارف واسعة النطاق ومعقدة بشكل متزايد، لا سيما من الخشب والجص، كما كانوا أول من استخدم الزليج على نطاق واسع (أعمال البلاط الفسيفسائي في أنماط هندسية معقدة)، والجدير بالذكر أنهم كانوا أول من بنوا المدارس الإسلامية، وهي نوع من المؤسسات نشأت في إيران وانتشرت غربًا. تعتبر مدارس فاس -مثل المدرسة البوعنانية ومدرسة العطارين ومدرسة الصهريج- من أعظم الأعمال المعمارية في هذا العهد. وبينما اتبعت هندسة المساجد إلى حد كبير نموذج الموحدين، كان أحد التغييرات الملحوظة هو الزيادة التدريجية في مساحة الصحن أو الفناء، والذي كان في السابق عنصرًا ثانويًا في المخطط ولكنه انتهى في حقبة السعديين اللاحقة ليصبح متسعًا مثل قاعة الصلاة الرئيسية وأحيانًا أكبر.
كان النمط المعماري في عهد المرينيين وثيق الصلة أيضًا بالنمط الموجود في مملكة غرناطة، في ظل السلالة النصرية المعاصرة. وهكذا فإن زخرفة قصر الحمراء الشهير تذكرنا بما تم بناؤه في فاس في ذلك الوقت. عندما احتلت إسبانيا الكاثوليكية غرناطة في عام 1492 وانتهت آخر مملكة إسلامية في الأندلس، فرّ العديد من المسلمين الإسبان (وأيضًا اليهود) إلى المغرب وشمال إفريقيا، مما أدى إلى تعميق آخر في التأثير الأندلسي في فاس في الأجيال اللاحقة.

### الانحدار والتنمية في عهد السعديين والعلويين (ما بين القرنين السادس عشر والتاسع عشر الميلاديين)

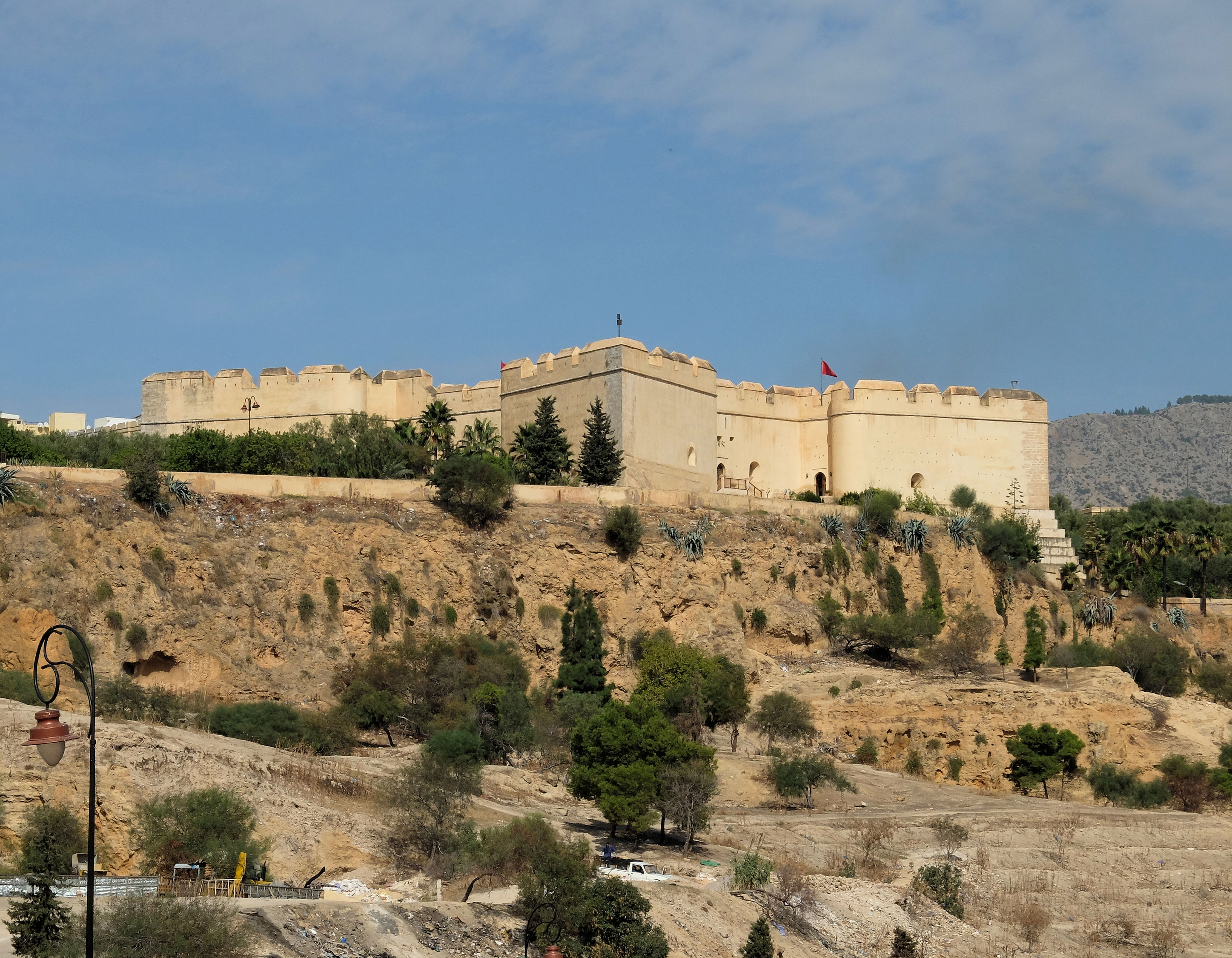
برج الشمال، قلعة بارود بناها السعديون في القرن السادس عشر

بعد انهيار السلالة المرينية دخلت فاس في حقبة مختلطة من التدهور والازدهار العرَضي تحت حكم السعديين والعلويين. لم يولِ السعديون -الذين جعلوا مراكش مرة أخرى عاصمة- اهتمامًا كبيرًا بفاس، باستثناء إضافتهم أجنحة الوضوء المزخرفة إلى فناء مسجد القرويين خلال فترة حكمهم. وقاموا -نتيجة التوترات المتكررة مع سكان المدينة- ببناء عدد من الحصون والمعاقل الجديدة حول المدينة -والتي يبدو أنها كانت تهدف إلى إبقاء السيطرة على السكان المحليين- وكانت تقع في الغالب على أرض مرتفعة تطل على فاس البالي، حيث كان من السهل عليهم قصف المدينة بالمدافع. ومن بينها هناك قصبة تامدرت داخل أسوار المدينة بالقرب من باب الفتوح، وحصون برج الشمال على التلال نحو الشمال، والبرج الجنوبي على التلال في الجنوب، وبرج الشيخ أحمد إلى الغرب عند نقطةٍ في أسوار فاس الجديد كانتِ الأقربَ إلى فاس البالي. بُنيت تلك الحصون أواخرَ القرن السادس عشر، ومعظمها من قبل السلطان أحمد المنصور. كما بني معقلان آخران؛ هما البرج الطويل وبرج سيدي بو نافع على طول أسوار فاس الجديد جنوب برج الشيخ أحمد. كان برج الشمال والبرج الجنوبي في فاس الجديد التحصينات الوحيدة في فاس التي تُظهر في تصميمها التأثير الأوروبي الواضح (البرتغالي على الأرجح)، وجرى تحديثها لتكون دفاعاتٍ في عصر البارود، ولربما بني بعضها بتسخير أسرى الحرب الأوروبيين المسيحيين بعد انتصار السعديين على البرتغاليين في معركة الملوك الثلاثة عام 1578.

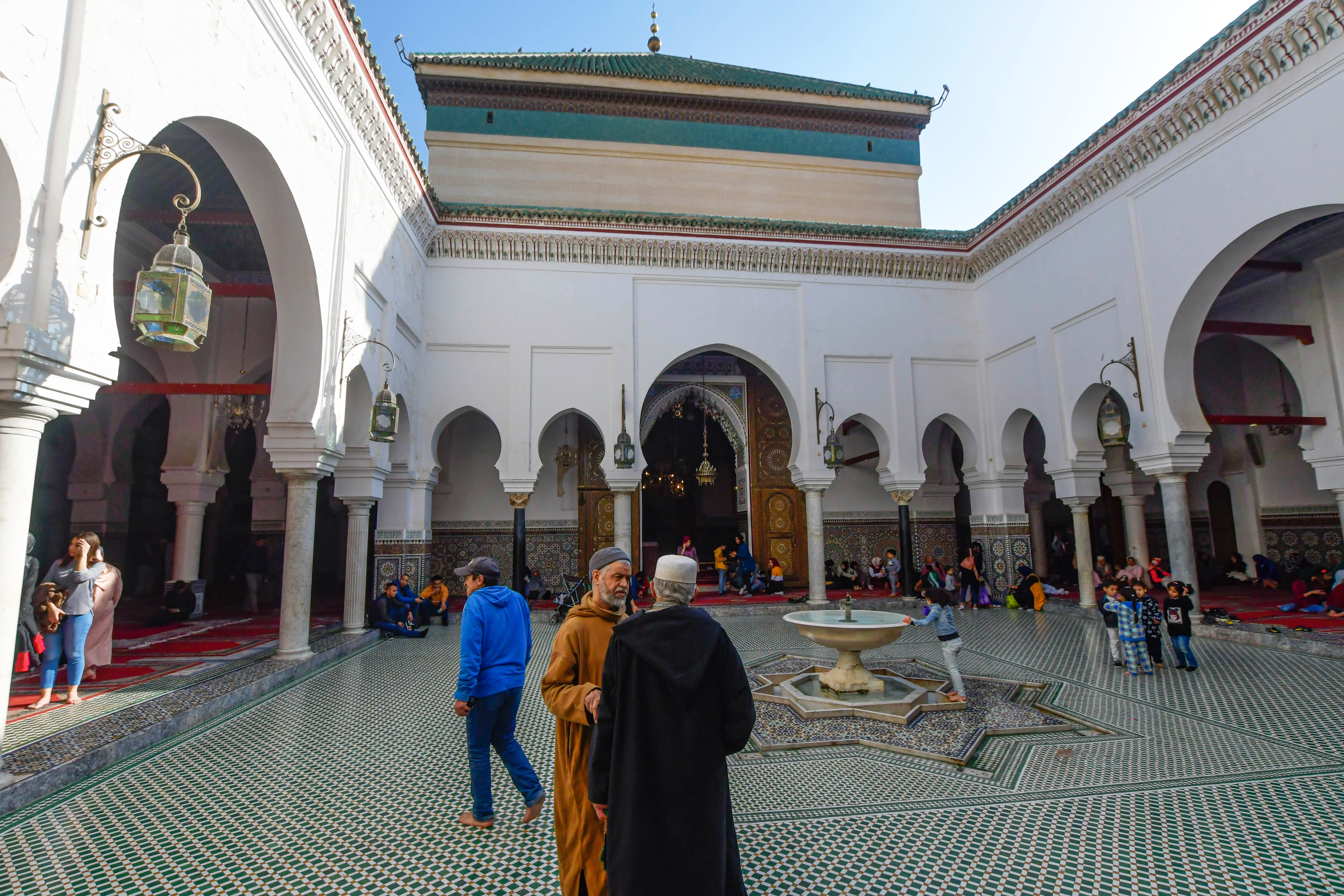
زاوية مولاي إدريس الثاني. يعود تاريخ المبنى اليوم بالكامل إلى إعادة الإعمار التي قام بها مولاي إسماعيل في أوائل القرن الثامن عشر، وزخارف أخرى في عهد السلاطين العلويين اللاحقين.

استولى مولاي الرشيد -مؤسس السلالة العلوية- على فاس عام 1666 وجعلها عاصمته، وشرع في تجديد المدينة بعد فترة طويلة من الإهمال. قام ببناء قصبة شراردة (المعروفة أيضًا باسم قصبة الخميس) إلى الشمال من فاس الجديد والقصر الملكي من أجل إيواء جزء كبير من قواته القبلية. كما رمّم أو أعاد بناء ما أصبح يُعرف باسم قصبة النوار، والتي أصبحت أماكن سكنى أتباعه من منطقة تافيلالت (موطن أجداد الأسرة العلويين)، ولهذا السبب عُرفت القصبة أيضًا باسم القصبة الفيلالي («قصبة أهل تافيلالت»). بعد وفاة مولاي الرشيد مرّت فاس بفترة مظلمة أخرى، فقد نقل خليفته مولاي إسماعيل العاصمة إلى مكناس، على الرغم من أنه رعى بعض مشاريع البناء الكبرى في فاس. والجدير بالذكر أنه أعاد بناء زاوية مولاي إدريس الثاني بالكامل بين عامي 1717 و1720، مما أعطى المبنى معظم شكله الحالي.
من عهد مولاي محمد بن عبد الله فصاعدًا استعادت فاس مكانتها وهيبتها. واصل العلويون إعادة بناء وترميم العديد من المعالم الأثرية، فضلاً عن توسيع حِمَى القصر الملكي عدة مرات. جرى التغيير النهائي والأهم على تضاريس فاس في عهد مولاي الحسن الأول (1873-1894)، الذي ربط أخيرًا بين فاس الجديد وفاس البالي ببناء ممر مُسوّر بينهما، وداخل هذا الممر الجديد بين المدينتين بنيت حدائق جديدة وقصور صيفية لاستخدام أفراد العائلة المالكة والمجتمع الراقي في العاصمة، مثل جنان السبيل وقصر دار البطحاء. وسّع مولاي الحسن أيضًا القصر الملكي القديم، فامتدّ مدخله حتى الموقع الحالي للمشور القديم مع إضافة المشور الجديد -جنبًا إلى جنب مع باب المكينة إلى الشمال- مما أدى إلى فصل حي مولاي عبد الله إلى الشمال الغربي عن باقي مدينة فاس الجديدة.

### الفترة الاستعمارية الفرنسية والوقت الحاضر (القرنان 20 و21 الميلاديان)
في عام 1912 وُقِّع على معاهدة فاس وأصبح المغرب محمية فرنسية، بينما سيطرت إسبانيا على شمال المغرب. نقلت العاصمة مرة أخرى، هذه المرة إلى الرباط، والتي لا تزال حتى يومنا هذا. استعاد المغرب استقلاله عن فرنسا وإسبانيا عام 1956.

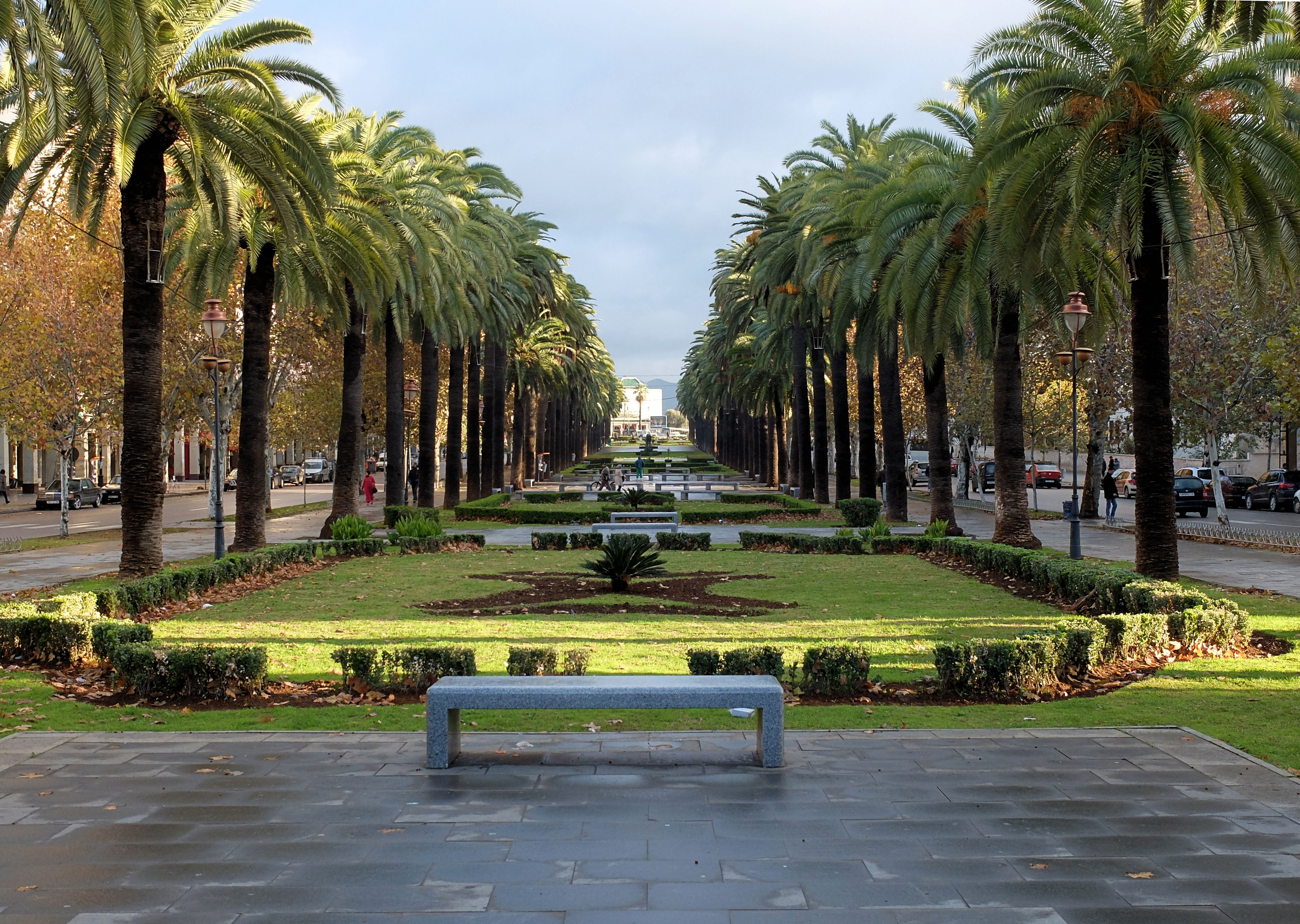
شارع الحسن الثاني بفاس (في الأصل شارع فرنسا)، أهم شارع في فاس، تمّ بناؤه خلال فترة الاحتلال الفرنسية بعد عام 1912

عيّن الجنرال الفرنسي المقيم هوبير ليوطي هنري بروست للإشراف على التنمية الحضرية للمدن الواقعة تحت سيطرته. إحدى السياسات المهمة ذات الآثار طويلة المدى هي قرار التخلي إلى حد كبير عن إعادة تطوير المدن التاريخية القائمة والاحتفاظ بها عمداً كمواقع للتراث التاريخي، ولا تزال تُعرف اليوم باسم «المدن القديمة». بدلاً من ذلك قامت الإدارة الفرنسية ببناء مدن حديثة جديدة (المدن المخططة) خارج المدن القديمة مباشرةً أقام فيها المستوطنون الأوروبيون. كان هذا جزءًا من «سياسة الارتباط» الأكبر التي تبناها ليوطي والتي فضلت أشكالًا مختلفة من الحكم الاستعماري غير المباشر بالحفاظ على المؤسسات والنخب المحلية، على عكس السياسات الاستعمارية الفرنسية الأخرى التي فضلت «الاستيعاب». توافقت الرغبة في الحفاظ على المدن التاريخية أيضًا مع اتجاه سائد في العمارة الأوروبية حول التخطيط الحضري ذلك الوقت ودعا إلى الحفاظ على المدن التاريخية في أوروبا، وهي أفكار تبناها ليوطي نفسه. حافظت لوائح البناء الجديدة على الأنماط المعمارية القائمة مسبقًا ووازنتها مع التحضر السريع. ومع ذلك في حين حافظت هذه السياسة على المعالم التاريخية، فقد كان لها أيضًا مثالب على المدى الطويل من خلال تعطيل التنمية الحضرية في هذه المناطق التراثية والتسبب في نقص المساكن في بعض المناطق. كما قُمعت الابتكارات المعمارية المغربية المحلية، على سبيل المثال في فاس البالي يُطلب من السكان المغاربة الاحتفاظ بنمط بناءٍ -بما فيه المنازل حديثة البناء- اتوافق مع ما تعتبره الإدارة الفرنسية الهندسة المعمارية الأصلية التاريخية. وفي بعض الحالات أزال المسؤولون الفرنسيون أو أعادوا تشكيل المباني المغربية الحديثة قبل الاستعمار والتي تأثرت بشكل واضح بالأنماط الأوروبية من أجل محو ما اعتبروه تدخلاً أجنبياً أو غير محليٍّ في العمارة المغربية، مثل بوابة كامبيني (المعروفة الآن بباب الشمس) التي بنيت على الطراز الإيطالي في القرن التاسع عشر، ولكن أعيد بناؤها من قبل الفرنسيين بأسلوب «مغاربي».
في المقابل شيّد المعماريون الفرنسيون المباني في المدن الجديدة بما يتوافق مع الوظائف والتخطيطات الأوروبية الحديثة، ولكن مظهرها كان ممزوجًا بشكل كبير مع الزخارف المغربية المحلية، مما أدى في فن العمارة إلى الطراز المغربي الجديد. أدخل الفرنسيون أيضًا في بعض الحالات مبانٍ ذات مظهر مغربي في نسيج المدن القديمة، مثل بوابة باب بوجلود في فاس (اكتملت سنة 1913) وثانوية مولاي إدريس المجاورة (افتتحت عام 1918). قدمت المدن الجديدة من العهد الفرنسي كذلك أنماطًا معماريةً أكثر حداثةً مثل آرت ديكو.
واليوم حافظت مدينة فاس على الوظائف الأصلية والهندسة المعمارية لهذا الفضاء الحضري، مما أدى إلى إدراجها في قائمة التراث العالمي في عام 1981. يمكن أن يُعزى الاستمرار الناجح للهندسة المعمارية التقليدية إلى التزامها بمواصلة عكس أنماط الموجات المتتالية من السكان، والتي مرّت على المدينة على مدار تاريخها الطويل.

## تصميم المدينة
تتكون مدينة فاس التاريخية من فاس البالي؛ المدينة الأصلية التي أسستها الدولة الإدريسية على ضفّتي وادي فاس في أواخر القرن الثامن وأوائل القرن التاسع، وفاس الجديد التي تأسست على أرضٍ مرتفعةٍ إلى الغرب في القرن الثالث عشر. وهي تختلف عن مدينة فاس الجدبدة التي أسسها الفرنسيون في الأصل. ترتبط هاتان المدينتان التاريخيتان ببعضهما، وعادةً ما يشار إليهما معًا باسم «مدينة فاس القديمة».
تبلغ مساحة مدينة فاس حوالي 800 أكر وتحيط بها 25 كيلومترًا من الأسوار التاريخية. كما هو الحال في العديد من المدن الإسلامية في العصور الوسطى. تمتدّ شوارع السوق الرئيسة في فاس عادةً من البوابات الرئيسة للمدينة إلى منطقة مسجد المدينة الرئيس (وهو هنا مسجد القرويين، وبدرجةٍ أقلَّ زاوية مولاي إدريس الثاني المعروفةُ تاريخيًا باسم مسجد الشرفاء)، والذي يقع بدوره وسطَ المناطق التجارية والاقتصادية الرئيسة في المدينة. تشكل شوارع السوق نفسها المحاور التجارية الرئيسة في المدينة وتعد موطنًا لمعظم فنادقها (نزل التجار). ونتيجة ذلك نادرًا ما يُضظرّ التجار والزوار الأجانب إلى التجول خارج هذه المناطق، ومعظم الشوارع المتفرعة منها تؤدي فقط إلى الأزقة السكنية المحلية (غالبًا تسمى «الدرب»)، وكثير منها يؤدي إلى طرقٍ مسدودة. على العموم يوجد السياح اليوم في هذه الطرق التجارية الرئيسة فقط، وتقع أهم المعالم الأثرية والمؤسسات في المدينة في شوارع السوق الرئيسة، أو بالقرب منها. وعليه تتمتع المدينة ببنيةٍ عمرانيةٍ متماسكةٍ وهرميةٍ يمكن تمييزها على مستويين؛ أولاً على المستوى المحلي تختص الأحياء الفردية والمناطق بالأغراض السكنية والتجارية والصناعية، وثانيًا على مستوىً أوسعَ فالمدينة منظمة بما يخصُّ النقاطَ الرئيسةَ ذاتَ الأهميةِ مثل البوابات والمساجد الرئيسة. على هذا المستوى الأوسع هناك ما يقرب من أربعةِ مراكزَ رئيسةٍ للنشاط والتنظيم الحضريين: واحد في محيط جامع القرويين، وآخر يتمركز حوالي جامع الأندلس، وثالث حول مسجد المدرسة البوعنانية، وتكتل فاس الجديد المنفصل تاريخيًا.

## الطراز المعماري
تحتوي فاس على العديد من الأمثلة المهمة للعمارة المغربية التقليدية. تطور هذا النمط المعماري خلال الفترة الإسلامية وكان جزءًا من مجمع ثقافي وفني أوسع يشار إليه غالبًا باسم العمارة المغاربية، والذي ميّز مناطق المغرب والأندلس وأجزاء من الجزائر وتونس الحالية. مزجت التأثيرات من الثقافة الأمازيغية في شمال أفريقيا، وإسبانيا قبل الإسلام (الرومانية والبيزنطية والقوطية الغربية)، والتيارات الفنية المعاصرة في الشرق الأوسط الإسلامي لتطوير أسلوب فريد على مر القرون مع سمات مميزة مثل القوس المغاربي، وحدائق الرياض، وأعمدة المساجد مع المآذن المربعة، والمُقَرنَصات المنحوتة، ومزيج من الزخارف الهندسية الإسلامية، والزخرفة العربية، وزخارف الخط العربي في الخشب والجص والبلاط (خاصةً الزليج).

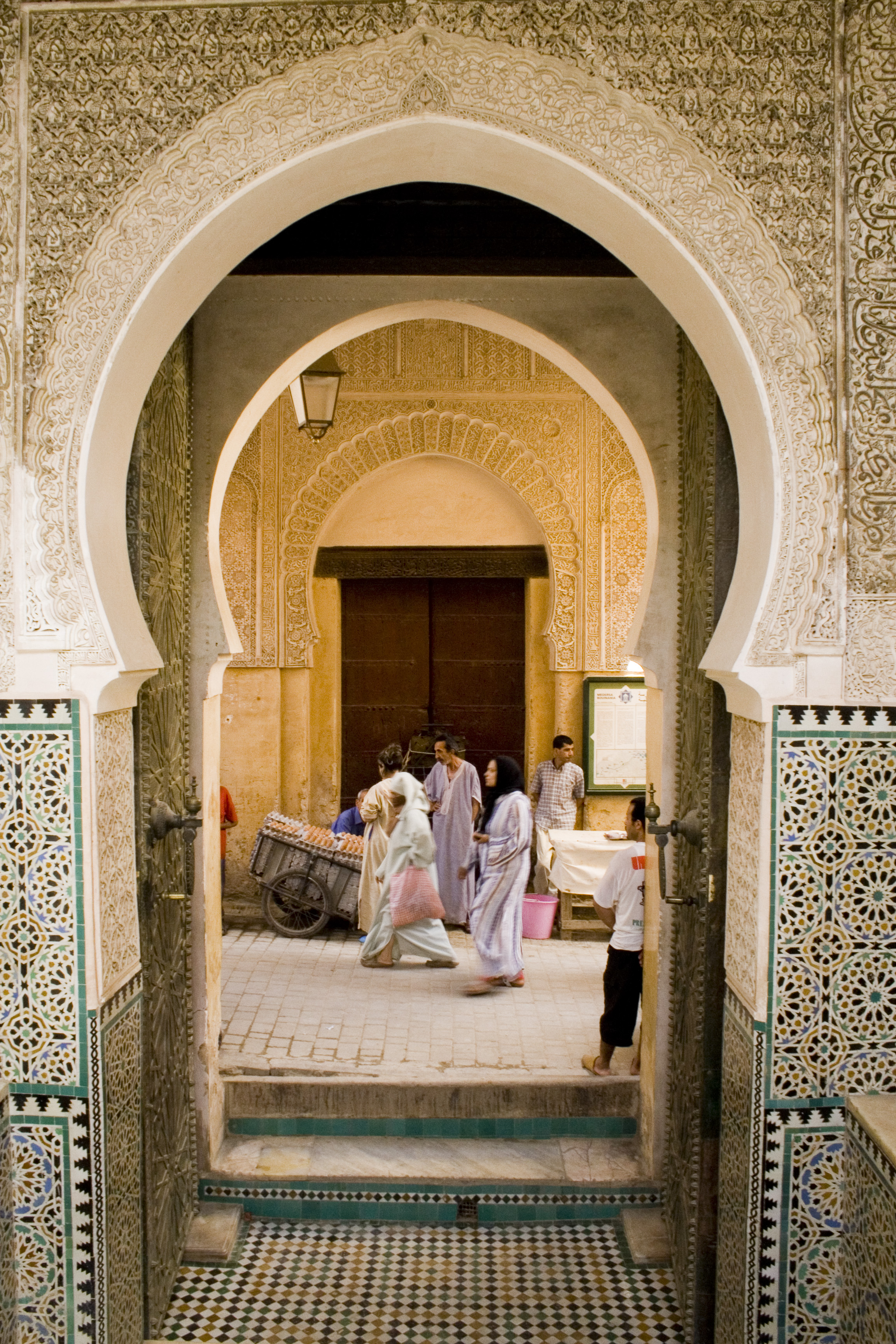
مثال على قوس حدوة الحصان في المدرسة البوعنانية من القرن الرابع عشر
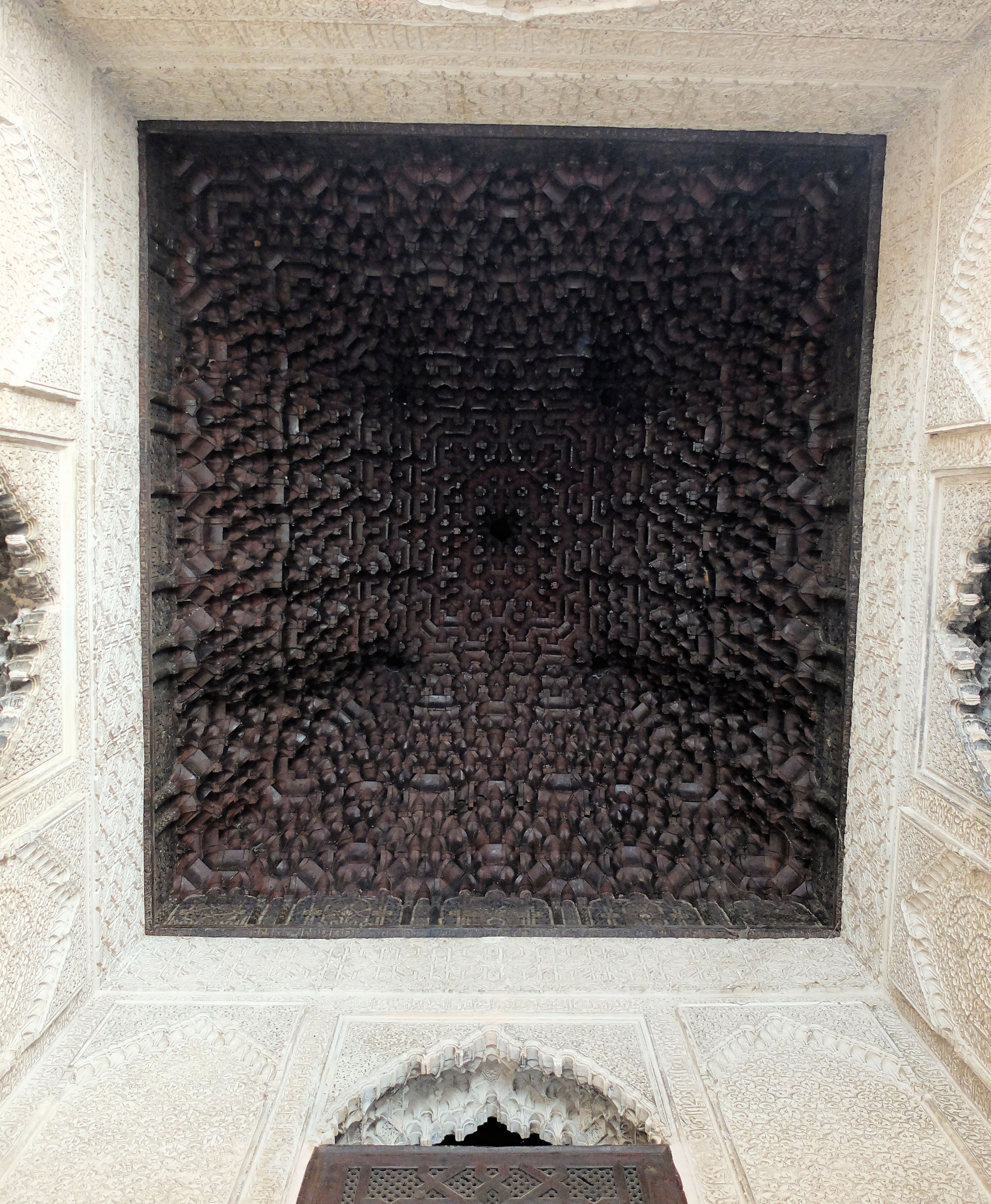
مثال المقرنصات في المدرسة البوعنانية
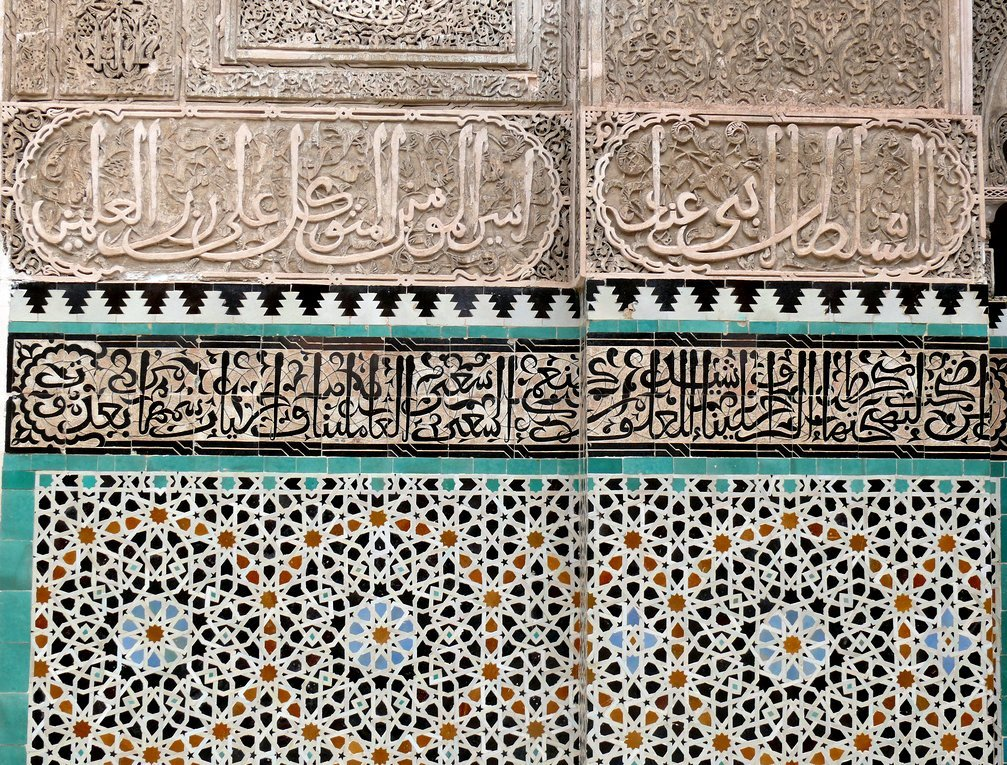
مثال على الزخارف الهندسية في الزليج (أدناه) والخط العربي في البلاط والجص المنقوش (أعلاه) في المدرسة البوعنانية
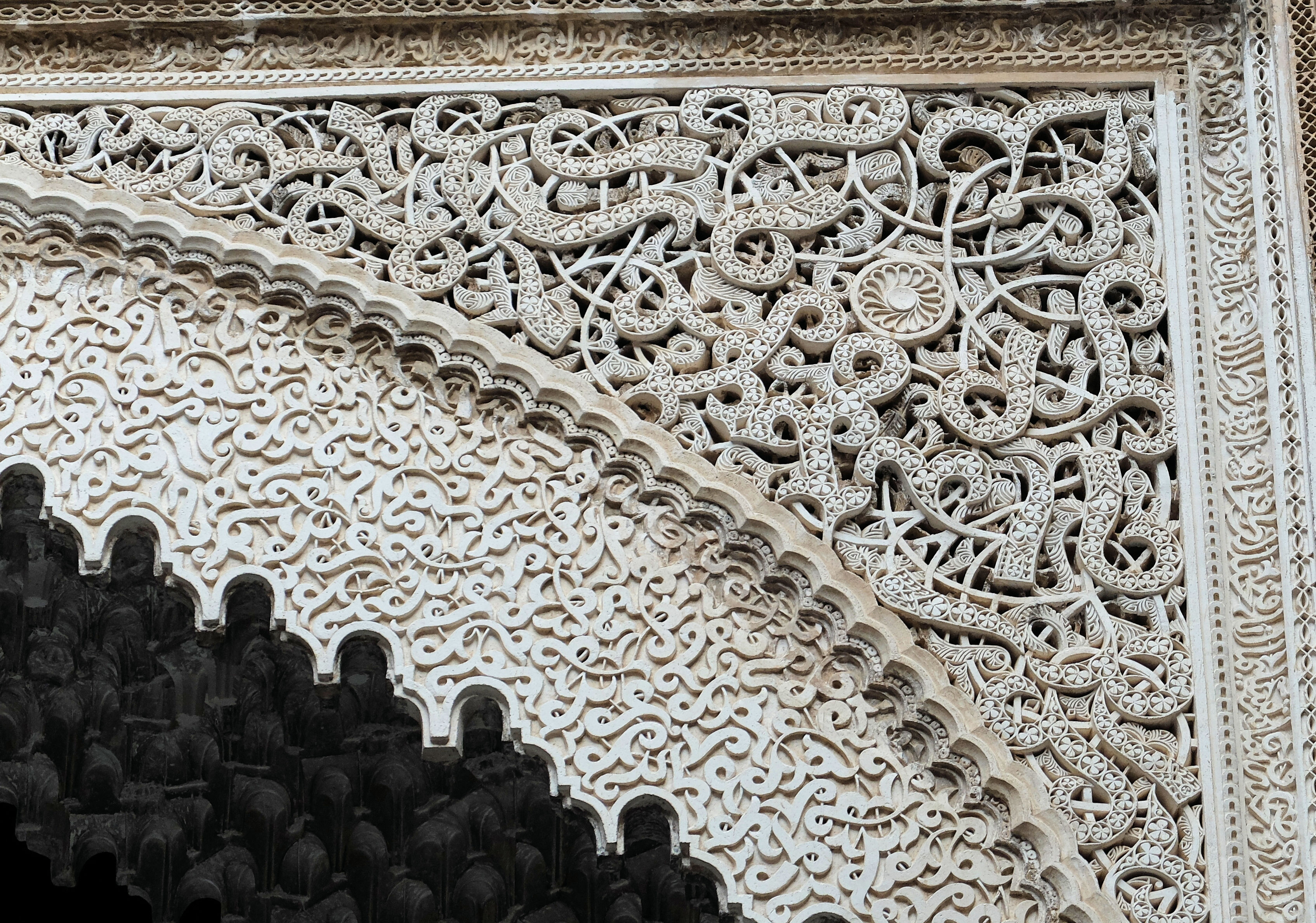
مثال على الزخارف العربية في الجص المنقوش في مدرسة العطارين في القرن الرابع عشر
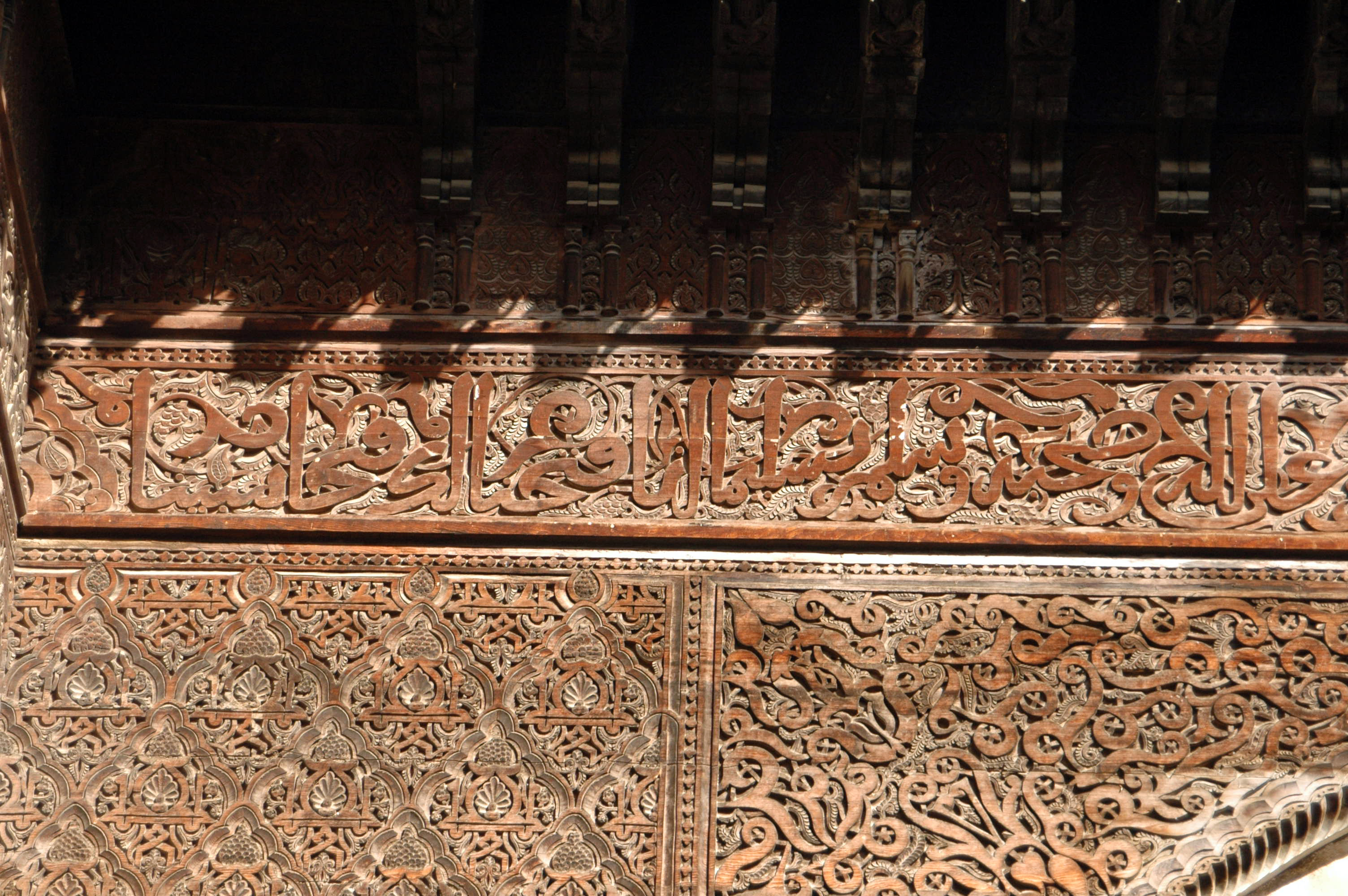
مثال على أسطح خشبية ذات زخارفَ منحوتةٍ مزخرفةٍ في مدرسة الصهريج التي تعود إلى القرن الرابع عشر
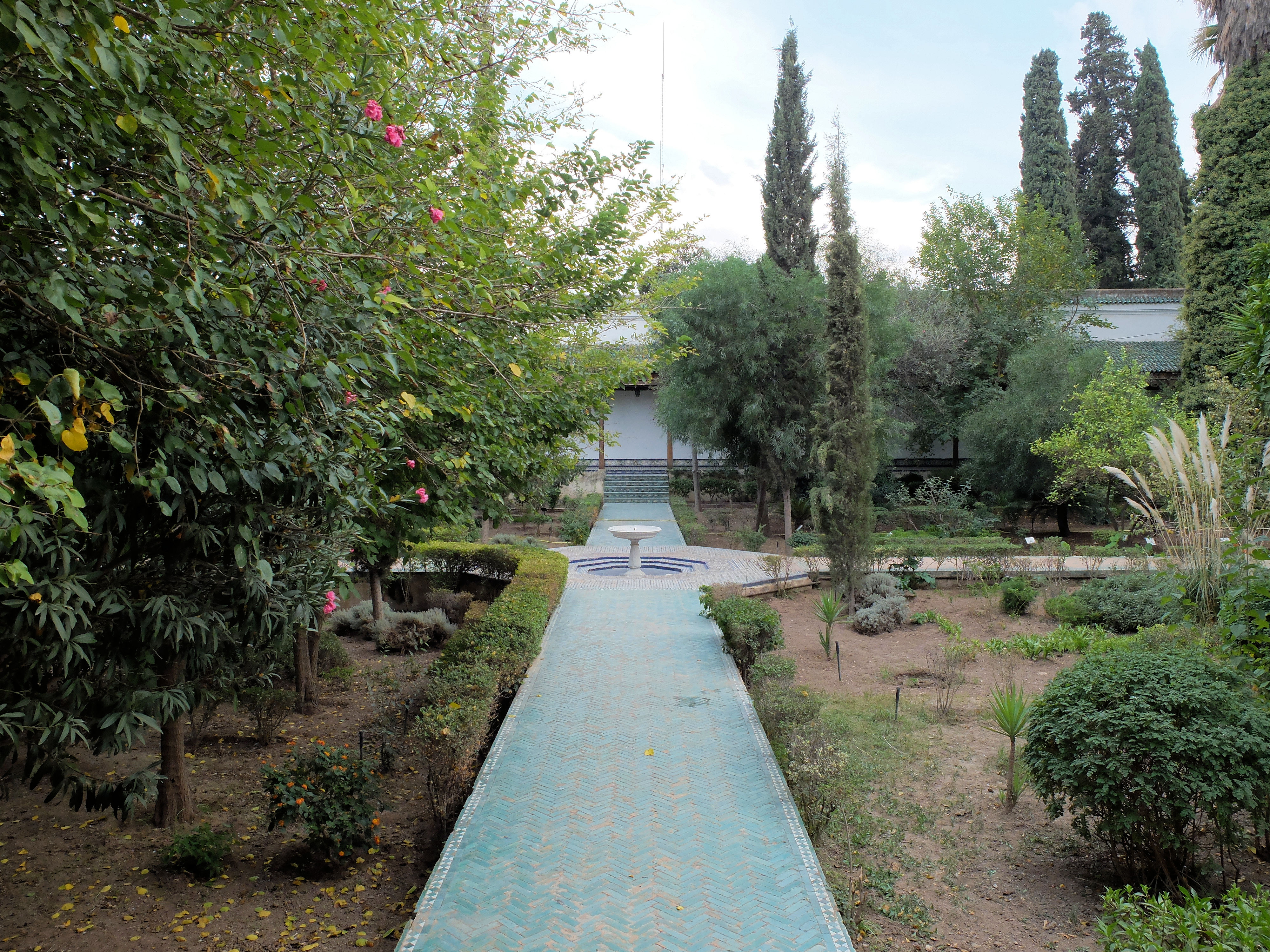
مثال على الرياض في قصر دار البطحاء من القرن التاسع عشر
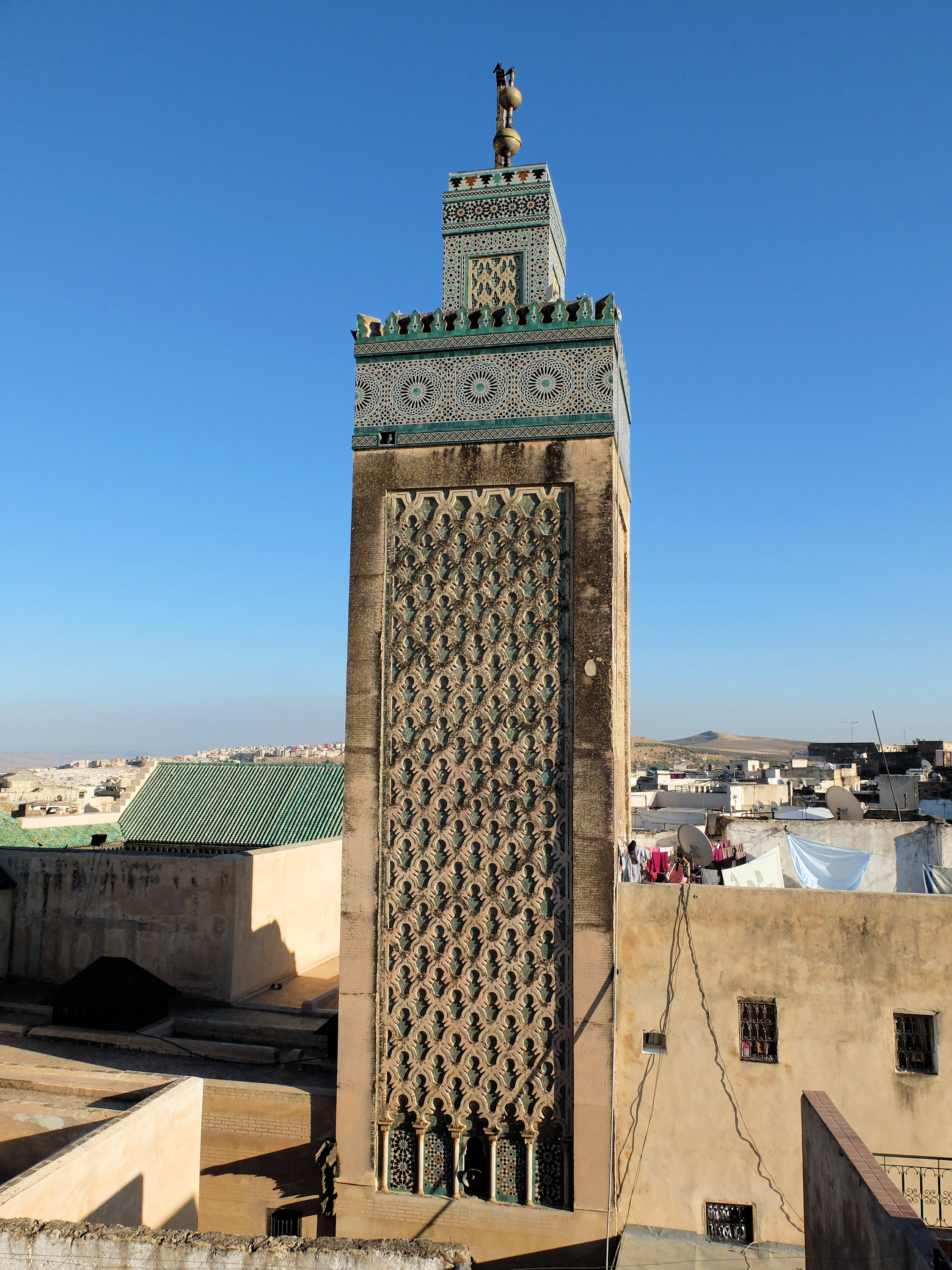
مثال على مئذنة تقليدية في المدرسة البوعنانية

## أنواع المباني

### المساجد

#### المساجد التاريخية الكبرى
تعتبر المساجد من أبرز المباني المعمارية في مدينة فاس. الغرض من المسجد متعدد الأوجه، فهو بمنزلة مكان للعبادة والصلاة، وفي الوقت نفسه كان يستخدم تقليديًا أيضًا كمركز للتعليم والتعلم. على هذا النحو تُعدُّ المساجد مكونًا لا غنىً عنه للنسيج العمراني للمدينة القديمة، فهي تجمع المجتمع، وتعمل كمركز اجتماعي ومجتمعي وتعليمي.
يوجد في المدينة العديد من المساجد التاريخية، بعضها جزء من مدرسة أو زاوية. من بين أقدم المساجد التي لا تزال قائمة حتى اليوم مسجد القرويين المرموق الذي تأسس عام 857م (وتم توسيعه لاحقًا)، ومسجد الأندلس الذي تأسس عام 859-860م، وجامع بوجلود من أواخر القرن الثاني عشر الميلادي، ومسجد قصبة النوار -الذي ربما كان موجودًا في العهد الموحدي-، ومن المحتمل أنه جرى إعادة بنائه في وقت لاحق،) يعتبر مسجدا الشرفاء والأنوار أقدم مساجد المدينة، وقد عرفا تغييرًا في شكليهما الأصليين. كان مسجد الشرفاء مكان دفن إدريس الثاني، وتطور إلى زاوية مولاي إدريس الثاني الموجودة اليوم، في حين لم يبق من مسجد الأنوار سوى بقايا صغيرة. أنشئ جامع القرويين في البداية كمكانٍ للعبادة، ولكن أجريت دروس التعليم أيضًا داخل المسجد، وتطور ليصبح مكانًا لتنمية المعرفة بالعلوم الإسلامية والعلوم الأخرى. وهكذا تطور في الوقت عينه إلى مؤسسةٍ تعليميةٍ كبرى ذات مكانةٍ علميةٍ، ومنذ عام 1963 أصبح جامعةً حكوميةً في المغرب.

يعود تاريخ عددٍ من المساجد إلى العصر المريني المهم عندما كانت فاس عاصمة المغرب وتم إنشاء فاس الجديد. وتشمل كلًّا من المسجد الكبير بفاس الجديد من عام 1276، ومسجد أبو الحسن من عام 1341، ومسجد الشرابليين من عام 1342، ومسجد الحمراء من الفترة نفسها تقريبًا (التاريخ المحدد غير مؤكد)، وجامع لالة الزهر من عام 1357،:65 ومسجد لالة غريبة من عام 1408.:64 وباستثناء مسجد لالة غريبة تحتوي جميعها على مآذنَ غنيةٍ بالزخارف بالإضافة إلى ميزاتٍ زخرفيةٍ أخرى.:64 يعود تاريخ مسجد باب الكيسة أيضًا في الأصل إلى عهد السلطان المريني أبي الحسن (1331-1351م)، ولكنه عُدّل بشكلٍ أكبرَ في القرون اللاحقة. تشمل المساجد الرئيسة الأخرى من العصر العلوي الأحدث مسجد مولاي عبد الله، الذي بُني في أوائل القرن الثامن عشر، وبجواره توجد مقبرة تحتوي على ضريح السلطان مولاي عبد الله وأفراد السلالة العلوية لاحقًا. بُني مسجد الديوان ومسجد الرصيف ومسجد الواد الحالي في عهد مولاي سليمان (حكم 1793-1822).:28 تشمل زاوية مولاي إدريس الثاني المذكورة سابقًا وزاوية سيدي أحمد التيجاني مناطقَ المساجدِ أيضًا، وكذلك العديد من الزوايا البارزة الأخرى في المدينة.

أهم المساجد التاريخية بفاس
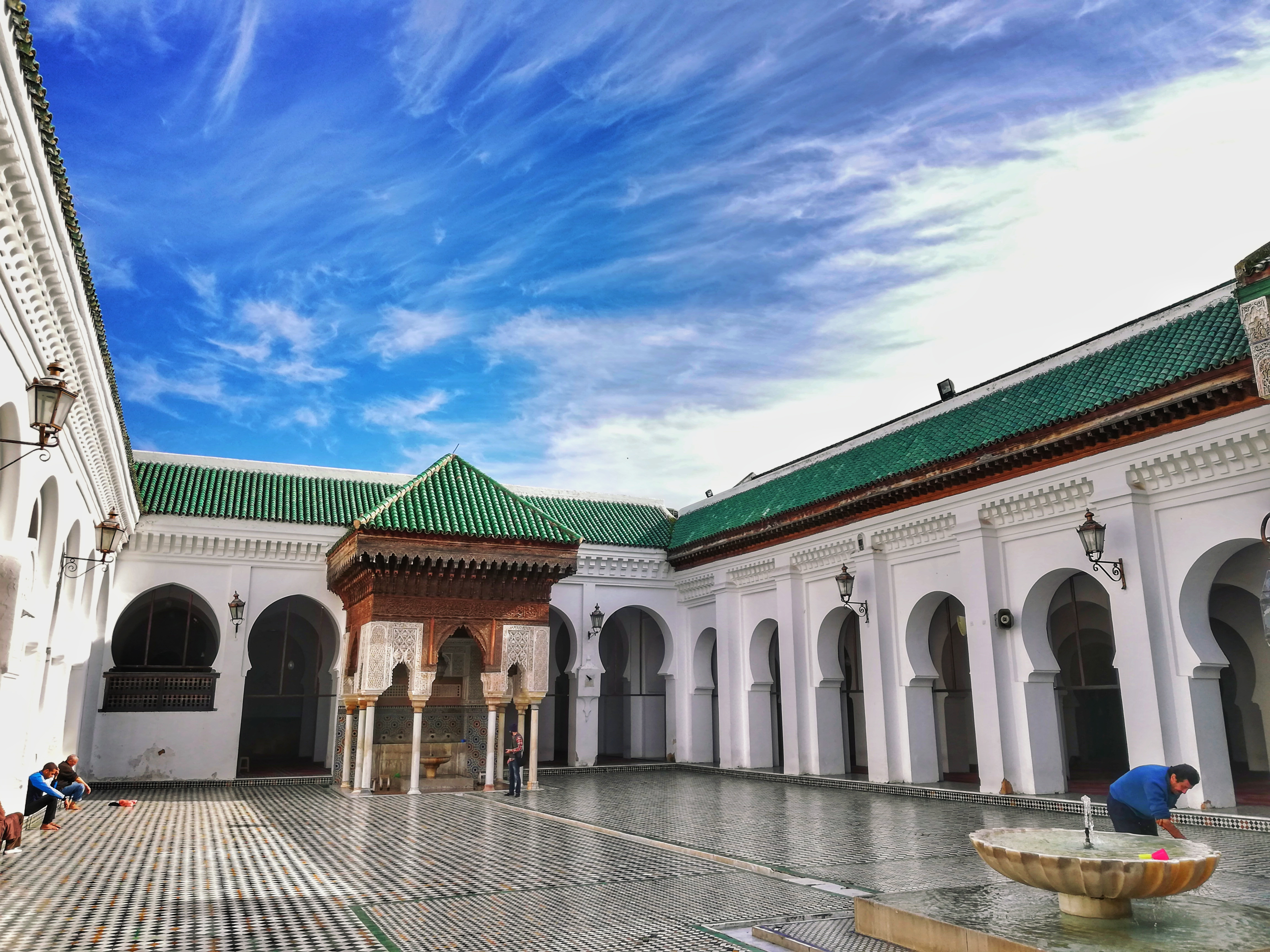
فناء جامعة القرويين (تأسست في القرن التاسع الميلادي وتوسعت عدة مرات)
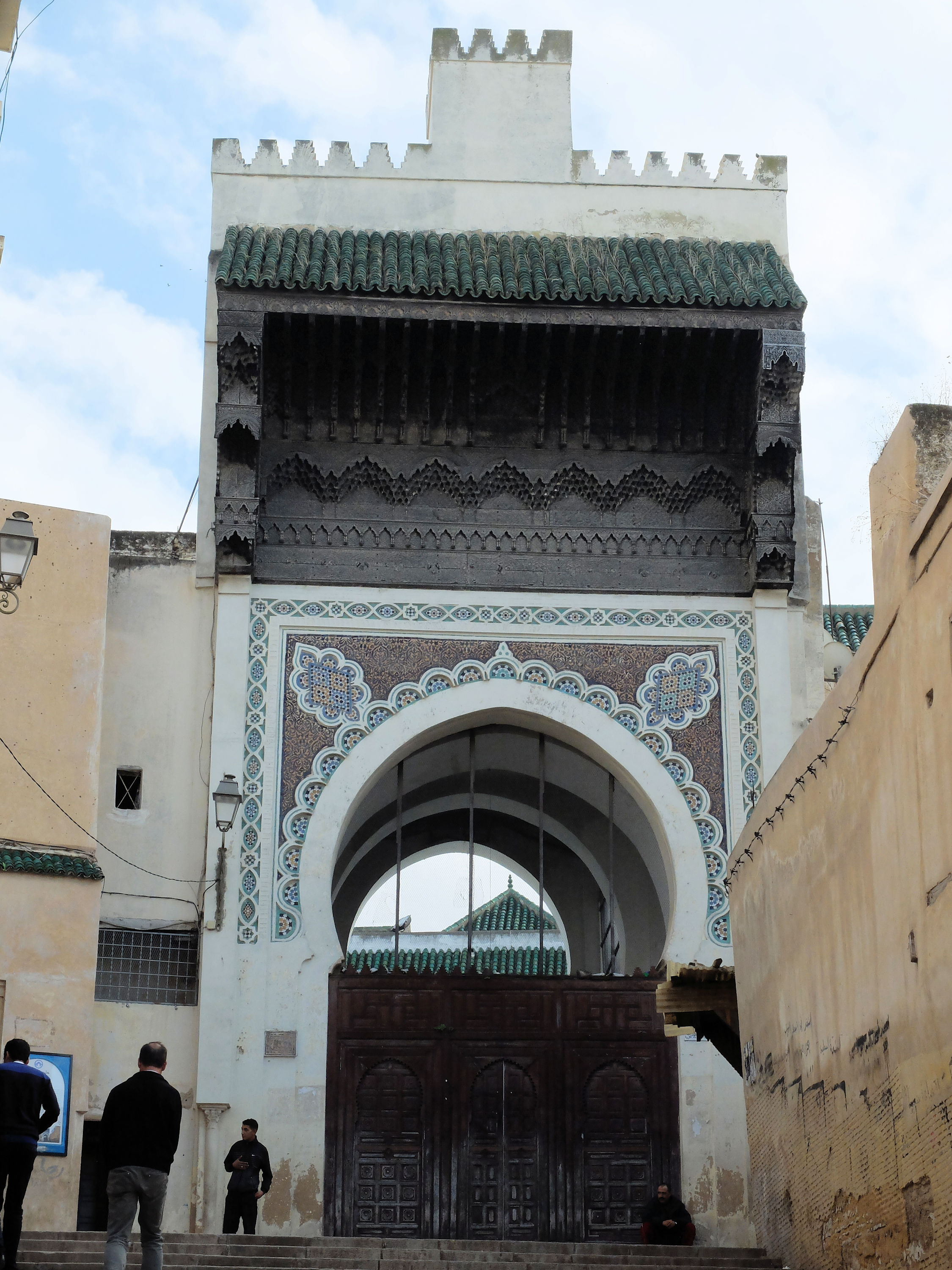
مدخل جامع الأندلس (تأسس في القرن التاسع ووُسّع لاحقًا)
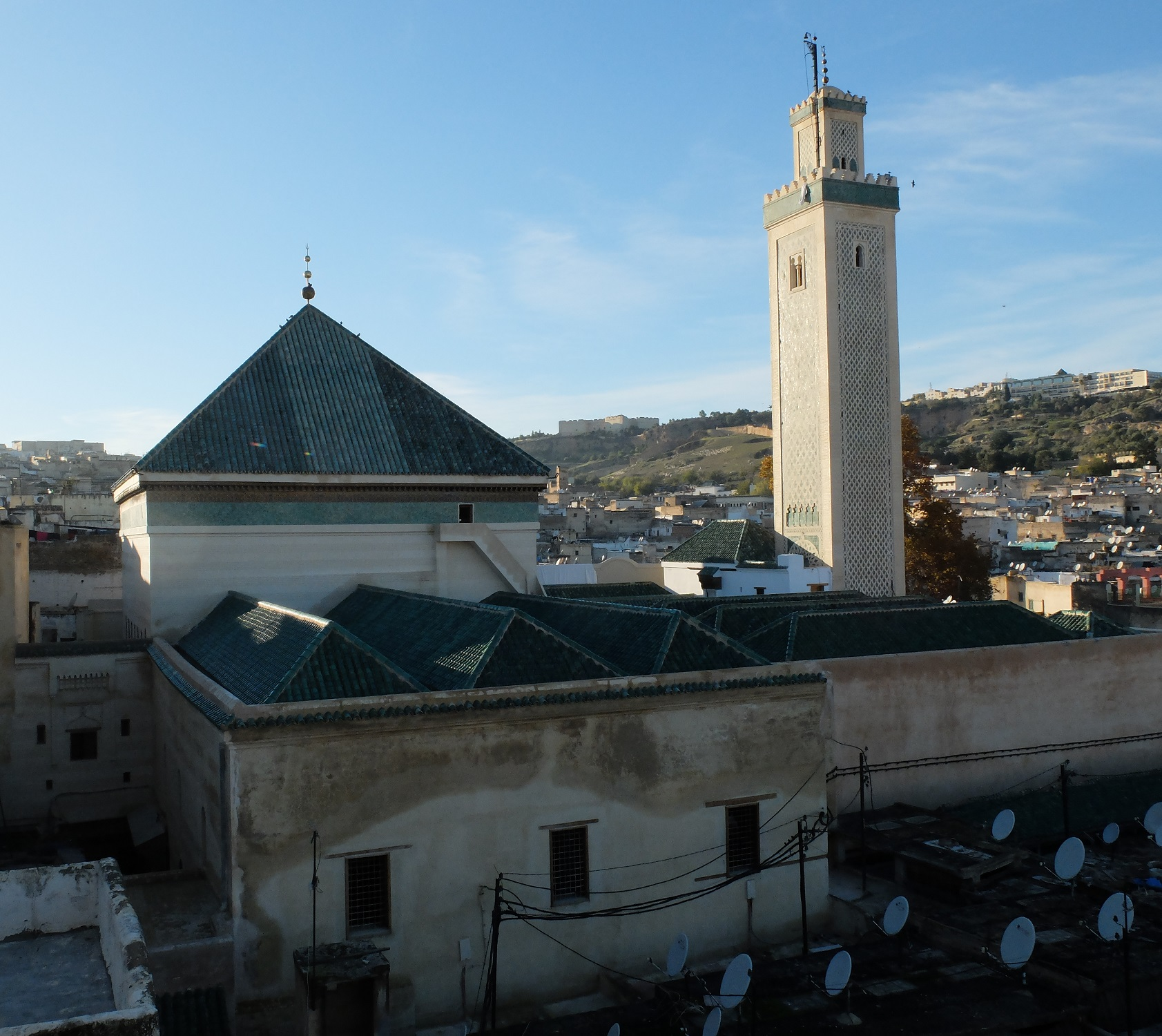
زاوية مولاي إدريس الثاني، وهي في الأصل موقع مسجد الشرفاء الذي أسسه إدريس الثاني (الذي لا يزال مدفونًا هنا)
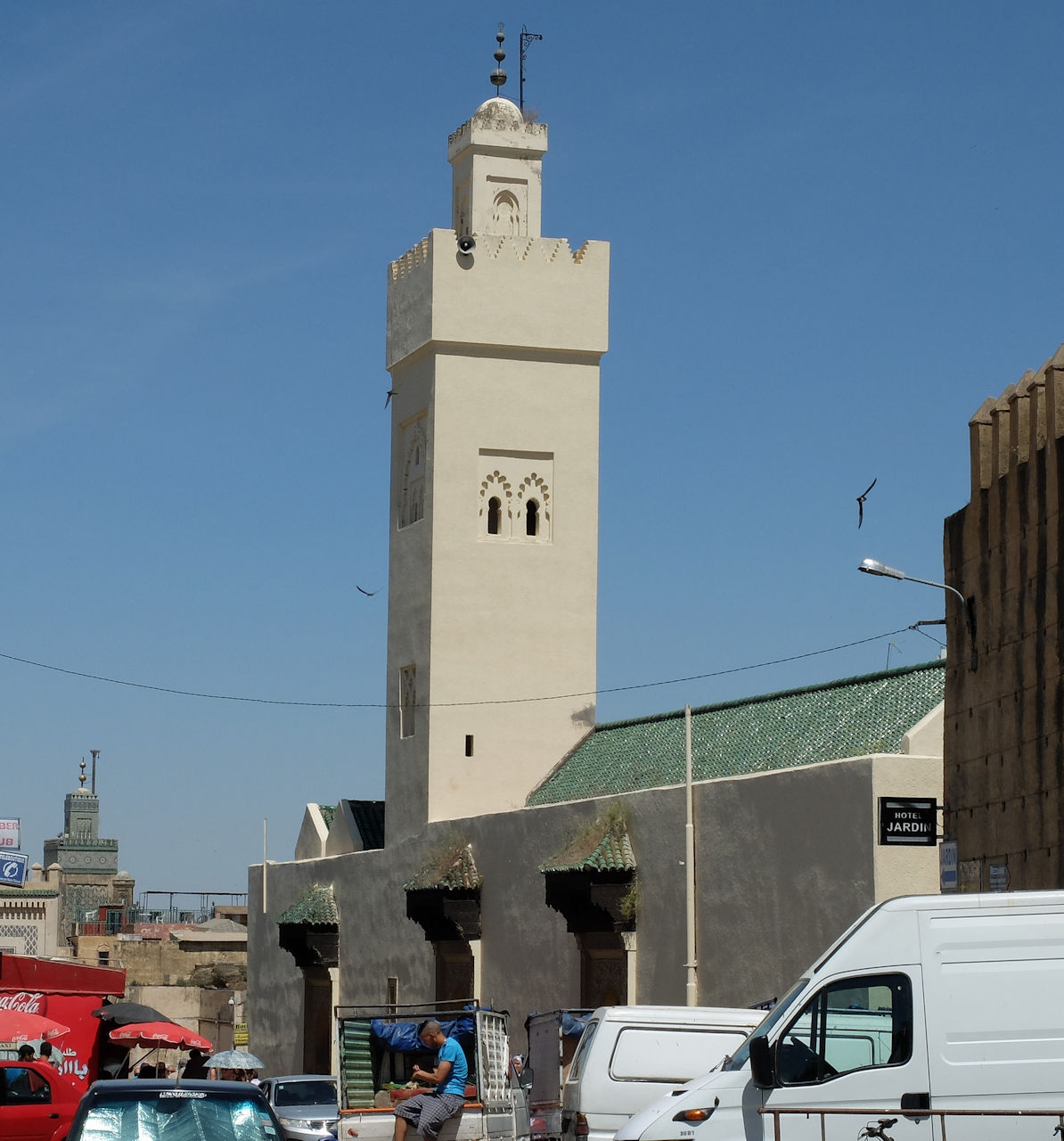
جامع بوجلود (تأسس في أواخر القرن الثاني عشر)
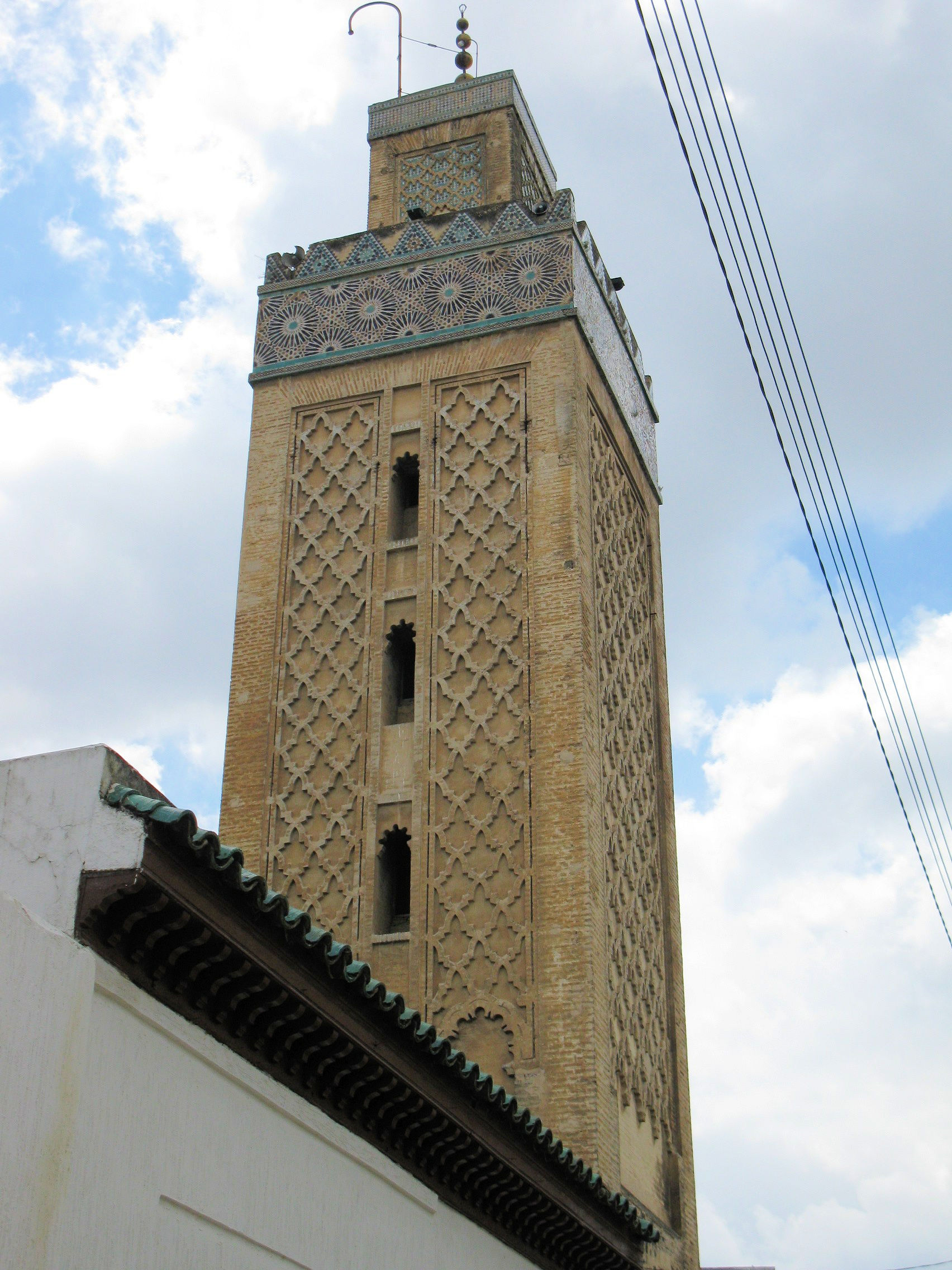
الجامع الكبير بفاس الجديد (تأسس في أواخر القرن الثالث عشر)
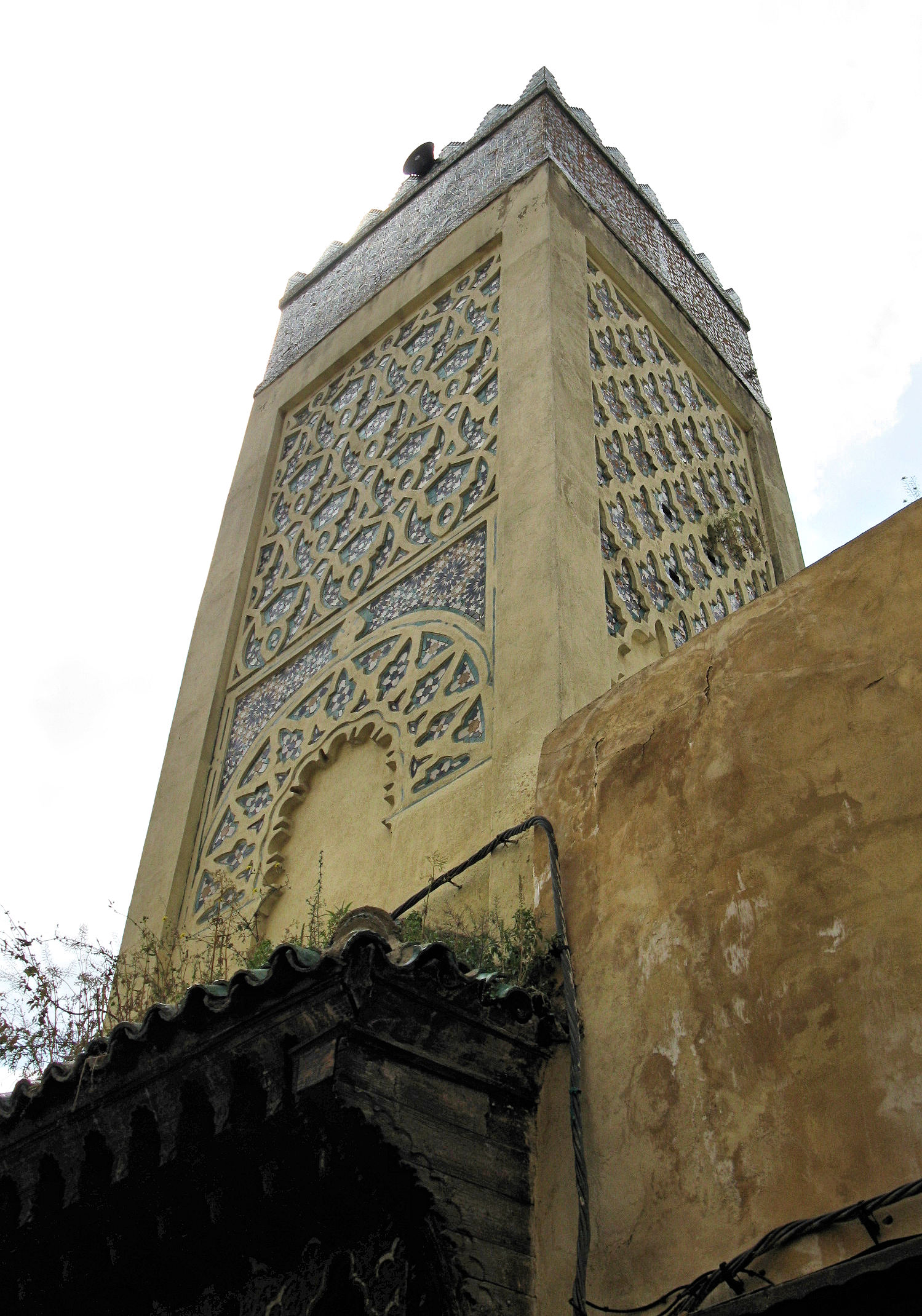
مسجد أبو الحسن (تأسس في القرن الرابع عشر)
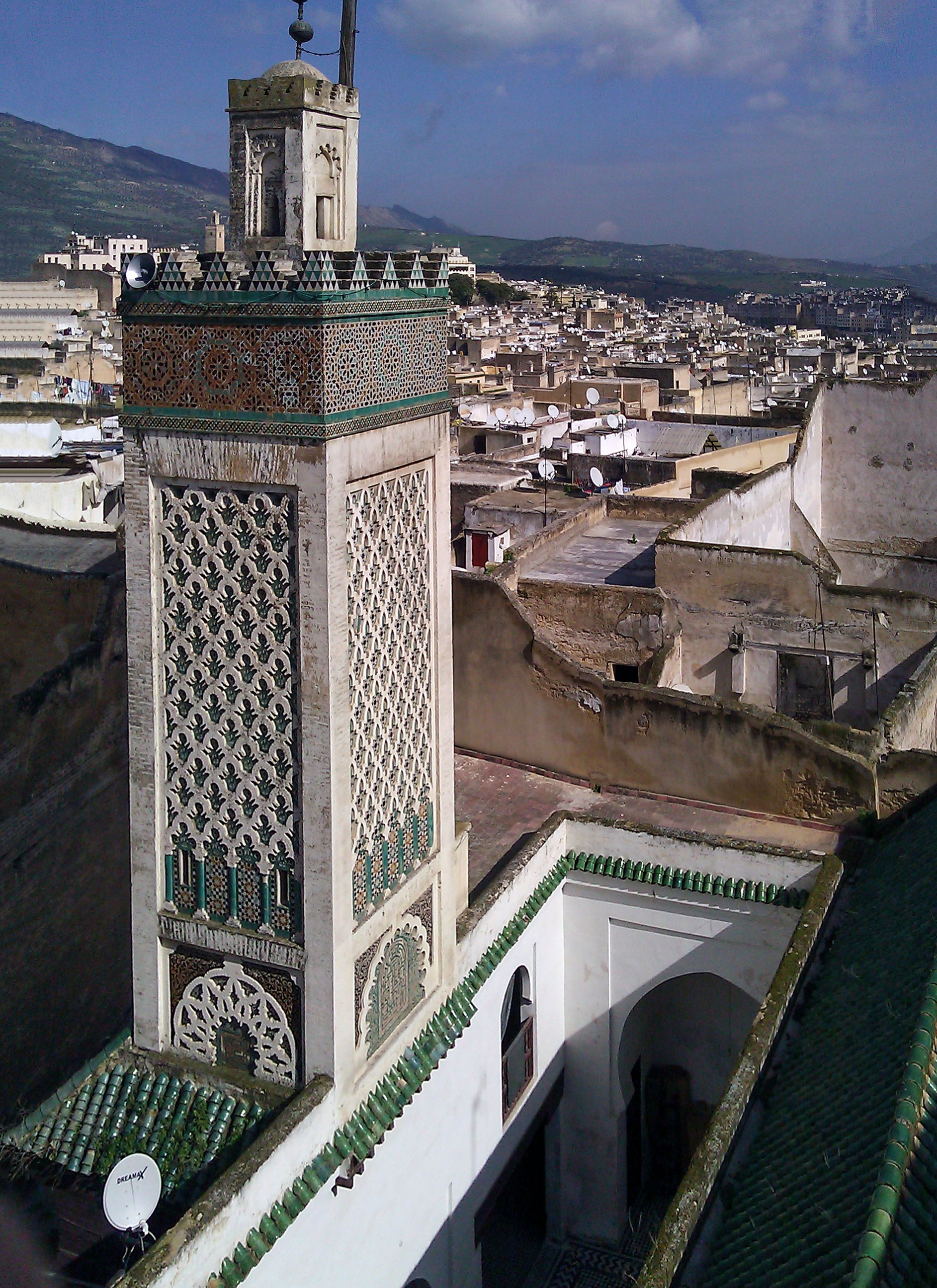
مسجد الشرابليين (تأسس في القرن الرابع عشر)
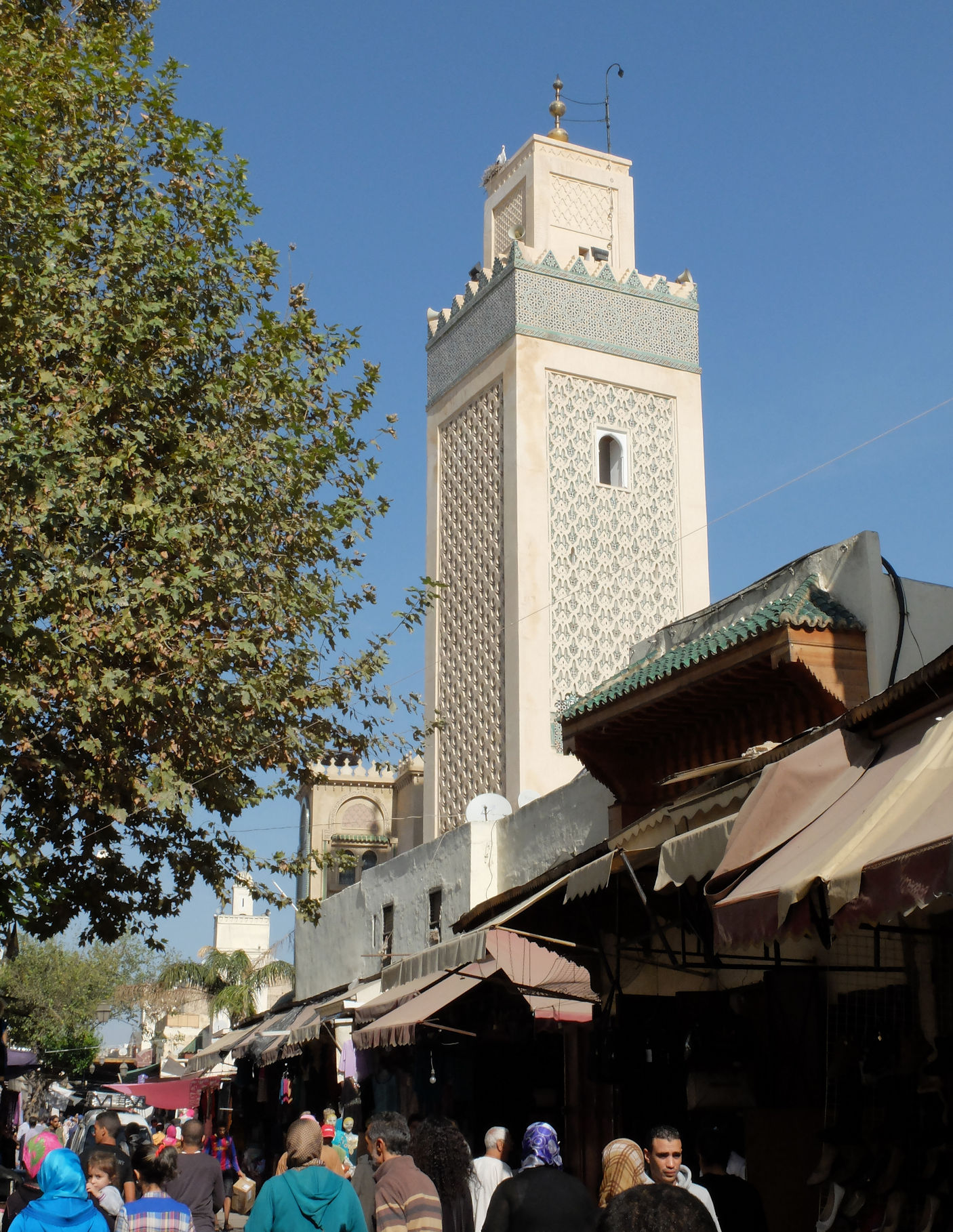
مسجد الحمراء (ربما تأسس في القرن الرابع عشر)
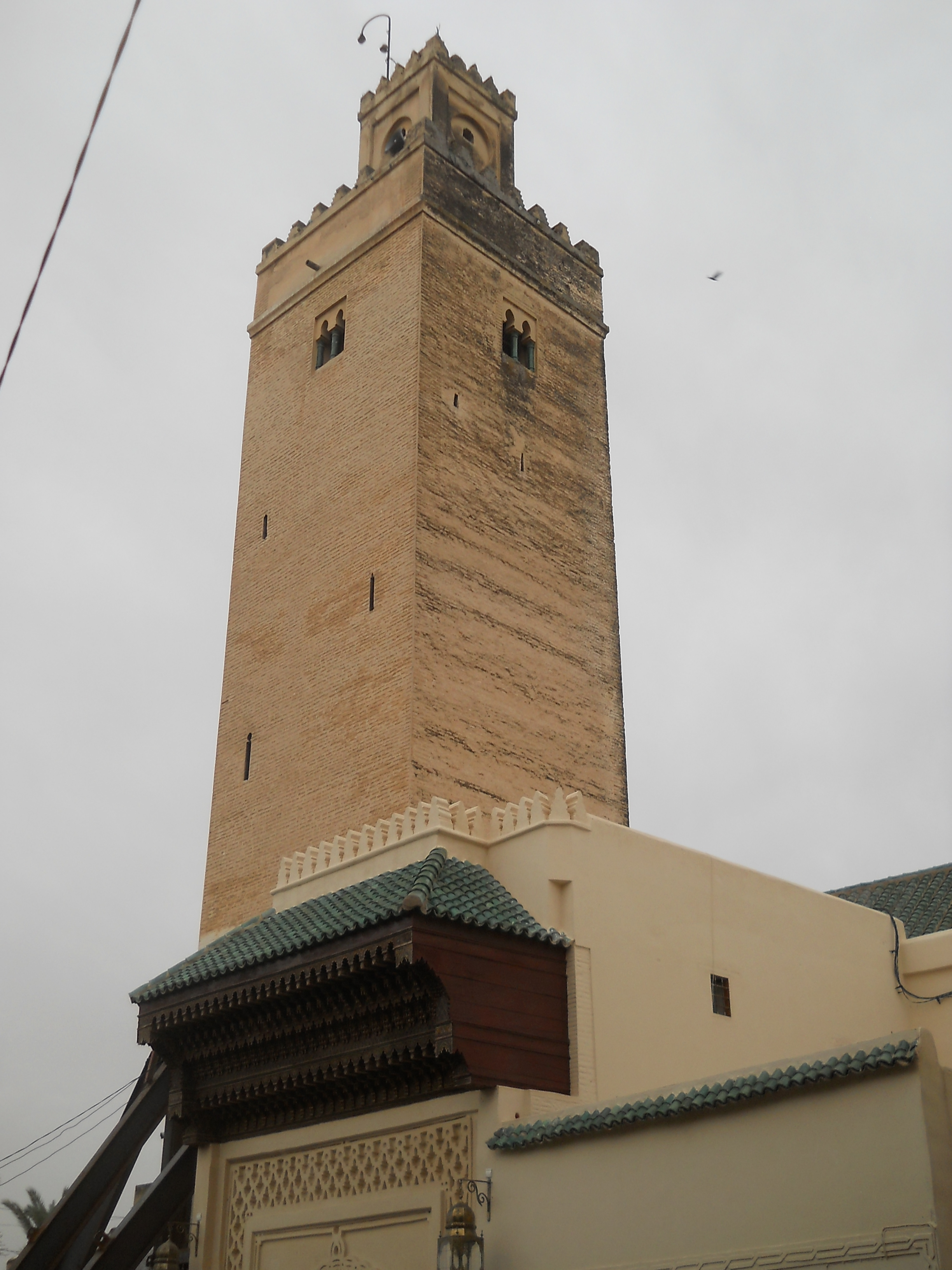
مسجد باب الكيسة (تأسس في القرن الرابع عشر)
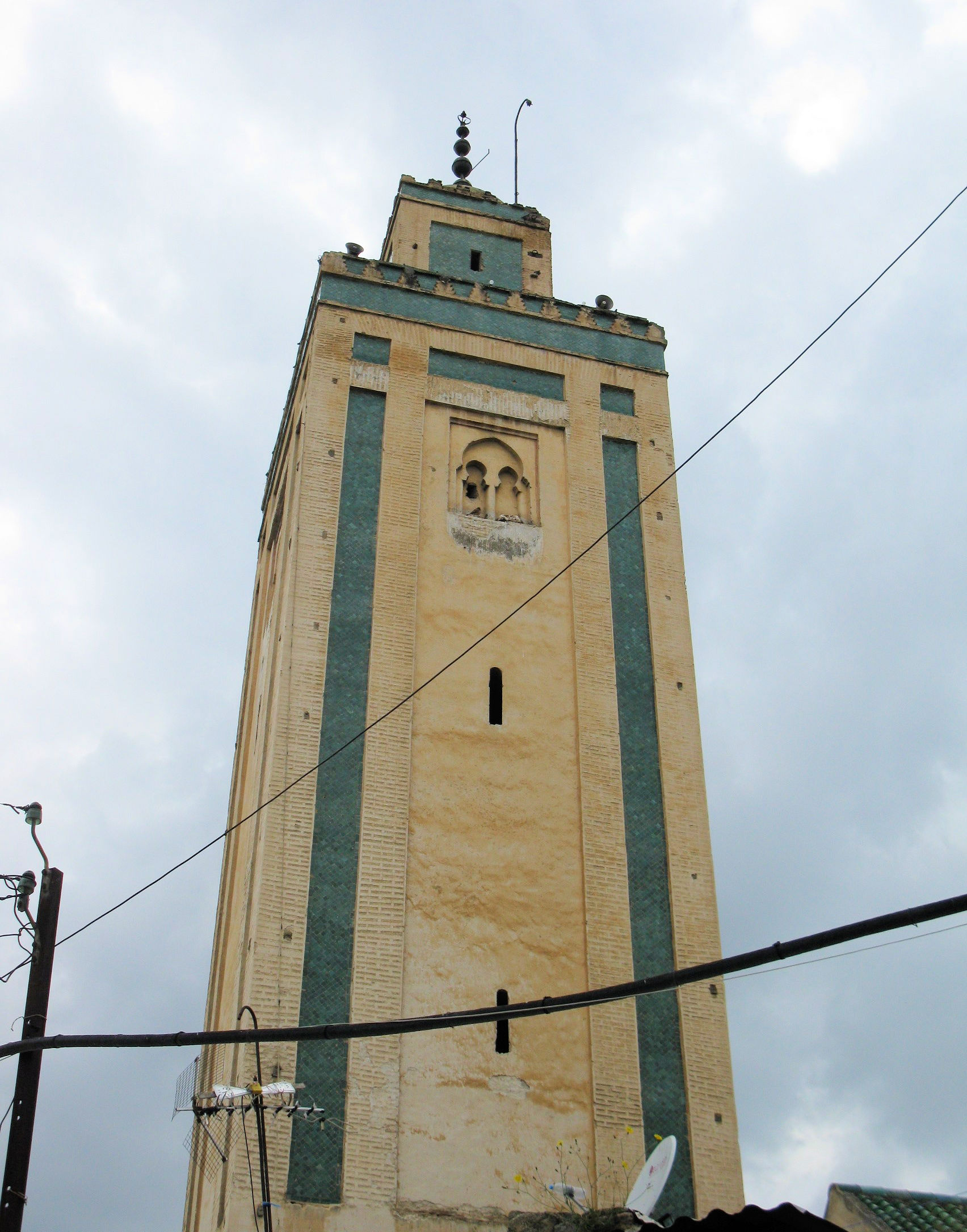
مسجد مولاي عبد الله (القرن الثامن عشر)
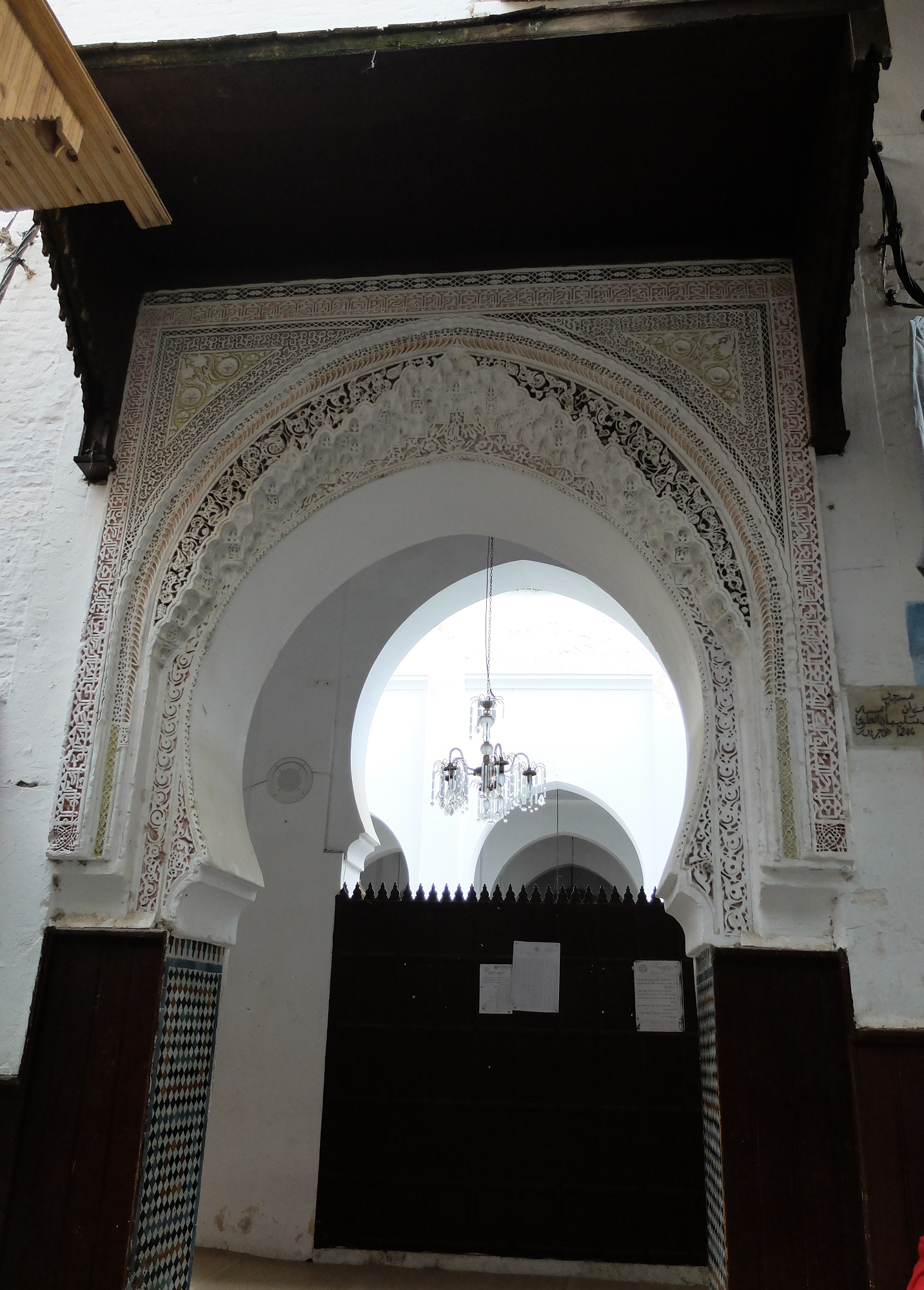
مسجد الديوان (تأسس بين عامي 1792 و1822)
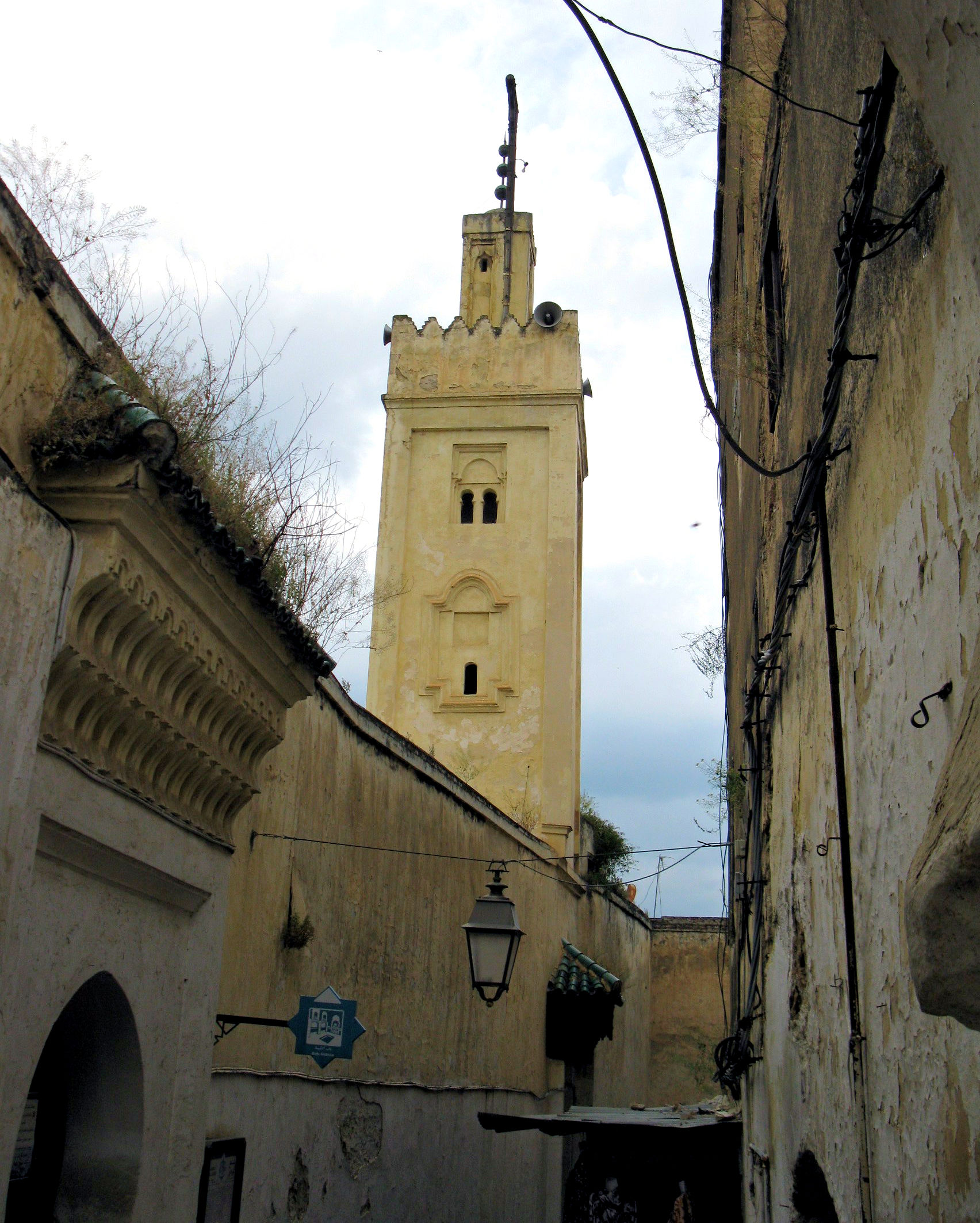
مسجد الواد (تأسس بين عامي 1792 و1822 ليحل محل مدرسة سابقة)
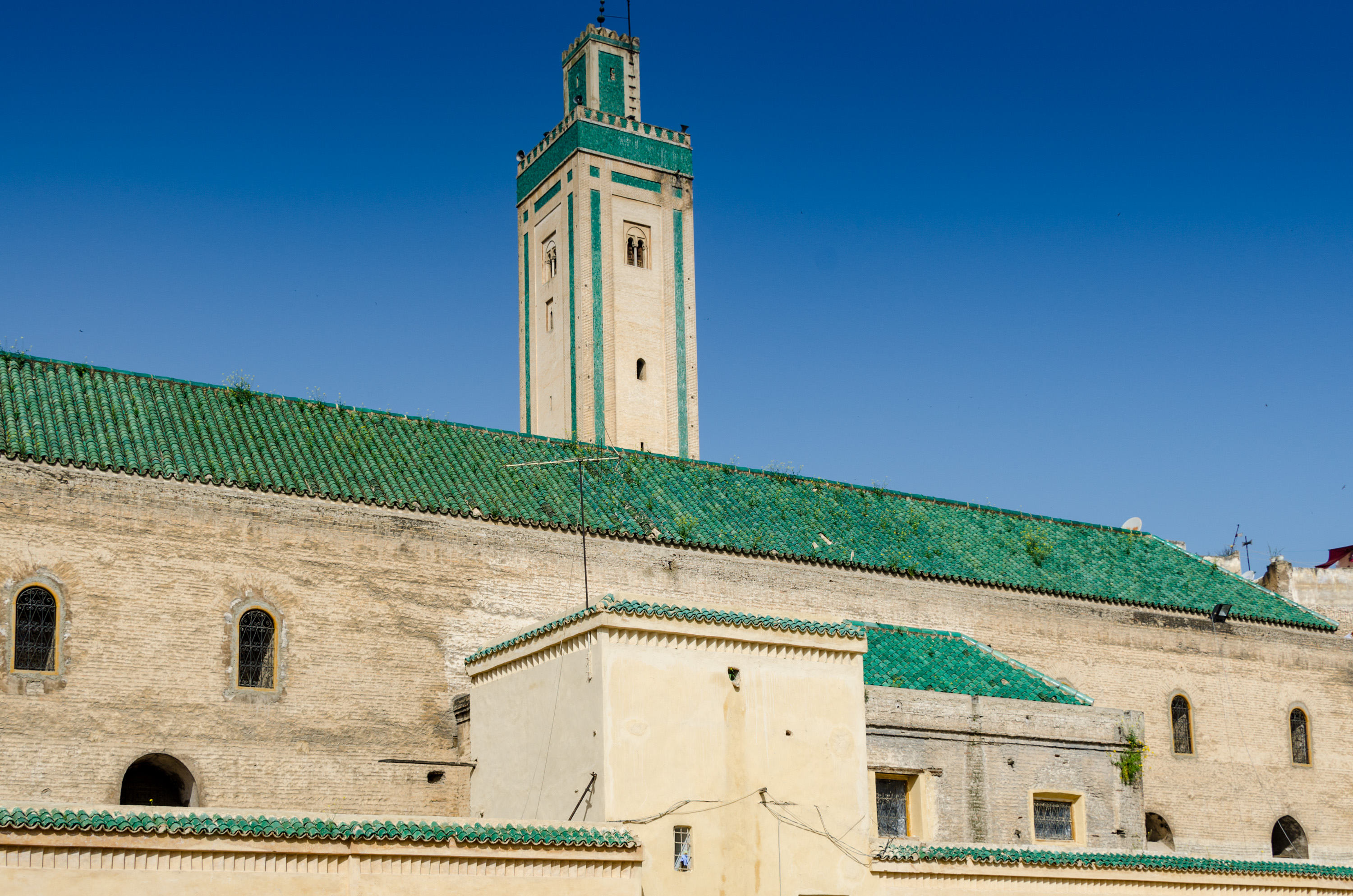
مسجد الرصيف (تأسس بين عامي 1792 و1822)

#### مساجد أخرى
لا تزال المدينة القديمة تضم العديد من المساجد المحلية التاريخية الأخرى الأقل توثيقًا. وصفت دراسة أجراها المهندس المعماري الروسي الفرنسي بوريس ماسلو عام 1932 وأوضحت بعضًا منها، ولكن ليس كلها. ومع ذلك، فإن بعضها يحتوي على تفاصيل معمارية مثيرة للاهتمام وتُظهر اختلافات من المساجد الفاسية الكلاسيكية الأخرى. فيما يلي بعض الأمثلة التي تتوفر عنها المعلومات:
- مسجد عين الخيل (ويسمى أيضًا جامع الأزهر)، على سبيل المثال، له مئذنة مثمنة الشكل، وقاعتان للصلاة تقعان على مستويين. كلا الميزتين غير موجودتين في مساجد المدينة النموذجية.[21]:132[48] ومن المعروف أيضًا أن العالم الصوفي الشهير ابن عربي كان يتردد عليه، وبالتالي يُعتقد أنه موجود منذ أواخر القرن الثاني عشر (خلال الفترة الموحدية).[48]
- يحتوي جامع البيضاء على نافورة في الشارع ومئذنة بارزة يمكن رؤيتها بشكل بارز على طول الشارع الرئيسي لفاس الجديد، شمال مسجد الحمراء مباشرة. رأى بوريس ماسلو دلائل واضحة على أن المسجد مرّ بفترتين مختلفتين من البناء، ولكن لم يشر الباحثين إلى أي تواريخ بخلاف الافتراض بأنه تم بناؤه في وقت ما بعد مسجد الحمراء القريب (القرن الرابع عشر).[46]:120[4]:101
- يقع الجامع المزلجة في حي الدوح (غرب فاس البالي)، ويعود تاريخه في الأصل إلى العصر المريني ويتميز بلوحة زخرفية أنيقة من الخط الكوفي المربع فوق مدخل الشارع.[46]
- يقع مسجد درب الشيخ شمال شرق حمام المخفية في حي الجزيرة، ويحتوي على مئذنة مزخرفة بالدرج والكتف على واجهته الجنوبية والشرقية (الجوانب المواجهة للشارع)، بينما تُركت واجهته الشمالية والغربية فارغة. أعيد بناء برج الفانوس الثانوي الموجود أعلى العمود الرئيسي للمئذنة في الآونة الأخيرة.[46]:110-111
- من المحتمل أن يعود تاريخ مسجد عين زليتن، الواقع في حي عين زليتن شمال فاس البالي، إلى أواخر القرن الرابع عشر خلال الفترة المرينية. تشترك مئذنتها مع مئذنة درب الشيخ في سمة الزخرفة الانتقائية: فقط واجهتها الشمالية المواجهة للشارع مزخرفة بدقة، بينما الواجهات الأخرى فارغة.[46]:107-108
- مئذنة جامع المزلجة، التي يمكن رؤيتها بجوار شارع بن محمد العلوي الحديثة (الطريق الرئيسي المؤدي إلى ساحة الرصيف)، بسيطة بشكل غير عادي ولا تحتوي على برج ثانوي على الإطلاق، بل يعلوها سقف هرمي صغير من البلاط الأخضر.[46]:137-138

تضم المدينة الجديدة أيضًا العديد من المساجد الحديثة من القرن العشرين أو ما بعده. من بينها هناك مسجد الإمام مالك، وهو الأكبر في المدينة ويقع بالقرب من محطة القطار، ومسجد تونس الواقع بالقرب من منطقة وسط المدينة.

مساجد أخرى في فاس
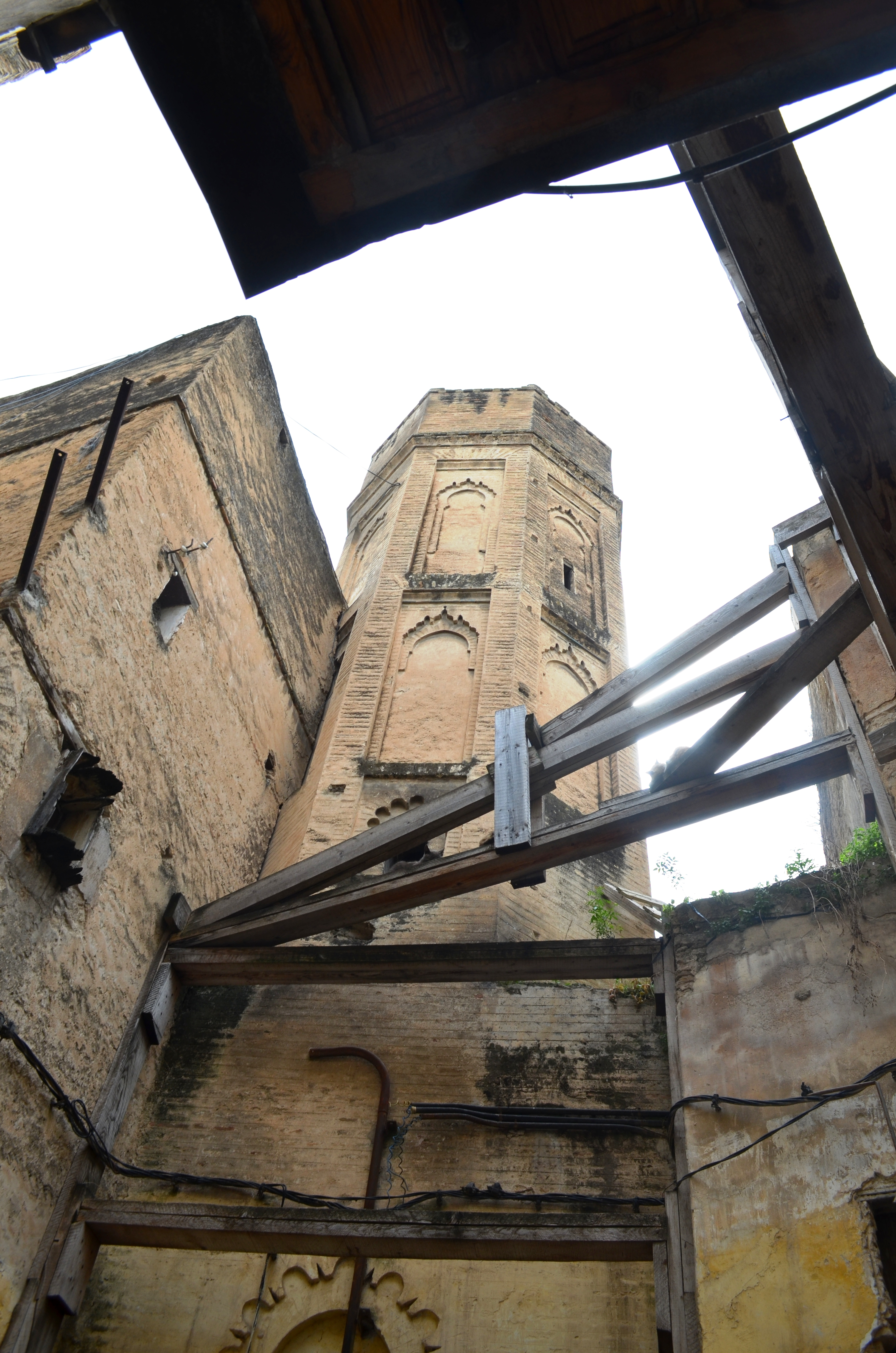
المئذنة المثمنة لمسجد عين الخيل، كما تُرى من الشارع أدناه
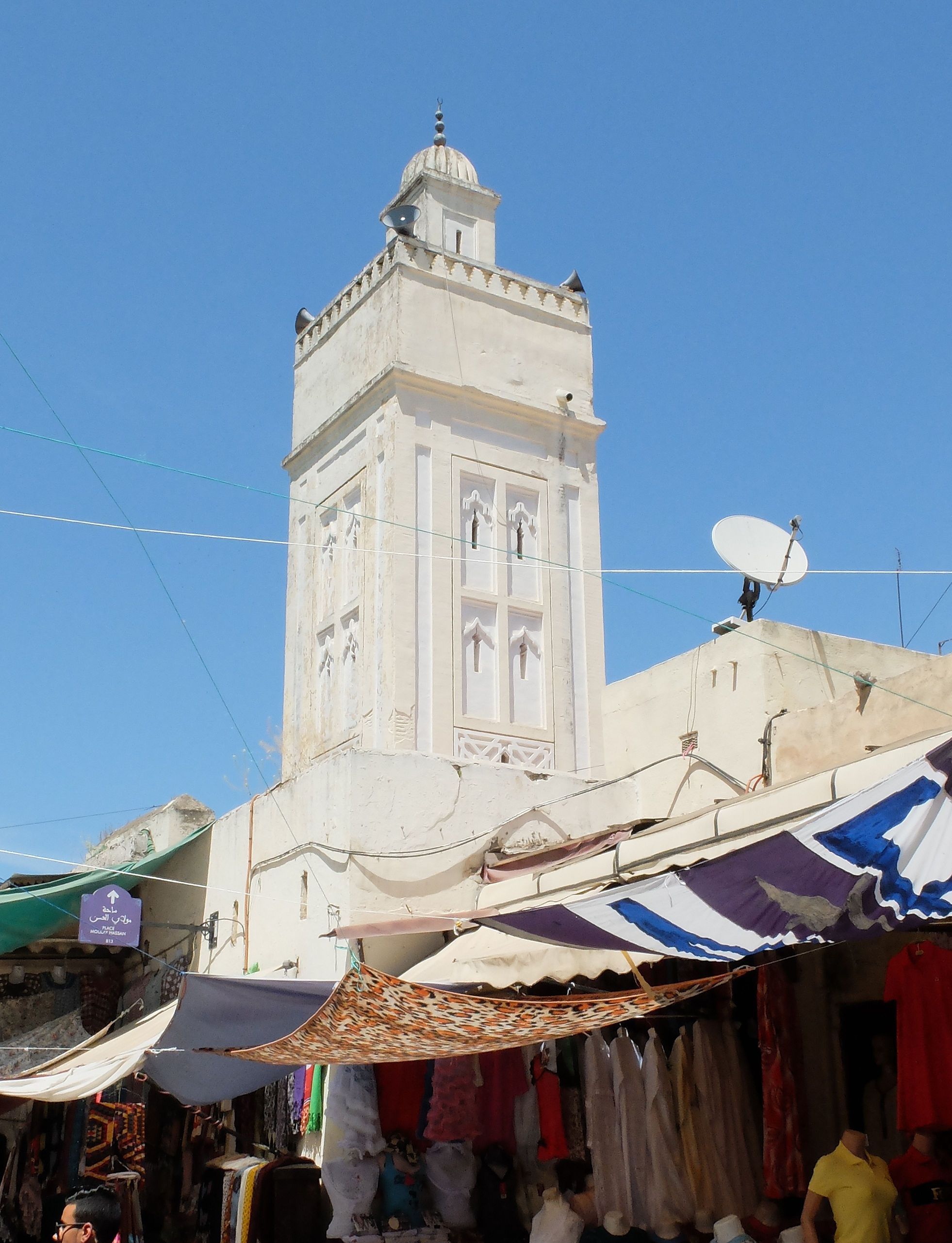
جامع البيضاء بفاس الجديد
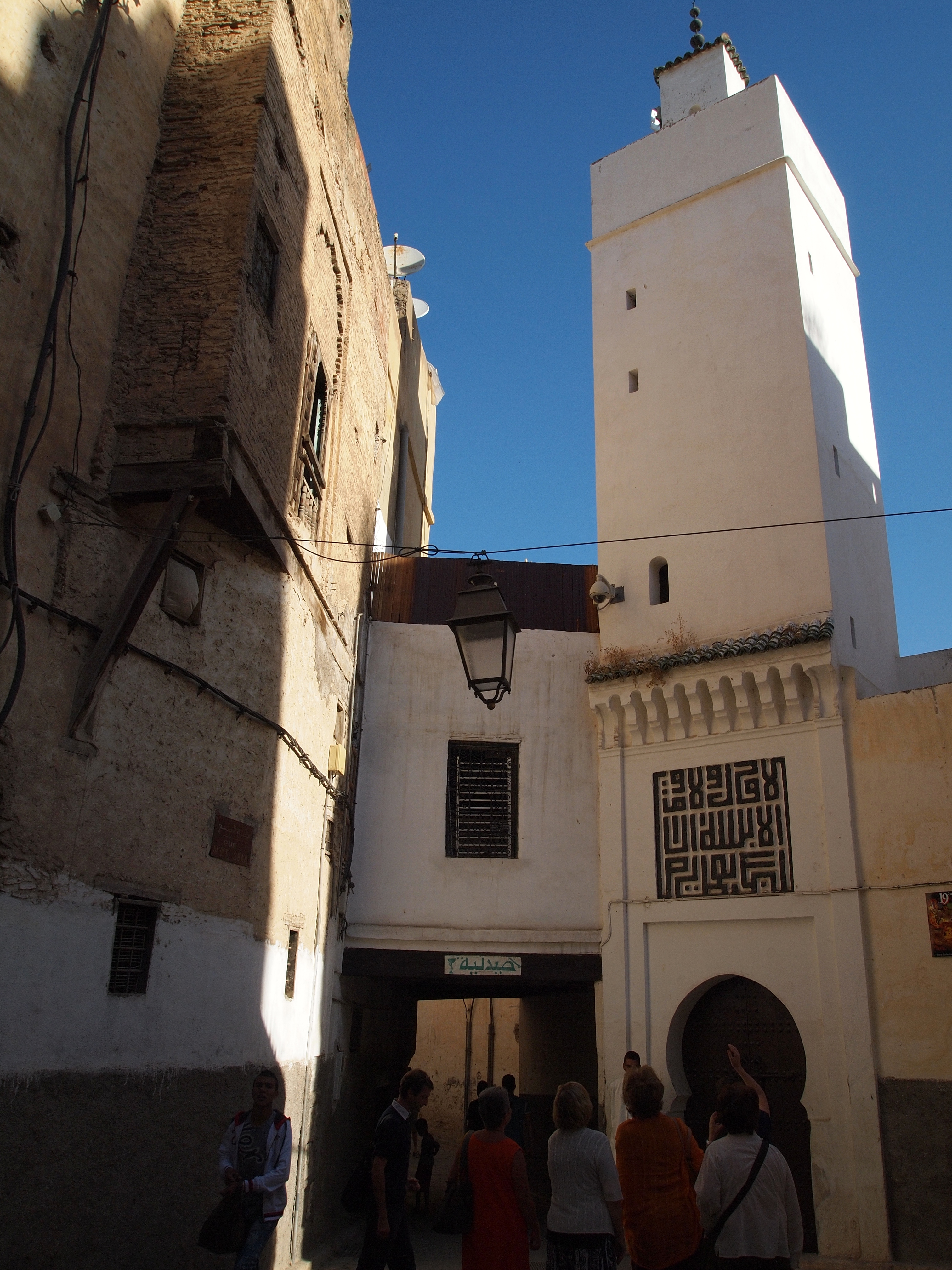
مسجد المزلجة، تعلوه لوحة زخرفية من الكوفي المربع فوق مدخله (يمين).
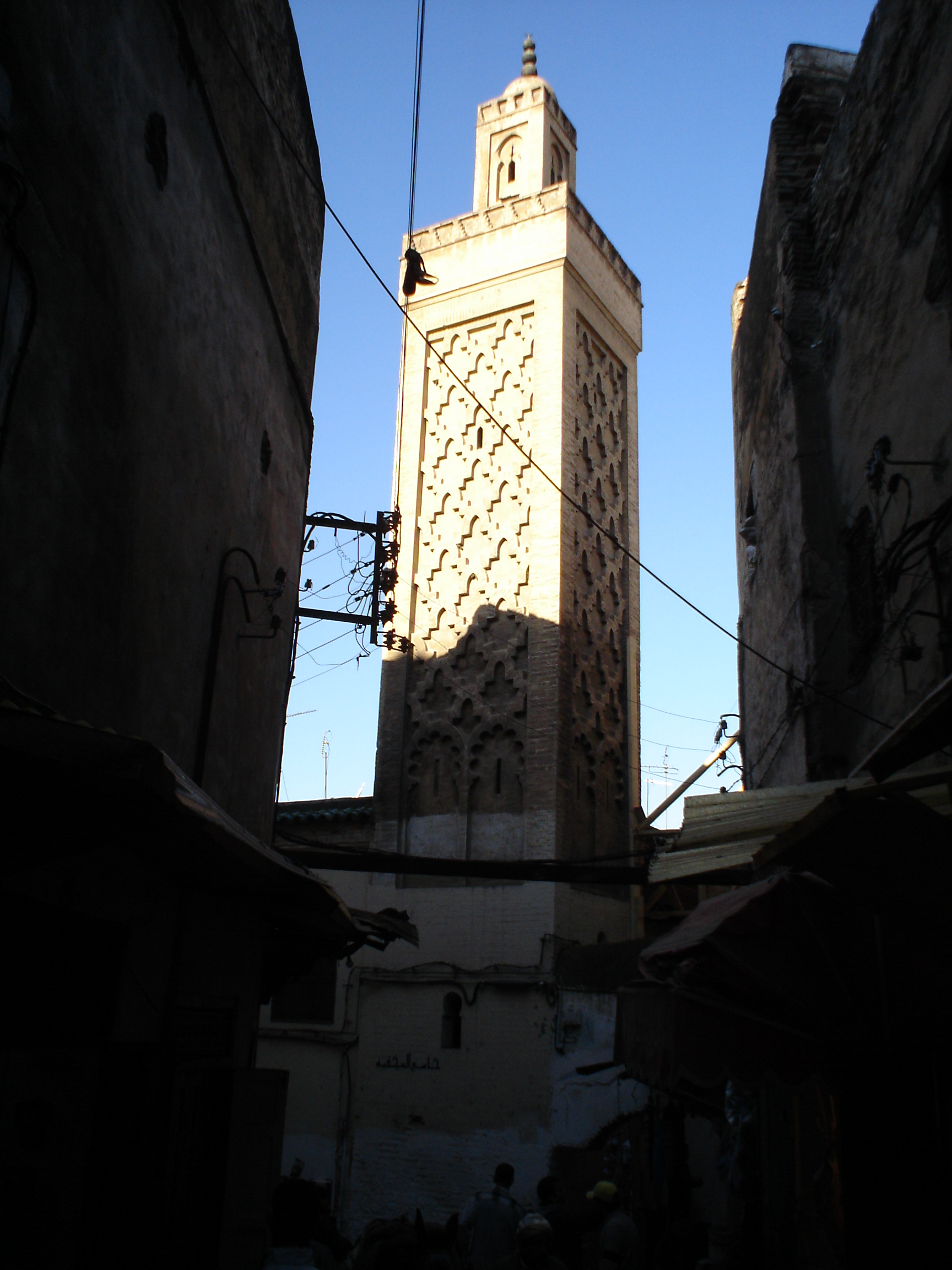
مئذنة مسجد درب الشيخ
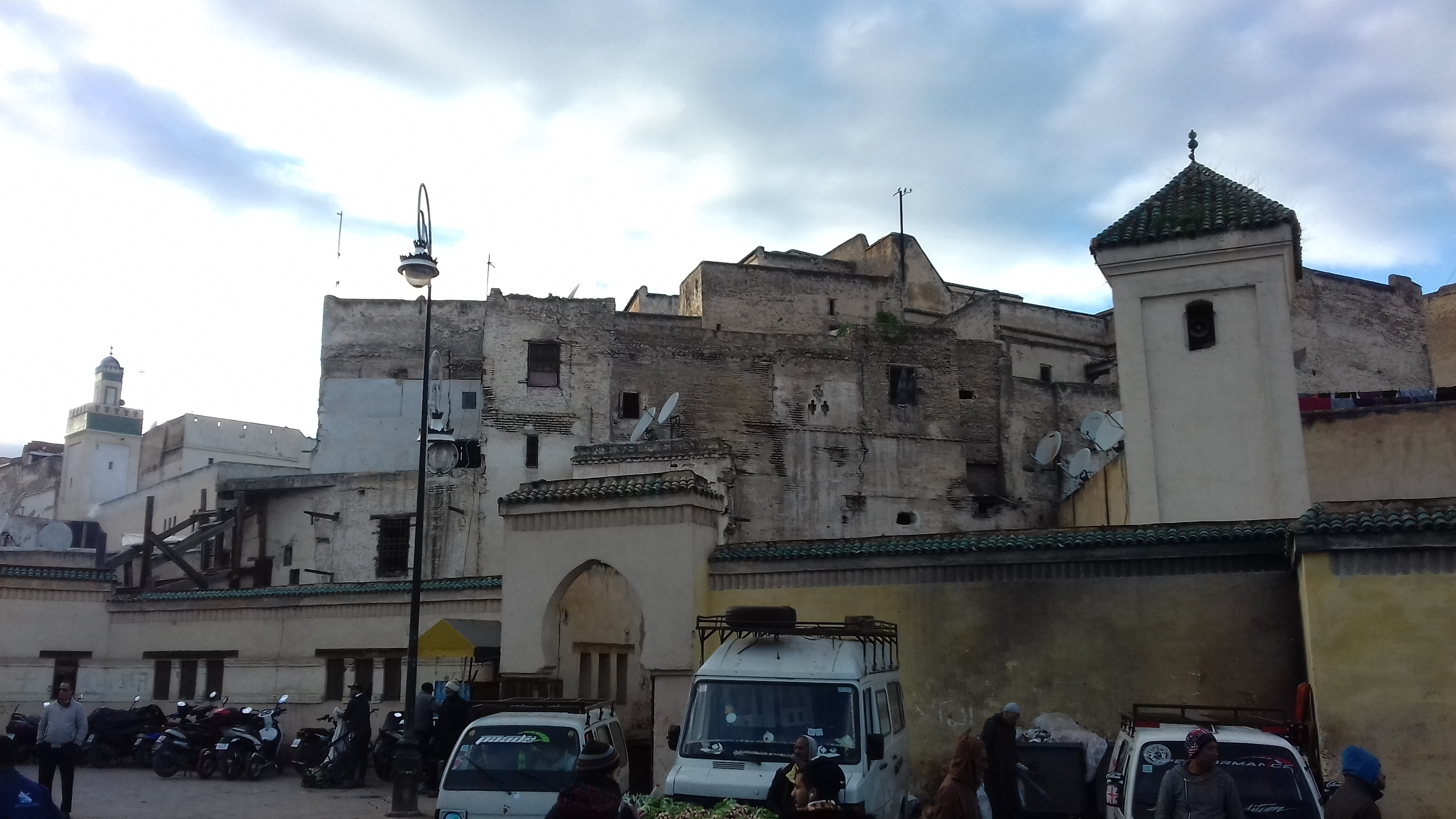
مئذنة مسجد الزلجة (يمين) بسيطة للغاية، مسجد حي محلي
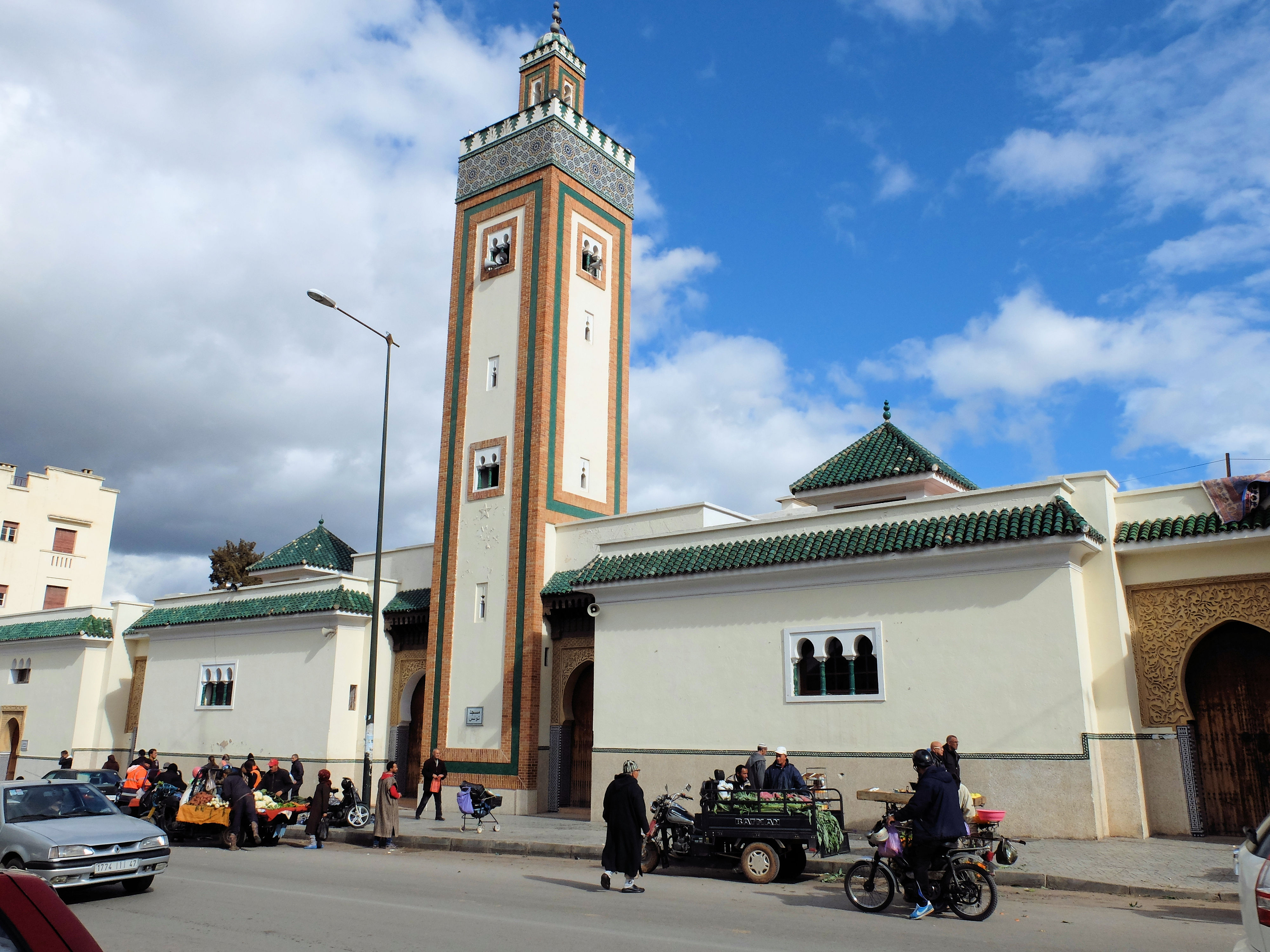
مسجد تونس، مثال على مسجد حديث في المدينة

### الكنائس

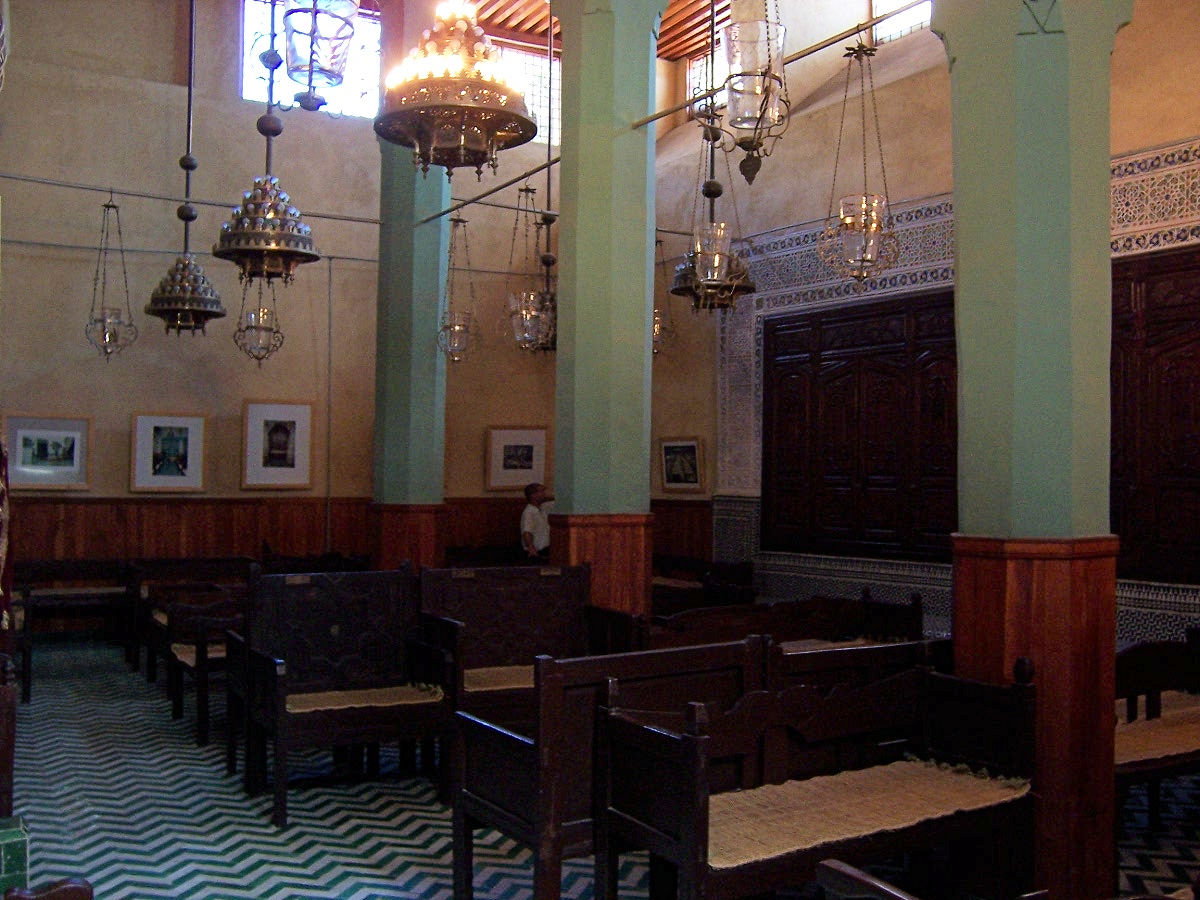
كنيس ابن دنان (تأسس في القرن السابع عشر ولكن أعيد بناؤه لاحقًا)

الملاح (الحي اليهودي) في فاس الجديد هو موقع كنيس ابن دنان الذي يعود تاريخه إلى القرن السابع عشر، وكنيس صلاة الفاسيين، والعديد من المعابد اليهودية الأخرى، على الرغم من عدم وجود أي منها يعمل اليوم. كان للمعابد تصميم مختلف تمامًا عن المساجد ولكنها غالبًا ما تشترك في اتجاهات زخرفية مماثلة لبقية العمارة المغربية، مثل البلاط الملون والجص المنحوت.

### المدارس
كانت المدرسة مؤسسة نشأت في شمال شرق إيران في أوائل القرن الحادي عشر وتم تبنيها تدريجياً في الغرب. قدمت هذه المؤسسات التعليم العالي وعملت على تكوين العلماء المسلمين، لا سيما في الشريعة والفقه الإسلامي. كانت المدرسة في العالم السني بشكل عام مناقضة للمذاهب الدينية «غير التقليدية»، بما في ذلك العقيدة التي تبنتها سلالة الموحدين. على هذا النحو، فقد ازدهرت في المغرب فقط في أواخر القرن الثالث عشر، في ظلّ السلالة المرينية التي خلفت الموحدين. بالنسبة للمرينيين، أدّت المدارس الدينية أيضًا دورًا في تعزيز الشرعية السياسية لسلالتهم. لقد استخدموا هذه الرعاية لتشجيع ولاء النخب الدينية المؤثرة والمستقلة في البلاد، وأيضًا لتصوير أنفسهم لعامة السكان على أنهم حماة ومروجون للإسلام السني. أخيرًا، أدّت المدارس أيضًا دورًا مهمًا في تدريب العلماء والنخب الذين يديرون الدولة. احتفظت فاس تقليديًا بمكانة مؤثرة كعاصمة دينية في المنطقة، مثل جامعة القرويين الشهيرة. لعبت المدارس الدينية دورًا داعمًا لهذه المؤسسة الكبرى، ويرجع ذلك جزئيًا إلى أنها، على عكس المسجد، تُوفّر أماكن إقامة للطلاب الذين يأتون من خارج المدينة.:137
كانت المدارس الدينية بشكل عام تتمحور حول فناء رئيسي به نافورة مركزية، يمكن الوصول إليها من الغرف الأخرى. كانت أماكن معيشة الطلاب موزعة عادةً على طابق علوي حول الفناء. تضمنت العديد من المدارس أيضًا قاعة للصلاة بها محراب. في العصر المريني، تطورت المدارس الدينية أيضًا لتُزيَّن ببذخ.:110 ومع ذلك، كانت المدارس أيضًا مؤسسات تعليمية في حد ذاتها وتقدم دوراتها الخاصة، مع بعض العلماء المسلمين الذين اكتسبوا سمعتهم من خلال التدريس في مدارس معينة.:141

كانت المدرسة الرسمية الأولى هي مدرسة الصفارين في فاس البالي للسلطان أبو يوسف عام 1271.:312 كان السلطان أبو الحسن أكثر من اهتم ببناء المدرسة، حيث استكمل مدرسة العطارين، والمدرسة المصباحية، ومدرسة الصهريج في مدينة فاس وحدها، والعديد من المدارس في مدن أخرى مثل سلا ومكناس. بنى ابنه أبو عنان فارس المدرسة البوعنانية الشهيرة، وبحلول وقت وفاته، كان لكل مدينة رئيسية في الإمبراطورية المرينية مدرسة واحدة على الأقل. أكبر مدرسة دينية في قلب المدينة القديمة هي مدرسة الشراطين بتكليف من السلطان العلوي الرشيد في 1670.

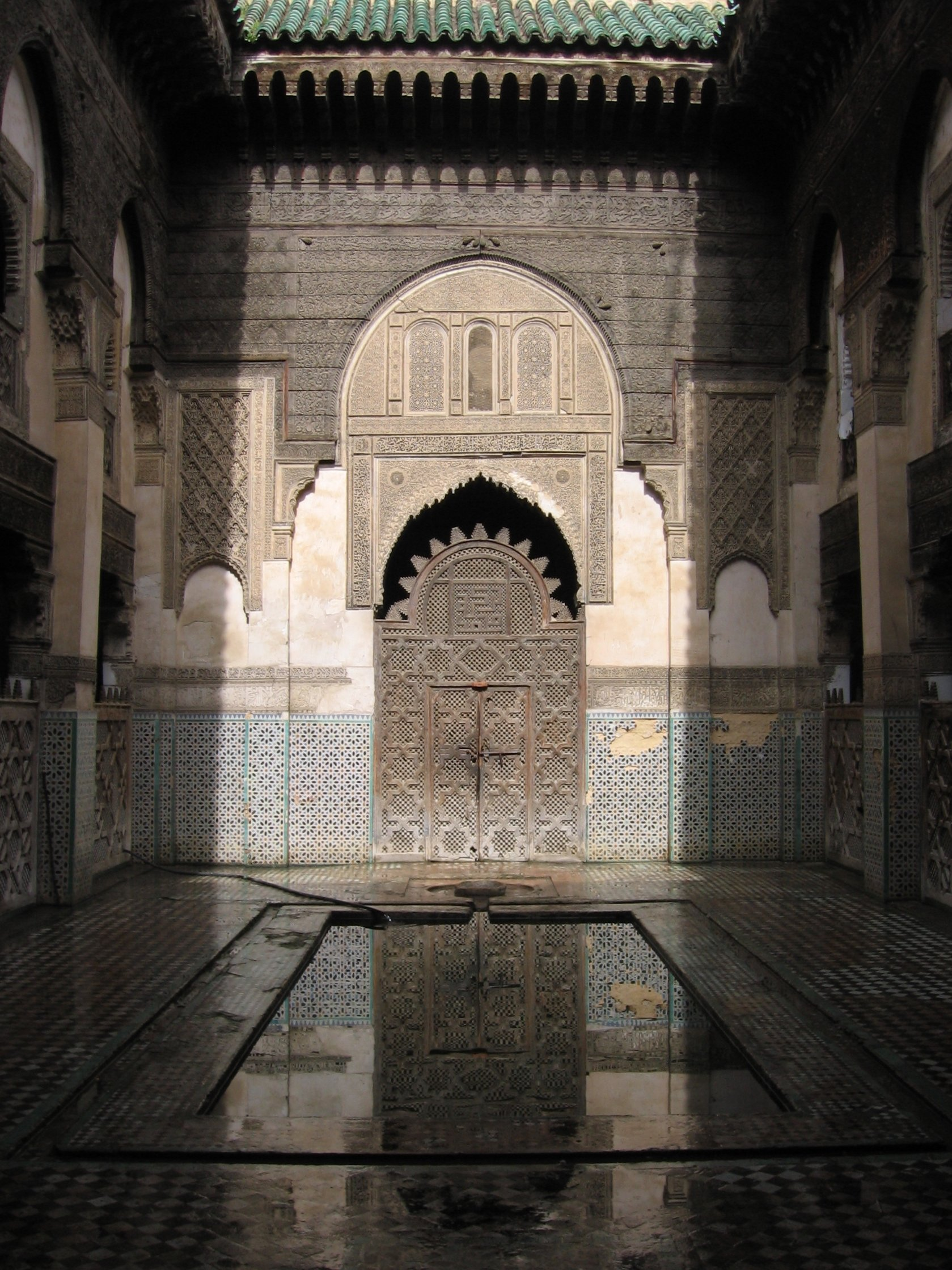
مدرسة الصهريج (بنيت عام 1321-1328)
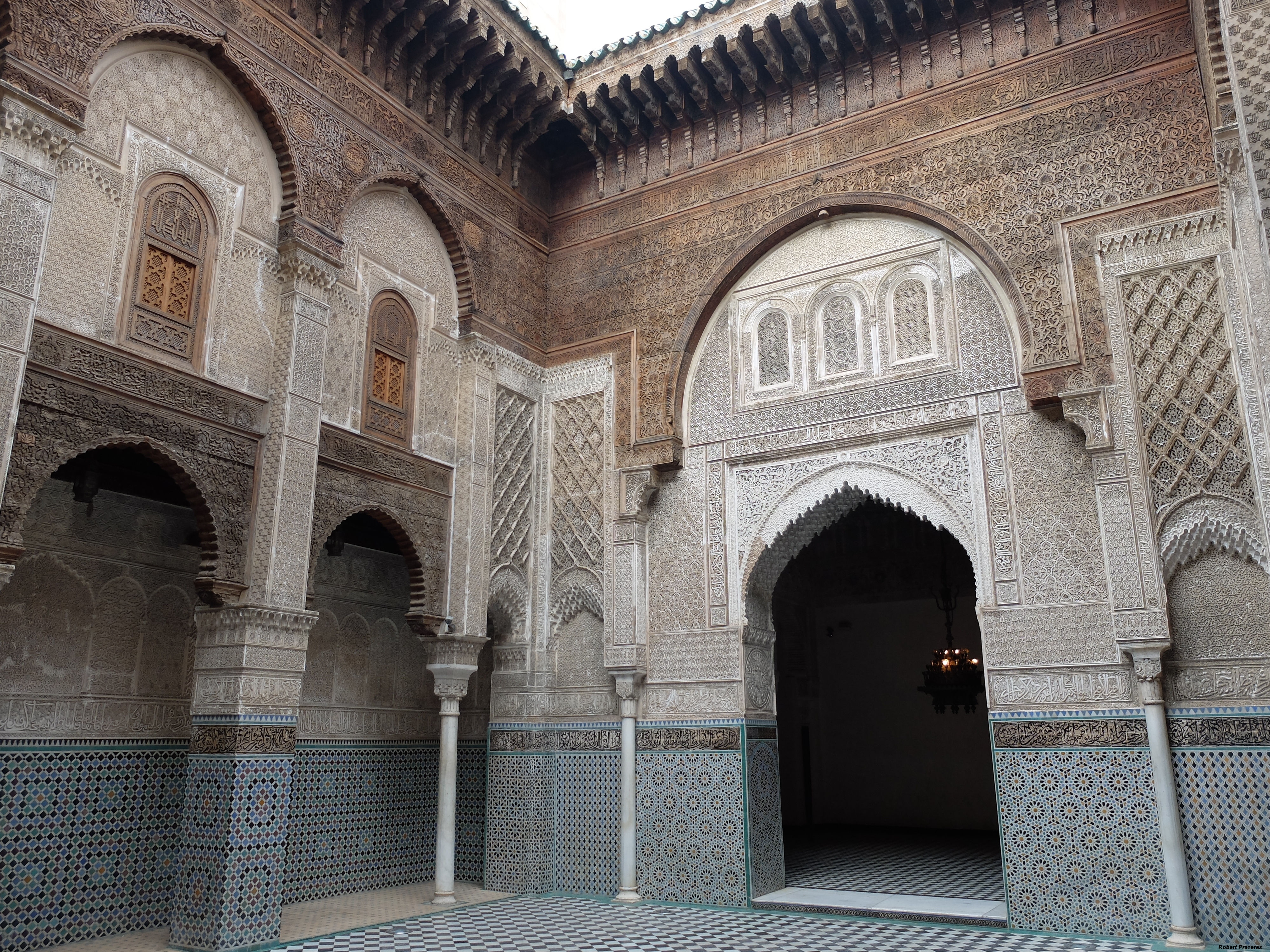
مدرسة العطارين (بنيت عام 1323-1325)
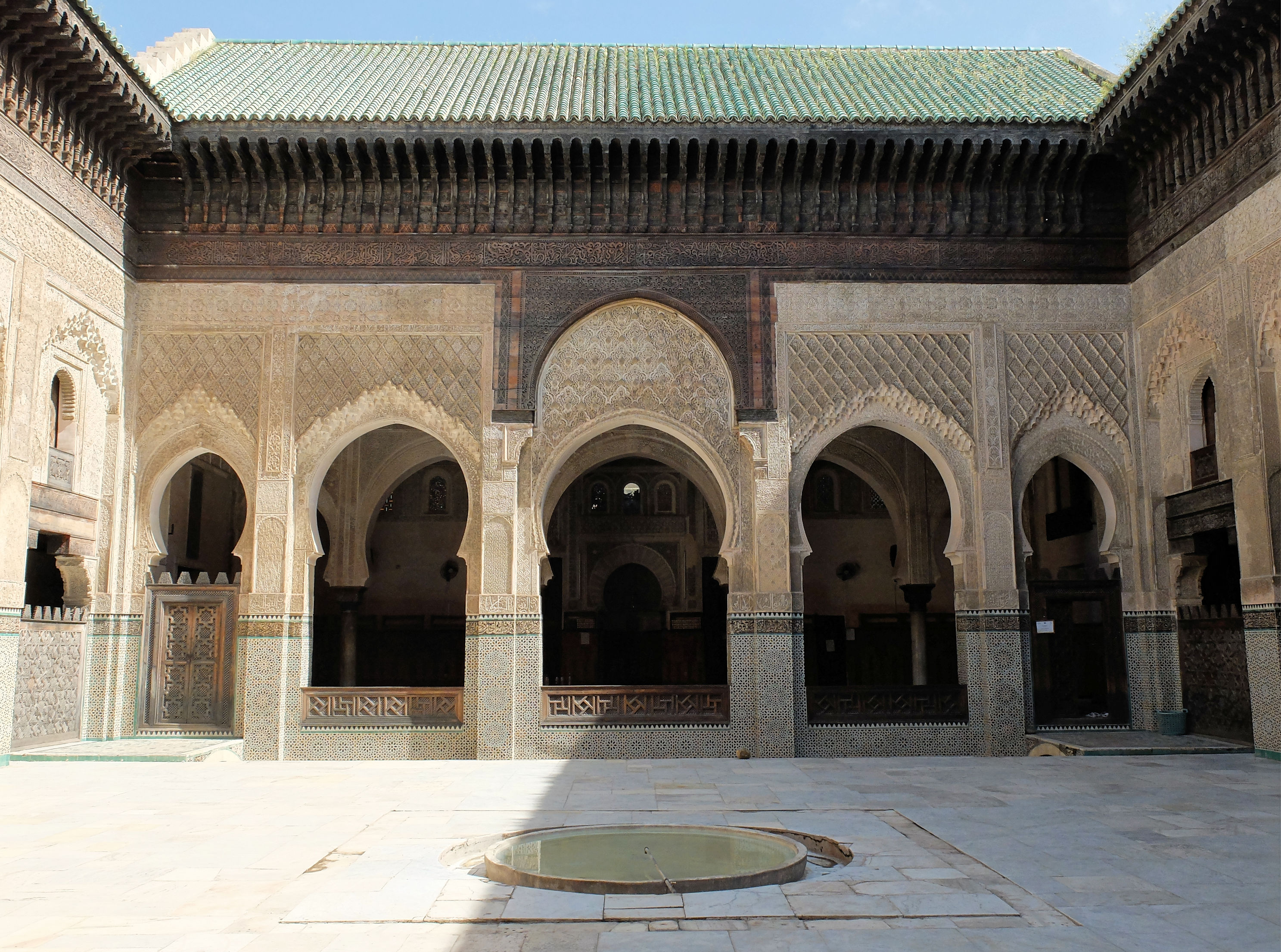
المدرسة البوعنانية (بنيت عام 1350-1355)
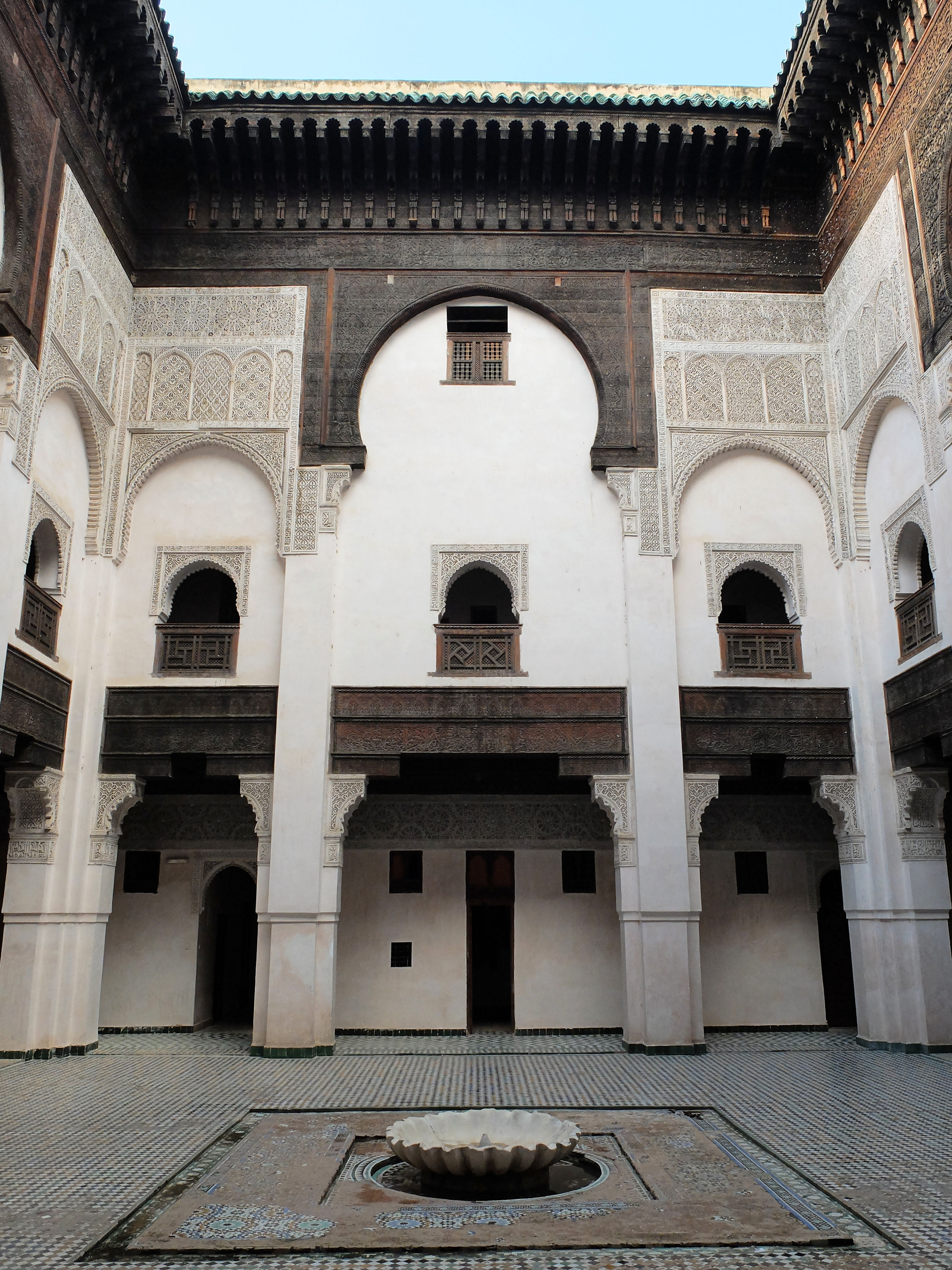
مدرسة الشراطين (تأسست عام 1670)

### المقابر والأضرحة والزوايا
تقع زاوية مولاي إدريس الثاني في قلب فاس البالي، وهي زاوية تحتوي على قبر إدريس الثاني (أو مولاي إدريس الثاني عند تضمين لقبه الشريف) الذي يعتبر المؤسس الرئيسي لمدينة فاس. آخر زاوية معروفة ومهمة هي زاوية سيدي أحمد التيجاني، التي تُحيي ذكرى أحمد التيجاني، مؤسس التيجانية من القرن 18. ينتشر عدد من الزوايا في أماكن أخرى من المدينة، ويحتوي العديد منها على مقابر لأولياء أو علماء صوفيين مهمين، مثل زاوية سيدي عبد القادر الفاسي، وزاوية سيدي أحمد الشاوي، وزاوية سيدي التاودي بن سودة.

تضم المدينة القديمة أيضًا العديد من المقابر التاريخية الكبرى التي كانت موجودة خارج بوابات المدينة الرئيسية، وهي مقابر باب الفتوح (أهمها)، وباب المحروق، وباب الكيسة. تتضمن بعض هذه المقابر مرابط أو مبانٍ مقببة تحتوي على قبور الأولياء المسلمين المحليين (غالبًا ما يُعتبرون صوفيين). ومن أهمها مرابط سيدي حرازم في مقبرة باب الفتوح. إلى الشمال، بالقرب من مقبرة باب الكيسة، توجد أيضًا مقابر المرينيين التي بنيت خلال القرن الرابع عشر كمقبرة للسلاطين المرينيين، والتي دمرت اليوم ولكنها لا تزال معلمًا معروفًا للمدينة.

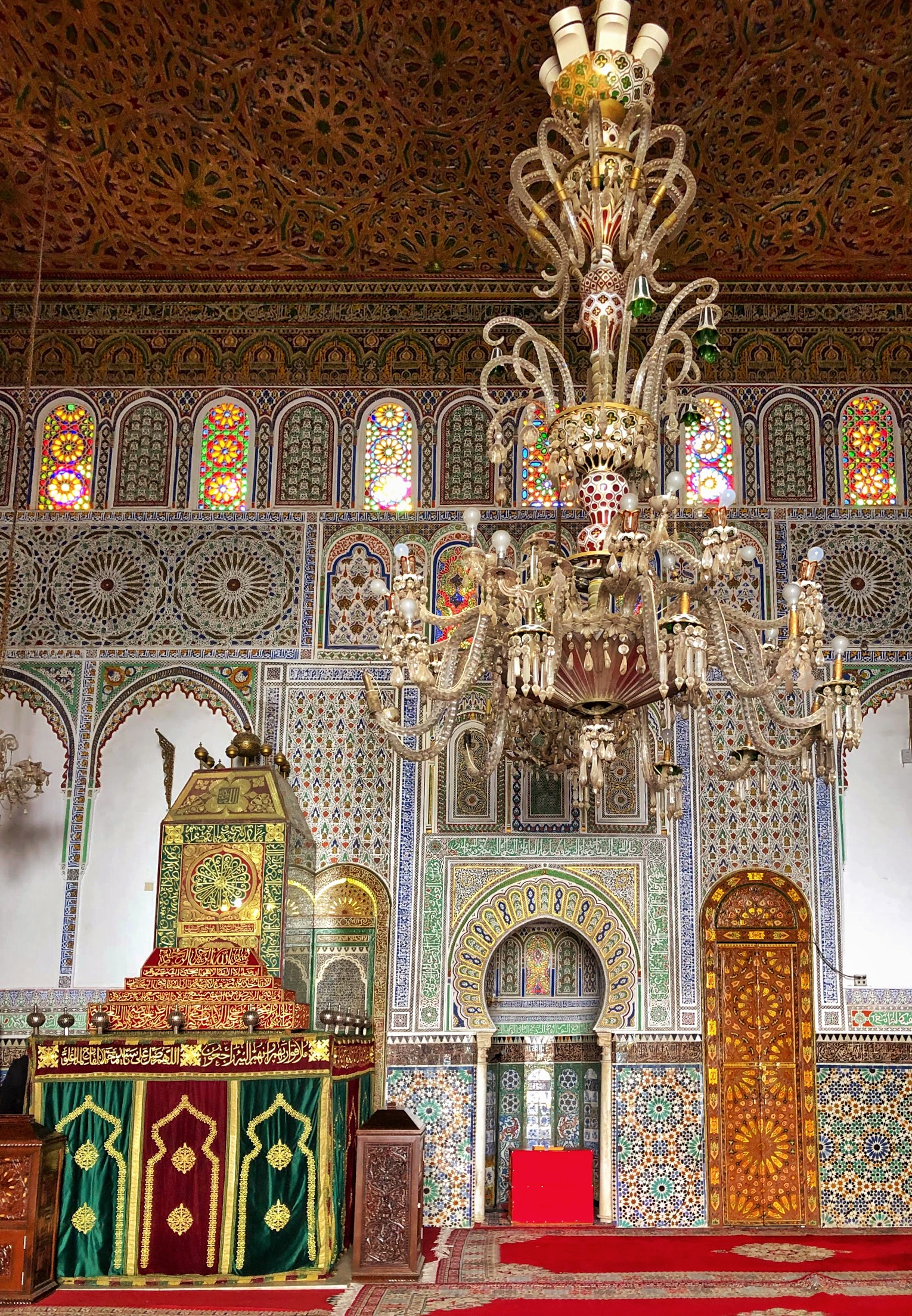
داخل زاوية مولاي إدريس الثاني، جزء من زاوية حول ضريح إدريس الثاني
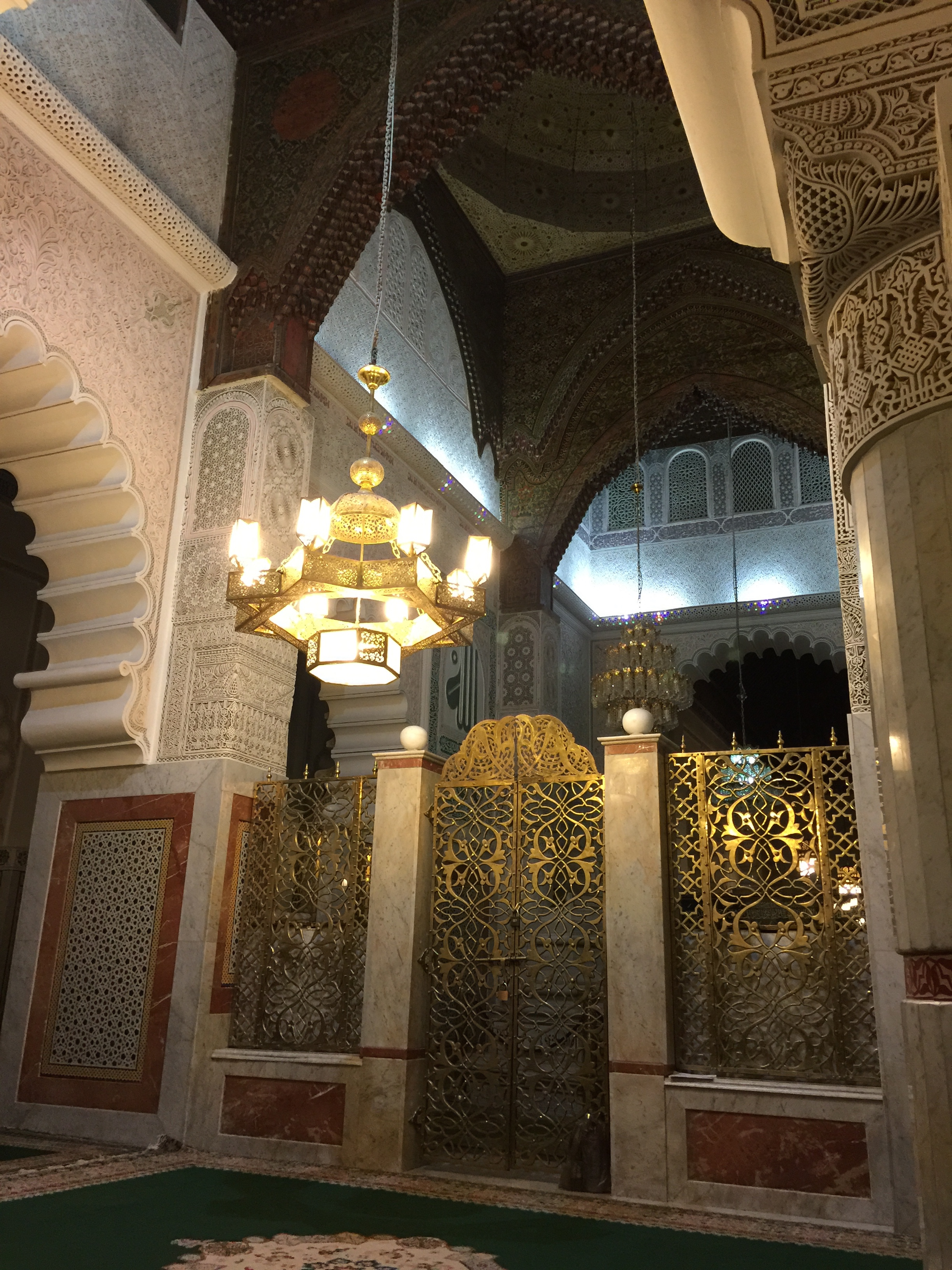
الجزء الداخلي لزاوية سيدي أحمد التيجاني، موقع دفن الشيخ الصوفي أبو العباس أحمد التيجاني في القرن الثامن عشر
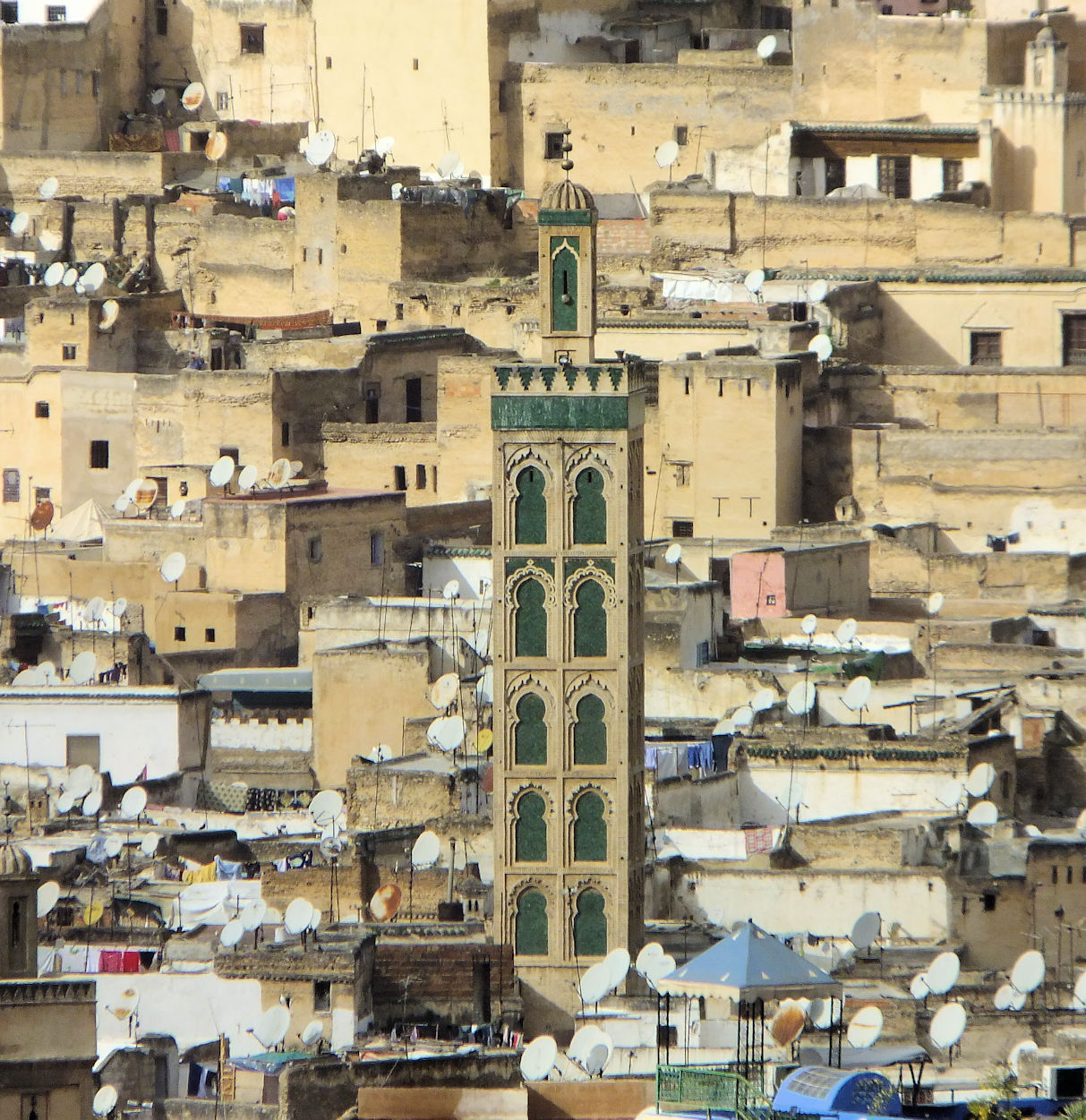
مئذنة زاوية سيدي عبد القادر الفاسي (تأسست في القرن السابع عشر، وتوسعت بعد ذلك)
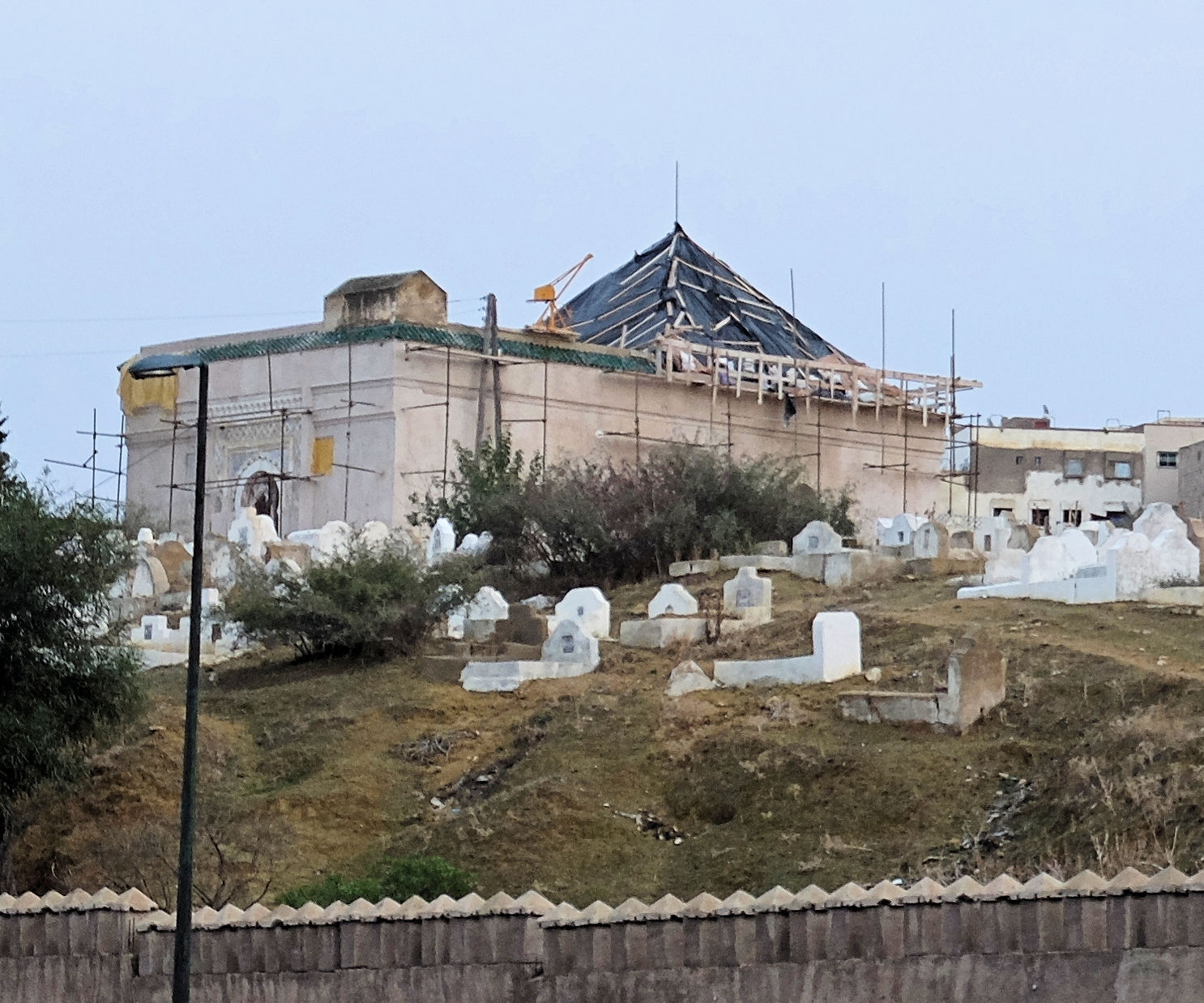
ضريح سيدي حرازم (المبنى الحالي من القرن الثامن عشر؛ التقطت الصورة أثناء عمليات الترميم الأخيرة)
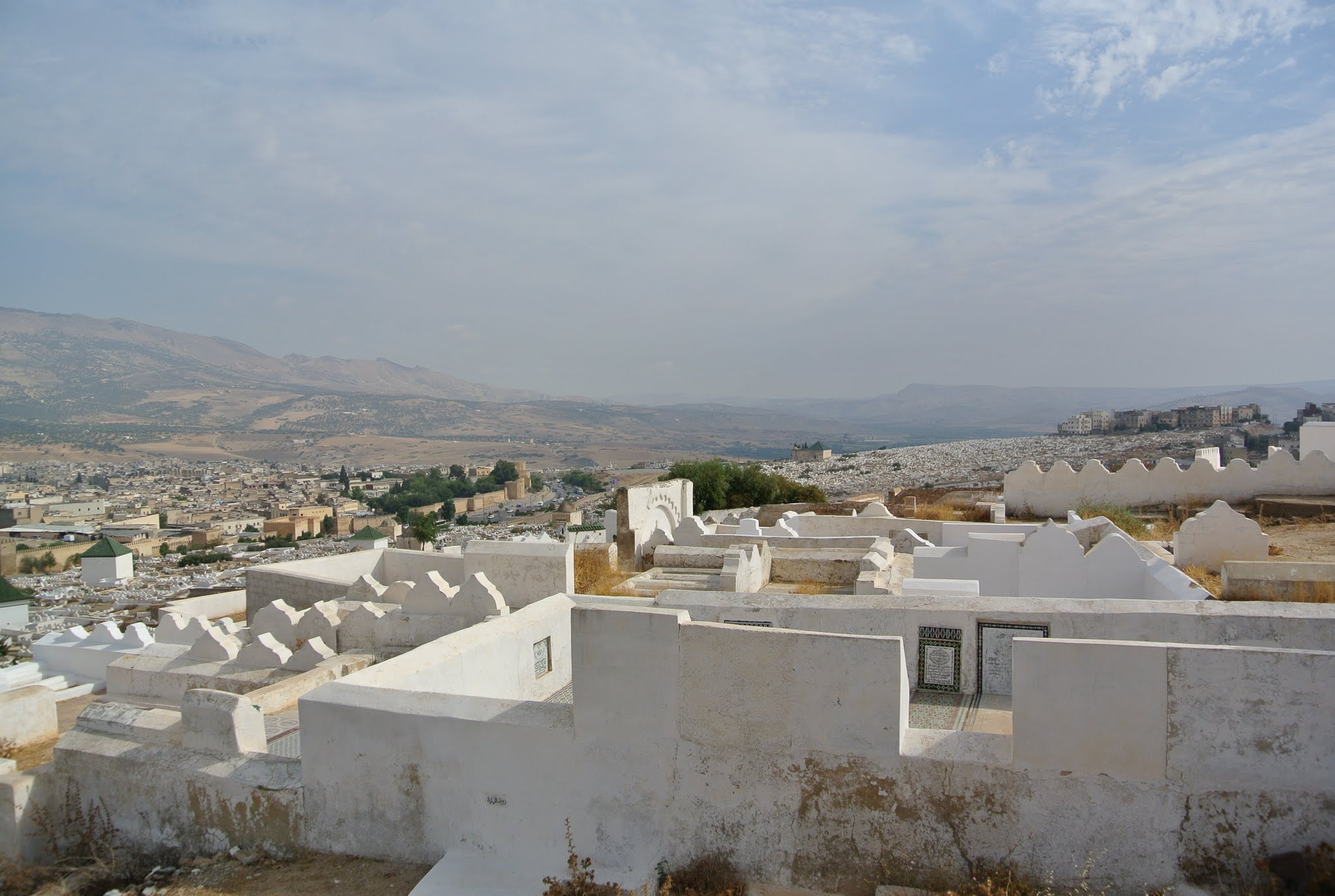
مقبرة باب الفتوح الأكبر في المدينة القديمة
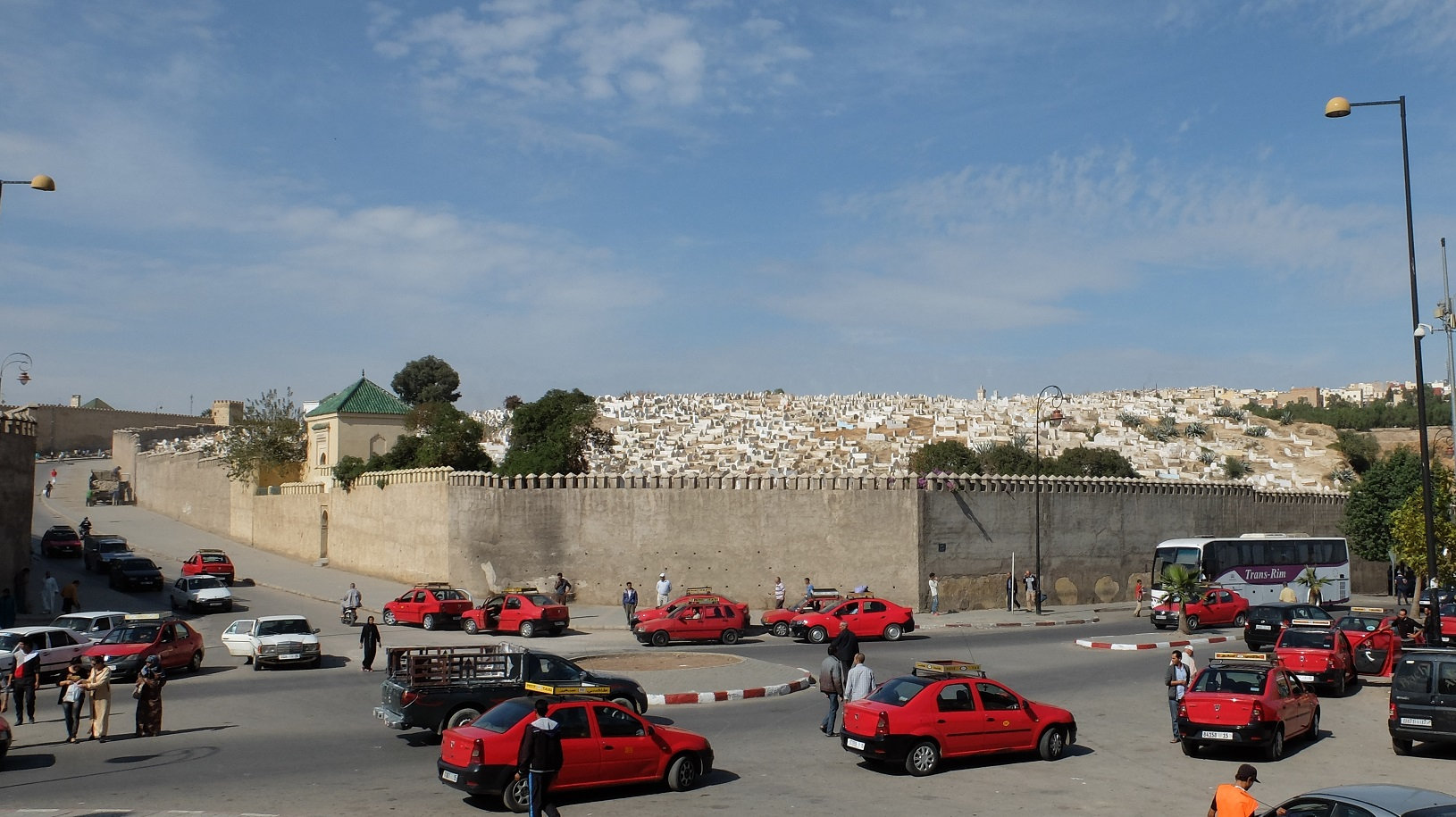
مقبرة باب المحروق
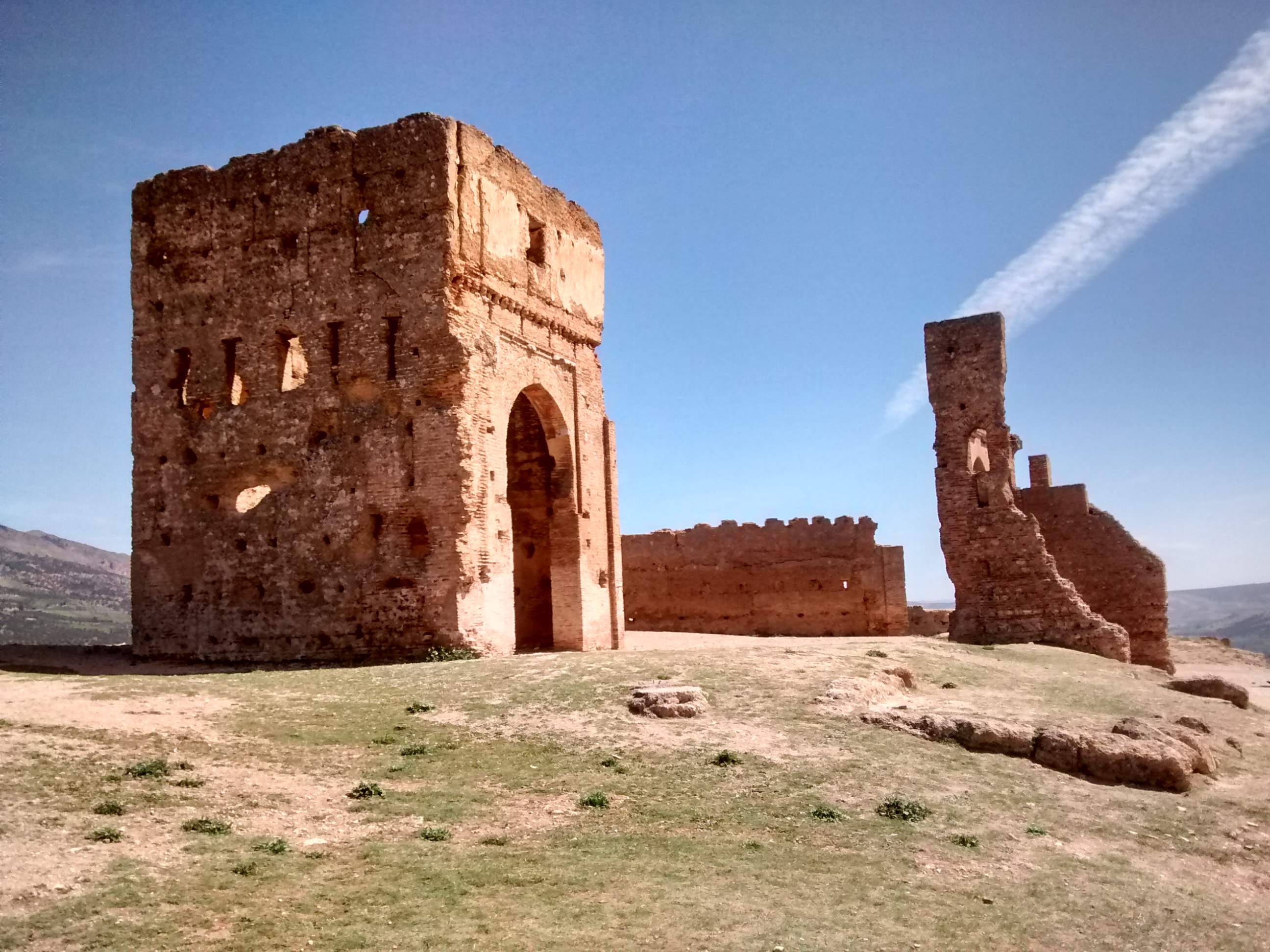
بقايا المقابر المرينية

### الفنادق «خان» (مباني تجارية تاريخية)
تضم مدينة فاس القديمة أكثر من مائة فندق. كانت عبارة عن مبانٍ تجارية وفرت السكن للتجار والمسافرين، كما كانت تؤوي ورش الحرفيين.:318 كما أنها كانت تستخدم في كثير من الأحيان كأماكن للأنشطة التجارية الأخرى مثل الأسواق والمزادات. ومن أشهرها فندق النجارين، الذي بناه أالأمين الحاج الخياط عديل في القرن الثامن عشر لتوفير الإقامة والتخزين للتجار، والذي يضم الآن متحف النجارين للفنون والحرف الخشبية. ومن الأمثلة الرئيسية الأخرى فندق الشماعين وفندق التطوانيين، ويعود تاريخهما إلى العهد المريني أو في وقت سابق، وفندق الصاغة المعاصر لصندوق النجارين.

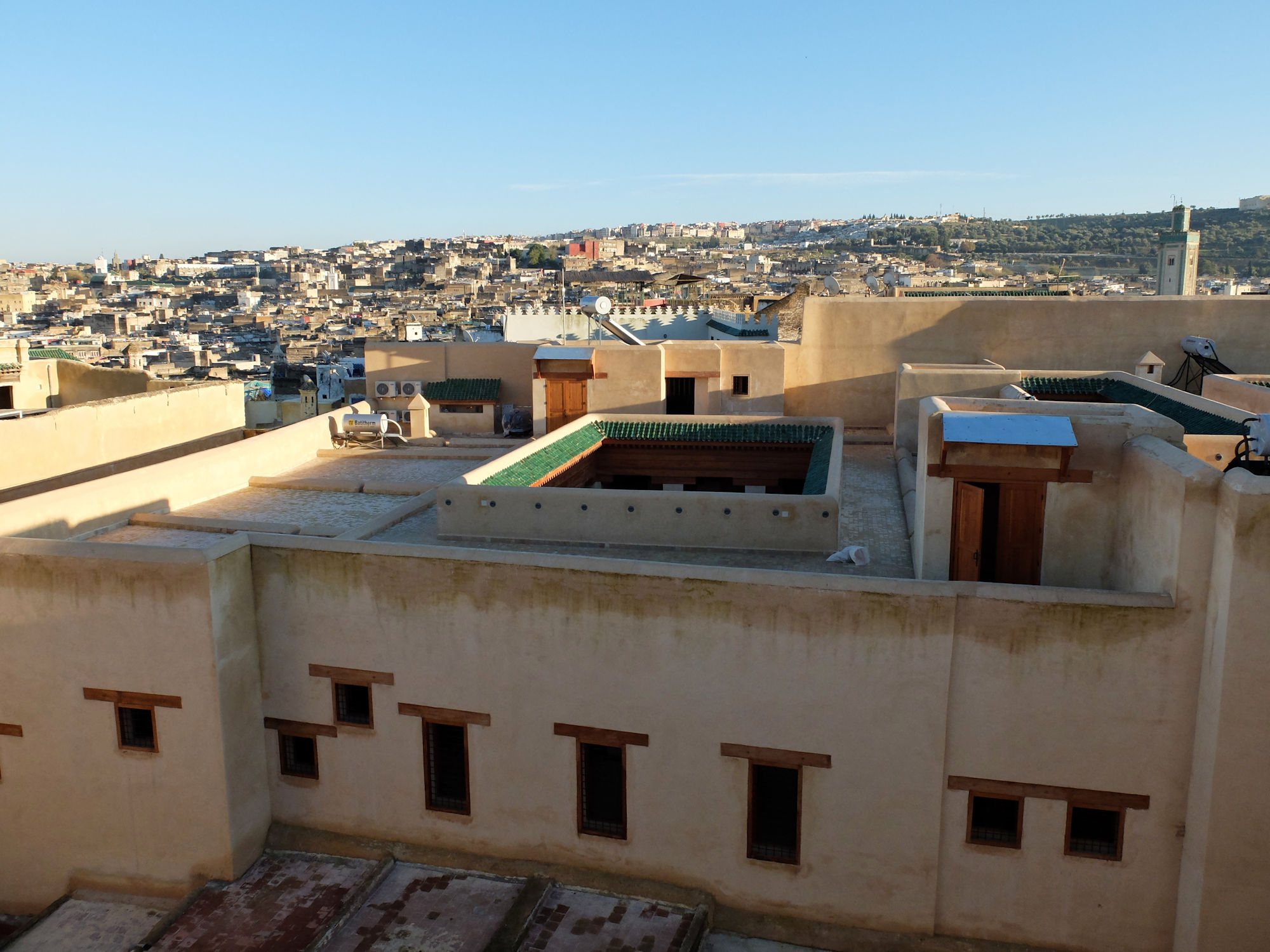
سطح فندق الشماعين (تأسس في القرن الثالث عشر أو قبل ذلك)
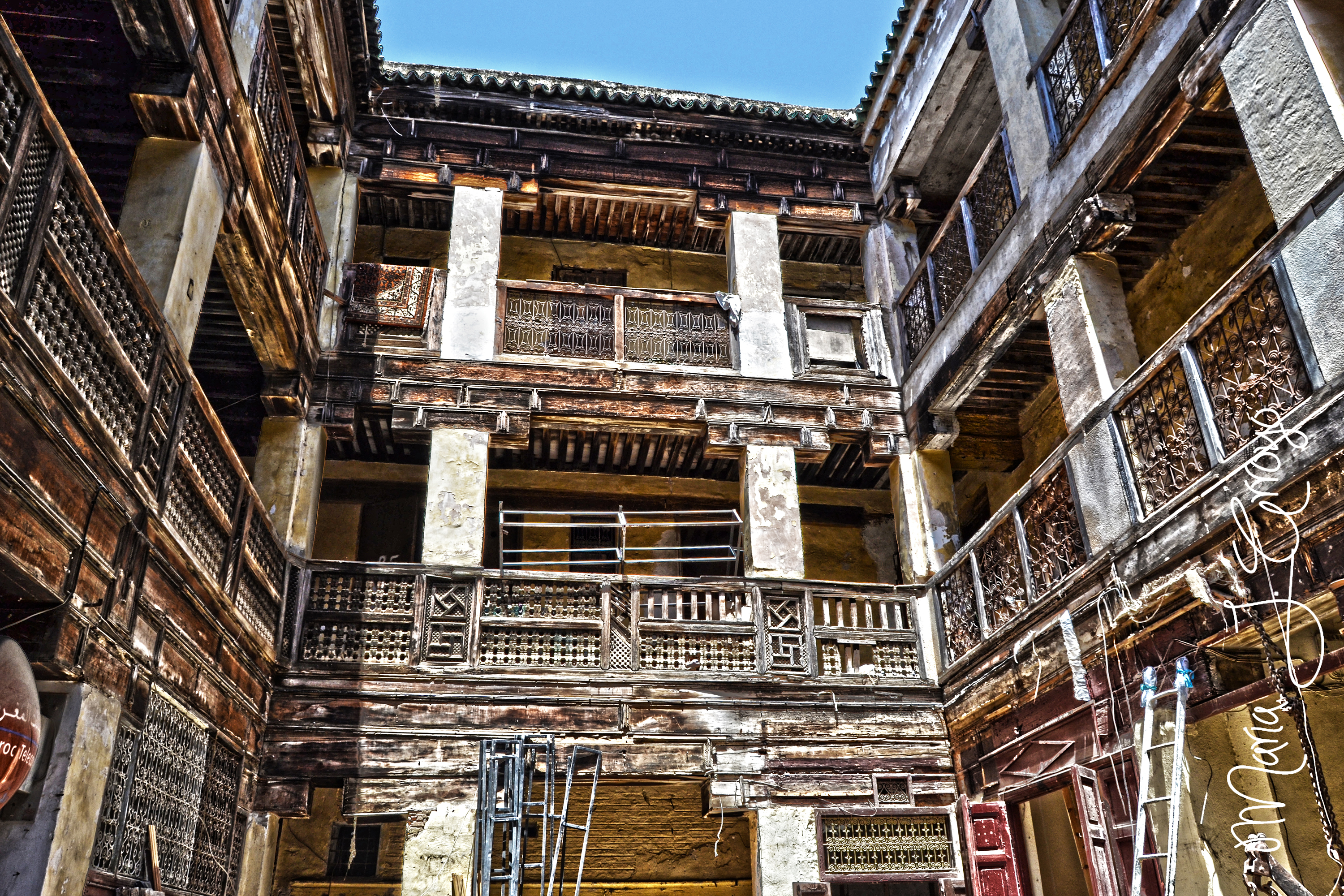
الجزء الداخلي من فندق التطوانيين، التي تأسس في القرن الرابع عشر.
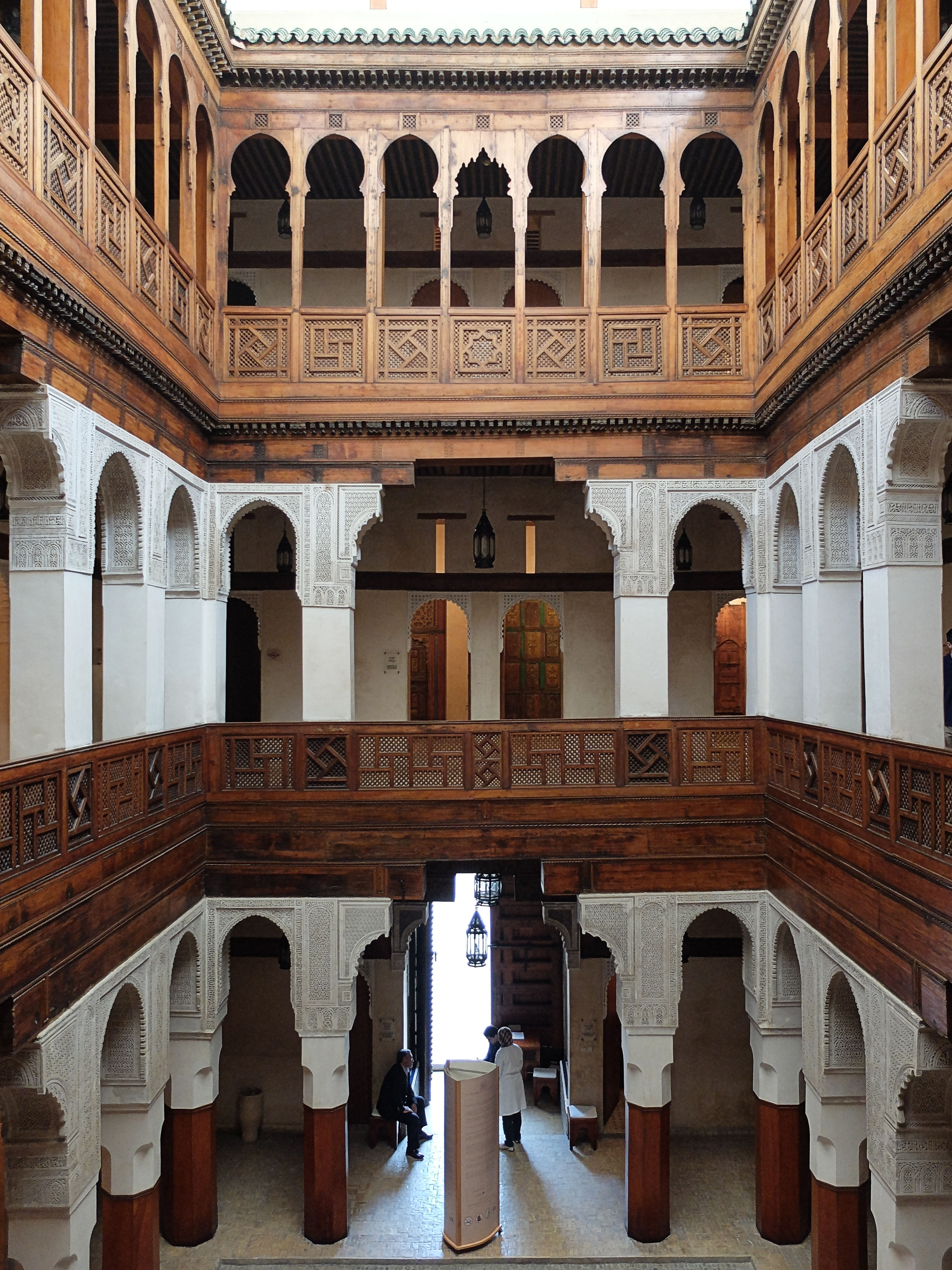
فندق النجارين (بني عام 1711؛ حاليًا متحف النجارين للفنون والحرف الخشبية)
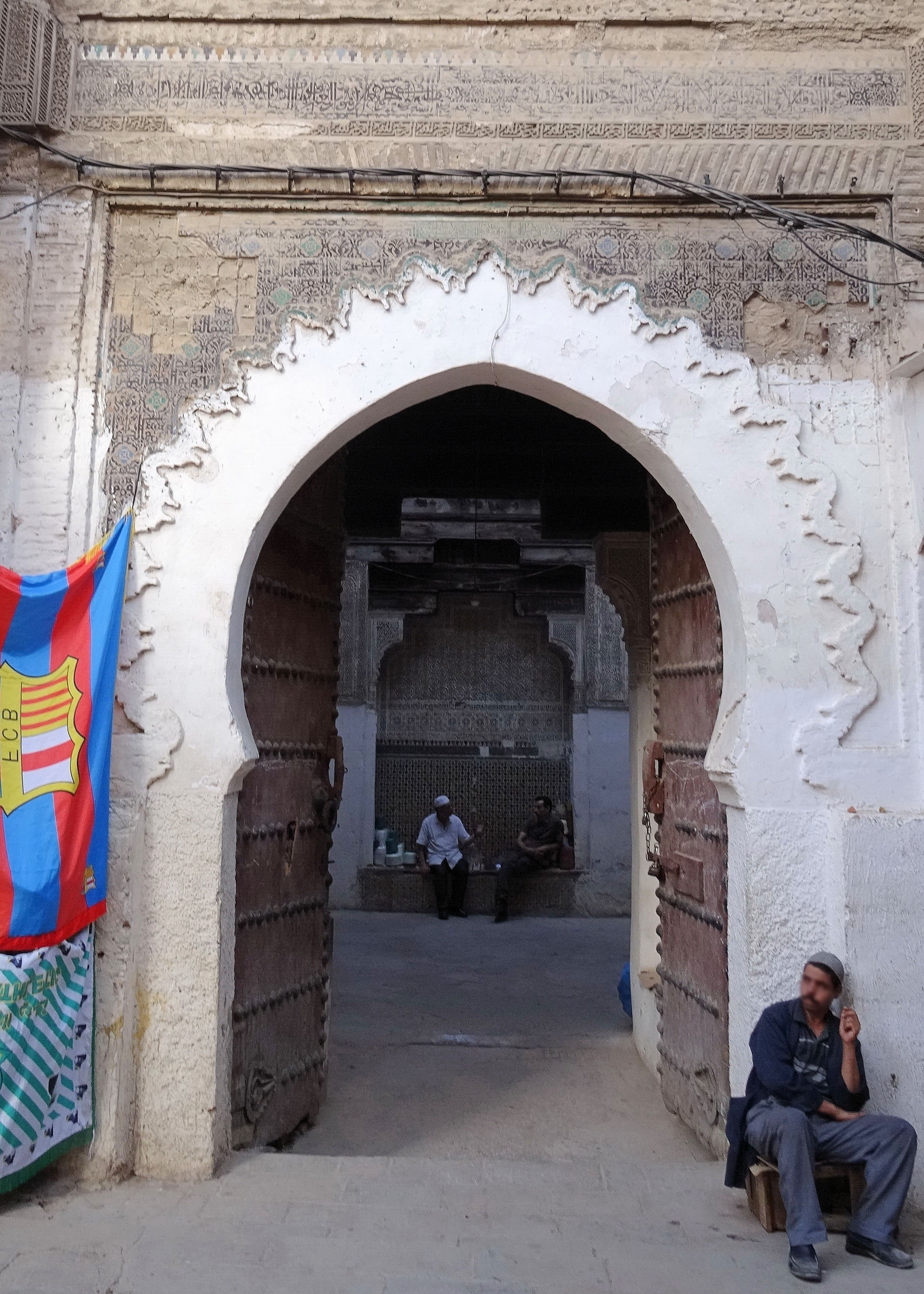
مدخل فندق الصاغة (بني عام 1711)
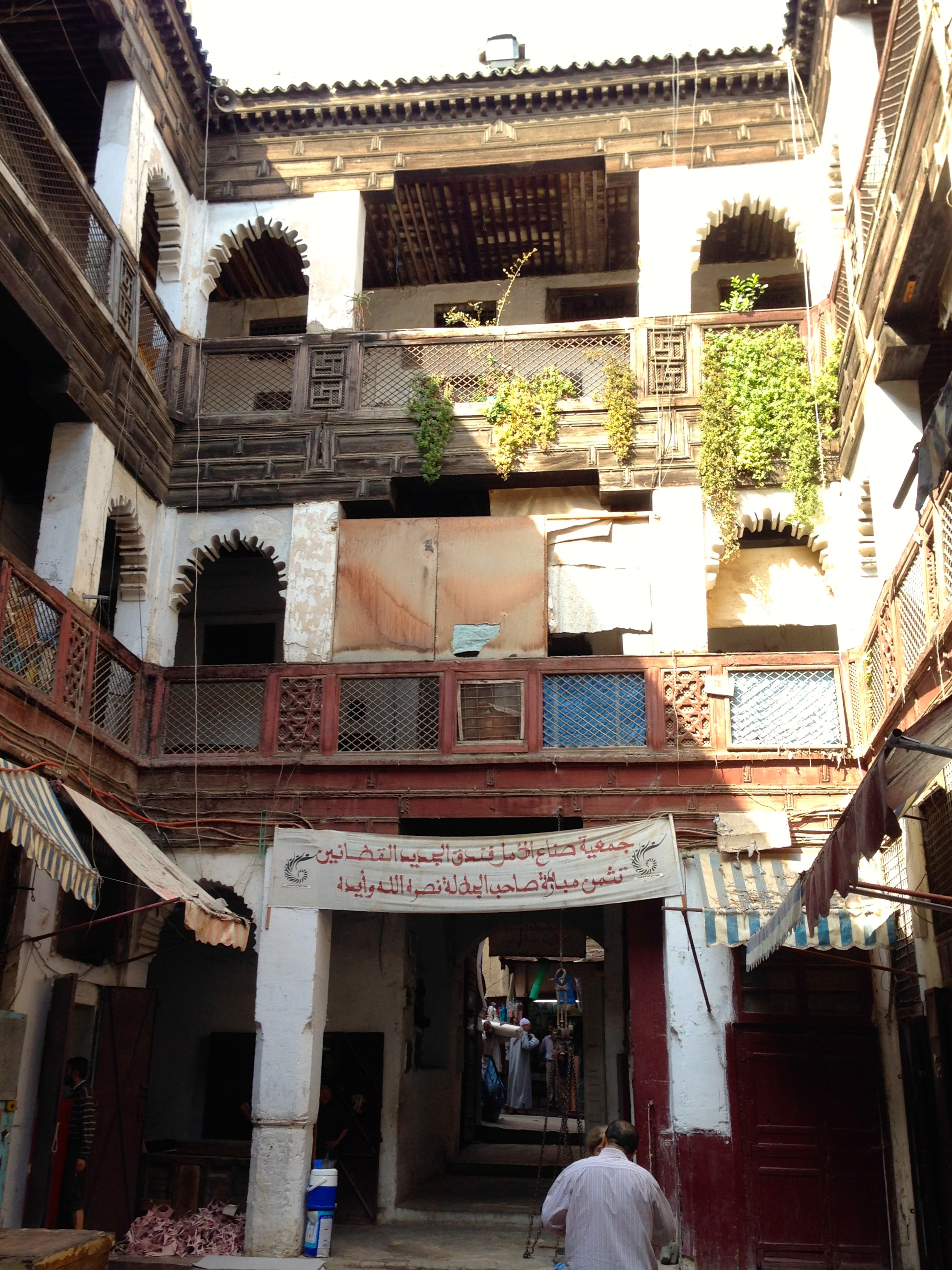
فندق الكتانين (أواخر القرن التاسع عشر)

### الحمامات

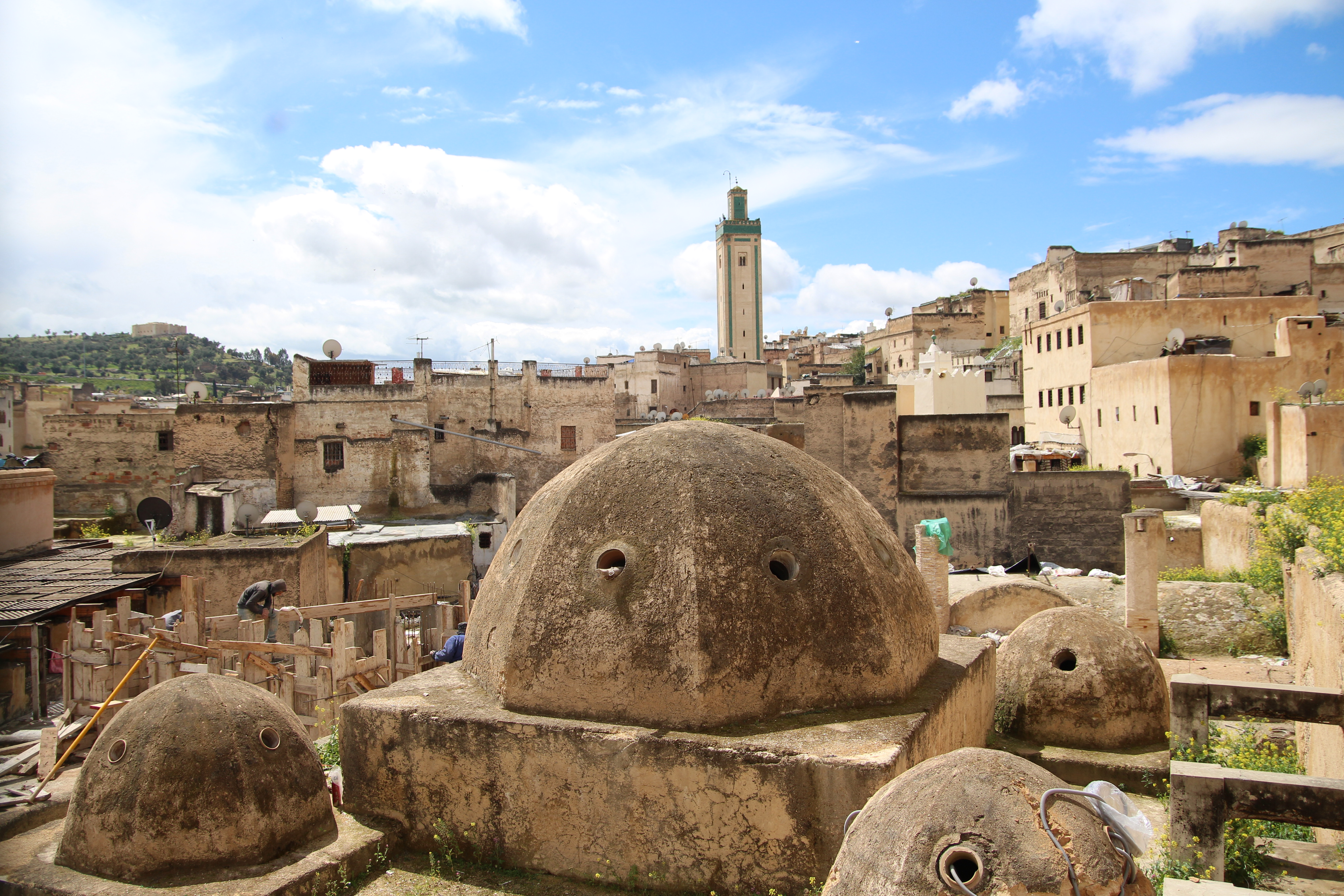
منظر على السّطح لقِباب حمام الصفارين، الواقع في

تشتهر فاس أيضًا بحفاظها على عدد كبير من الحمامات التاريخية، ويرجع الفضل في ذلك جزئيًا إلى استمرار استخدامها من قبل السكان المحليين حتى يومنا هذا. من بين إجمالي 5000 حمام في المغرب، يوجد 120 حمامًا داخل فاس. تشمل الأمثلة البارزة، التي يعود تاريخها جميعًا إلى القرن الرابع عشر تقريبًا، حمام الصفارين، وحمام المخفية، وحمام بن عباد.
تم بناؤها بشكل عام بجوار بئر أو نبع طبيعي يوفر المياه، في حين أن التضاريس المنحدرة للمدينة تسمح بسهولة الصرف. تم توريث تصميم الحمام التقليدي في المنطقة من نموذج الحمام الروماني. كانت الغرفة الأولى التي من جهة الشارع هي الأكبر، وكانت مُخصّصة لخلع الملابس (تُسمّى «الڭُلْسة» في اللهجة المغربية)، أي ما يعادل الروماني الأبوديتيريوم. تميزت غرفة خلع الملابس في حمام الصفارين بكونها أكثر ثراءً من تلك الموجودة في معظم الحمامات المغربية. تتكون الحجرة من مربع كبير يتميز بأربعة أعمدة مغطاة بقبة كبيرة عالية تقع داخل مربع كبير تغطي أركانه أربعة قباب أصغر بكثير. تم تزيين القبة الرئيسية وأقواس الغرفة بزخارف جصية منحوتة، بينما غطيت الجدران السفلية ببلاط الزليج. يتميز الجدار الجنوبي الغربي للحجرة بنافورة جدارية مزينة بزخارف هندسية إسلامية ملونة من الزليج، أسفلها حوض مائي. تحتوي الغرفة أيضًا على مقاعد وخزائن تخزين حول محيطها. بالقرب من المدخل توجد أيضًا منطقة استقبال أو مكتب حيث يمكن للزوار الدفع مقابل الخدمات. كان يحق للزوار عمومًا الحصول على أربعة أو خمسة دلاء من الماء، وكان عليهم الدفع إذا أرادوا المزيد.
ينتقل الزوار من غرفة خلع الملابس إلى منطقة الاستحمام أو الغسيل التي تتكون من ثلاث غرف. من بين الحمامات التاريخية في فاس، يعتبر حمام الصفارين فريدًا من نوعه في وجود غرف منفصلة للرجال والنساء. وقد سمح ذلك بأن يكون الحمام مفتوحًا لكلا الجنسين طوال اليوم، بدلاً من الاحتفاظ بساعات عمل منفصلة للرجال والنساء.:249 الغرف الثلاث بالترتيب هي: الغرفة الباردة («البرّاني» باللهجة المغربية)، أي ما يعادل فريجيداريوم، والغرفة الوسطى أو الغرفة الدافئة («الوسطي» باللهجة المغربية)، أي ما يعادل تيبيداريوم، والغرفة الحارة («الدّخلي» باللهجة المغربية) تعادل كالداريوم. جميع الغرف الثلاث مغطاة بأسقف مقببة. تحتوي الغرف الدافئة أيضًا على غرفة جانبية صغيرة أو تجاويف يمكن أن توفر خصوصية إضافية للاستحمام. كما يُتيح الممر المؤدي من غرفة خلع الملابس إلى الغرفة الباردة الوصول إلى مجموعة من مرحاض المعسكر (مراحيض اليوم) على طول الطريق.
كان الحمام يحتوي على فرنين (أحدهما لقسم النساء والآخر لقسم الرجال) كانا موجودين في الجزء الخلفي من الحمام خلف الغرف الساخنة مباشرة، ولكن على مستوى أقل من الغرف المجاورة. تم تسخين الغرف الدافئة والساخنة باستخدام نظام هيبوكاوستوم التقليدي تمامًا كما فعلت الحمامات الرومانية. يمر الدخان الساخن المتصاعد من الحرائق تحت أرضيات الغرف ثم يتصاعد من خلال مداخن داخل الجدران وصولاً إلى المداخن. يتم تسخين المياه في مرجلين نحاسيين ضخمين (تم تصنيعهما في ورش ساحة صفارين بالخارج) وُضعا فوق النيران. ثم يتم نقل المياه الساخنة وصبها في حوض ماء كبير (يسمى «البَرْمة») في منتصف الغرفة الساخنة. من هذا الحوض، يتم نقل الماء أيضًا في دلاء إلى الغرفة الدافئة. تتطلب الأفران وقودًا ثابتًا، وبالتالي فهي بحاجة إلى العمال طوال ساعات تشغيل الحمام. يتم توفير الوقود، الذي تم نقله مباشرة إلى الحمام على ظهور الحمير، عن طريق الخشب، وعن طريق إعادة تدوير نفايات المنتجات الثانوية للصناعات الأخرى في المدينة مثل نشارة الخشب من ورش النجارين وحفر الزيتون من معاصر الزيتون القريبة. استمر استخدام هذا النظام التقليدي حتى القرن الحادي والعشرين.

### نوافير الشوارع (الساقية)
تشتهر فاس أيضًا بالعديد من النوافير التي تقدم المياه مجانًا. غالبًا ما تم تضمين النوافير في القصور لإمتاع سكانها، وفي المساجد والمدارس لغرض الوضوء، أو حتى كجزء من مرافق الوضوء المخصصة بشكل خاص الملحقة بالمباني الدينية. ومع ذلك، يتم أيضًا بناء العديد من النوافير على طول جوانب الشوارع أو على السطح الخارجي للمباني. وفقًا للمؤلفين التاريخيين، ففي بداية القرن الثالث عشر، كان هناك حوالي 80 نافورة من هذا النوع في فاس.:57 تشترك نوافير الجدار هذه في فاس بشكل عام في خصائص وديكورات متشابهة. غالبًا ما كان بناءهم الأصلي عملاً خيريًا برعاية الرعاة بالوسائل، والتي يتم تسجيلها أحيانًا بواسطة نقش باقٍ. غالبًا ما تكون مزينة بالزليج والجص المنقوش، وظُلّة (سقف يوفر الظل) من الخشب المنحوت أو حتى المقرنصات.
ولعل أشهرها هي سقاية النجارين الواقعة أمام فندق النجارين (متحف النجارين الحالي). كان السلطان عبد الرحمن (1822-1859) قد أمر ببنائها في القرن التاسع عشر. إمزينة بسطح من الزليج محاط بقوس من الجص المنقوش، تحجبه ظُلّة من الخشب المنحوت يعلوها سقف قصير من القرميد الأخضر. على طول قاعدته، أسفل الصنابير يوجد حوض مستطيل الشكل.

من الأمثلة الأقدم بكثير هناك سقاية سيدي فرج الواقعة بالقرب من مارستان سيدي فرج وسوق الحنّاء. تعتبر أقدم سقاية مؤرخة بشكل موثوق في المدينة. مثل سقاية النجارين، لها جدار خلفي مغطى ببلاطات الزليج (وإن كان في شكل أبسط) محاط بقوس مدبب على شكل حدوة حصان داخل إطار مستطيل بسيط آخر. داخل القوس، وسط بلاطات الزليج، توجد ألواح صغيرة من الرخام الأسود والأبيض منحوتة بزخارف قوسية مزخرفة. يوجد أسفل وأمام هذه المنطقة الزخرفية حوض مائي. يوجد فوق المنطقة المزخرفة سطح أكبر، شبه مستوٍ ماعدا قوس أعمى صغير في المنتصف مع بروفايل لامبريكين مزدوج الرأس. وفوق كل ذلك توجد مظلة خشبية، بسيطة التصميم نسبيًا، مع نقش باللغة العربية. وعلى الأخص، يوجد داخل القوس المصمم الصغير المصنوع من اللمبريكين أسفله لوحة رخامية مستطيلة تحتوي على نقش التأسيس الأصلي. يصف النص إنشاء الساقية ويمدح مؤسسها عبد الحق الثاني (آخر سلطان المريني). يذكر أيضًا أن بناء الساقية أشرف عليه وزير السلطان أبو زكرياء يحيى الوطاسي (الذي أسّس سلالة الوطاسيين اللاحقة). وأخيراً يشير إلى أن البناء قد انتهى في جمادى الأولى 840 هـ (11 نوفمبر 1436 م). يوجد سطر آخر أُضيف مباشرة فوق النص الأصلي ينص على أن الساقية رُممت عام 1090 هـ (1679 م). وهكذا تم ترميم الساقية كثيرًا ، واعتقد الفرنسي ألفرد بل أنها ربما كانت مغطاة بالزخرفة الجصية المنحوتة التي فقدت بعد ذلك بمرور الوقت. يعود تاريخ النقش وزخارف الألواح الرخامية الصغيرة إلى البناء المريني الأصلي، بينما تعود الظلة الخشبية أعلاه إلى ترميم القرن السابع عشر. اليوم، تشير بعض البلاط على طول الجزء العلوي من حوض المياه بوضوح، باللغتين الفرنسية والعربية، إلى ترميم حديث في عام 1986.

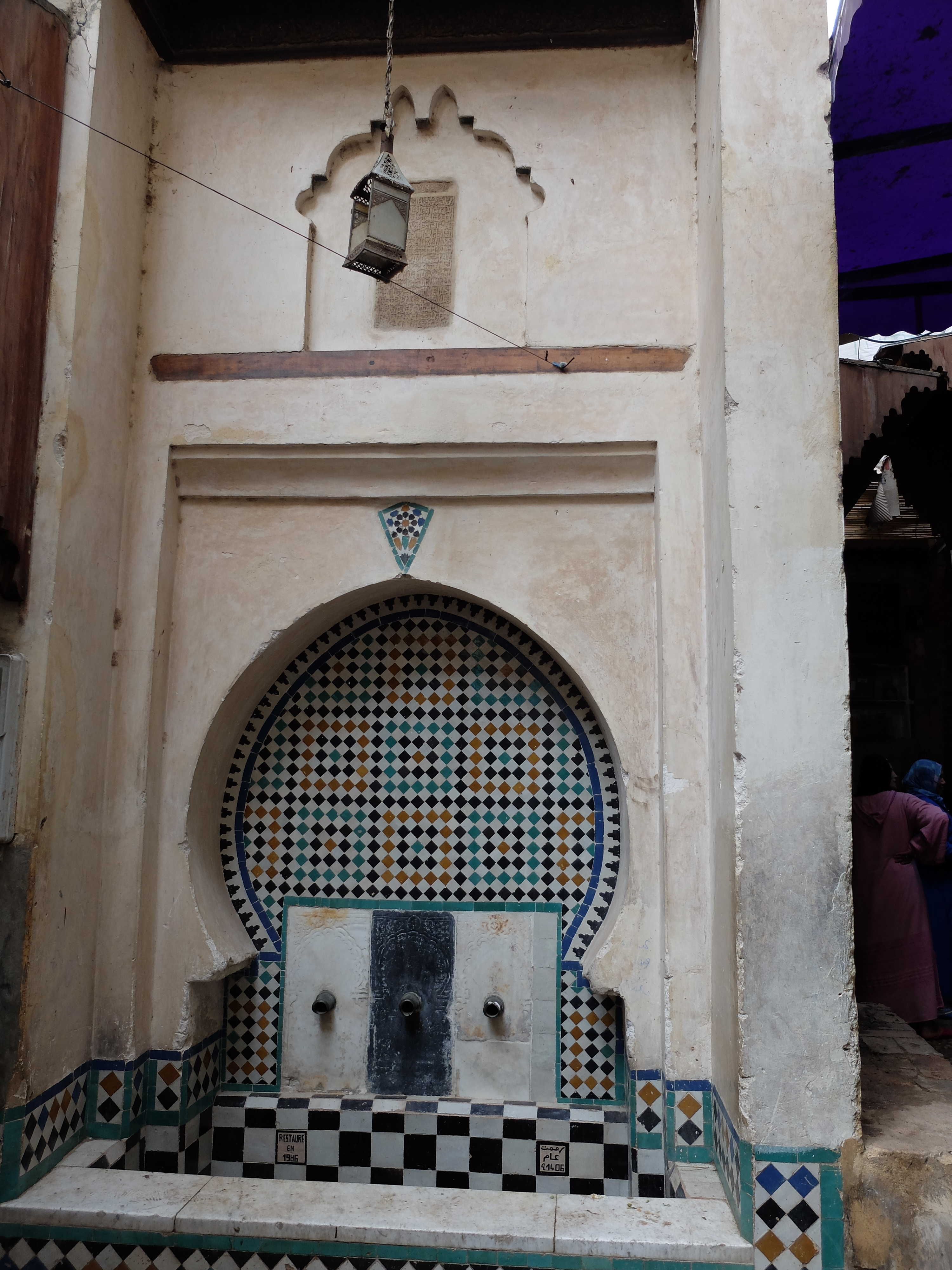
نافورة سيدي فرج (بُنيت عام 1426 وأعيد ترميمها لاحقًا)
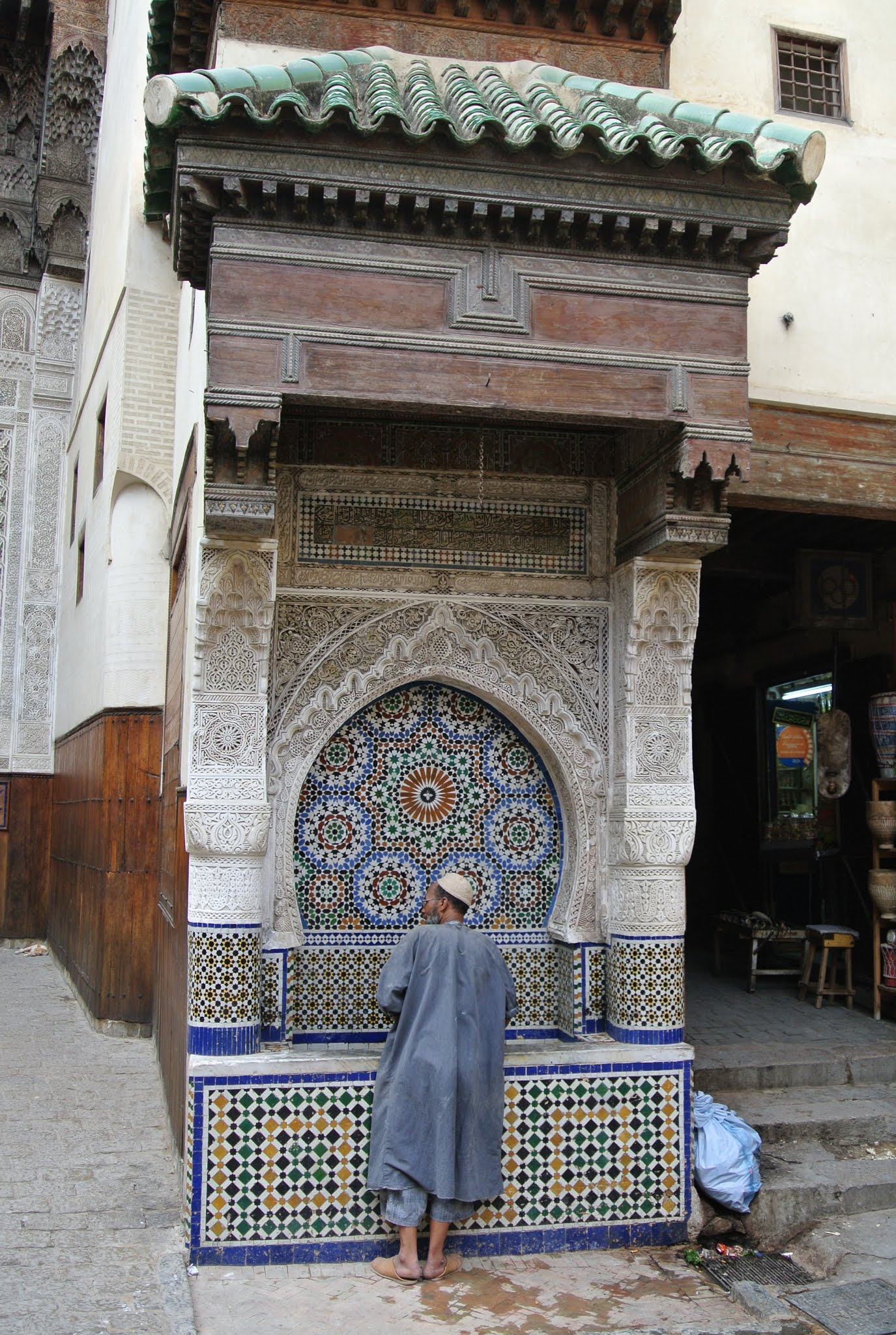
نافورة النجارين (القرن التاسع عشر)
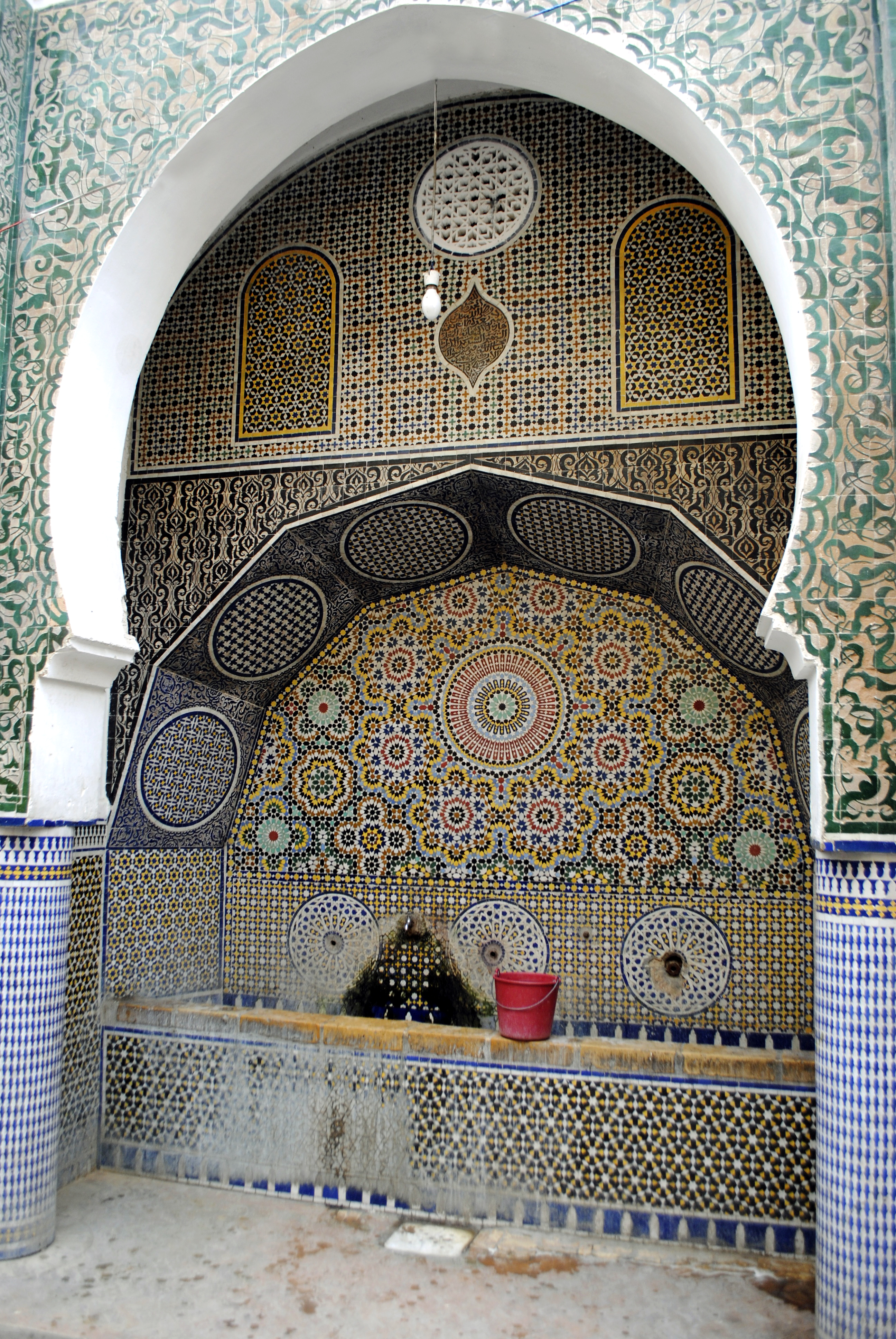
نافورة أخرى على الطالعة الصغيرة (تعود إلى 1923 - 1924 حسب نقشها)

### المدابغ
منذ نشأة المدينة، كانت صناعة الدباغة تعمل باستمرار بنفس الطريقة التي كانت تعمل بها في القرون الأولى. اليوم، تعتبر صناعة الدباغة في المدينة واحدة من مناطق الجذب السياحي الرئيسية. هناك ثلاثة مدابغ في المدينة، أكبرها دار شوارة للدبغ بالقرب من مدرسة الصفارين على طول النهر. تمتلئ المدابغ بآبار حجرية مستديرة مملوءة بصبغة أو سوائل بيضاء لتليين الجلود. يتم تصدير السلع الجلدية المنتجة في المدابغ إلى جميع أنحاء العالم. المدابغ الرئيسية الأخرى هي مدبغة سيدي موسى إلى الغرب من زاوية مولاي إدريس الثاني، ومدبغة عين زليتن في الحي الذي يحمل الاسم نفسه على الحافة الشمالية لفاس البالي.:220

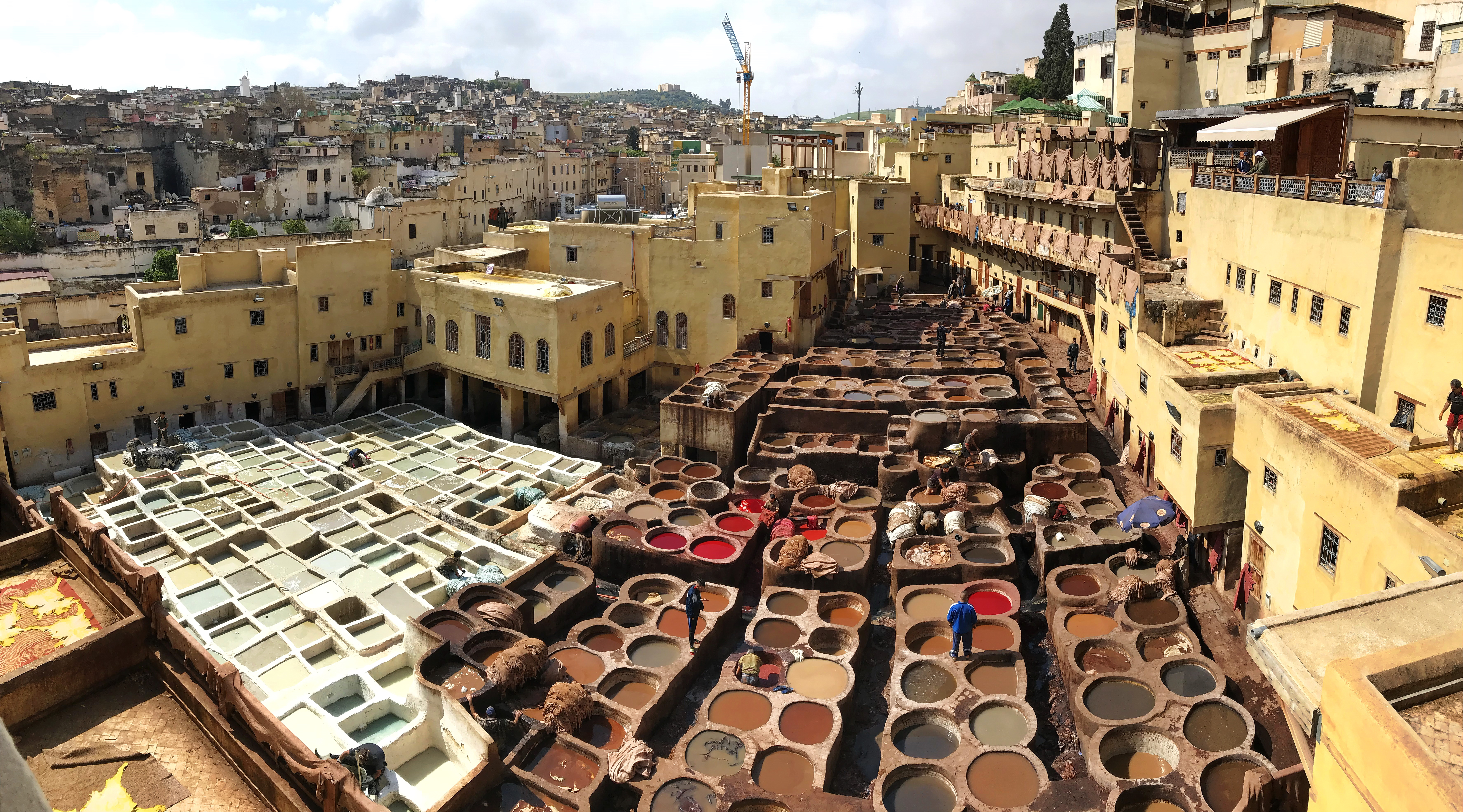
دار شوارة للدبغ
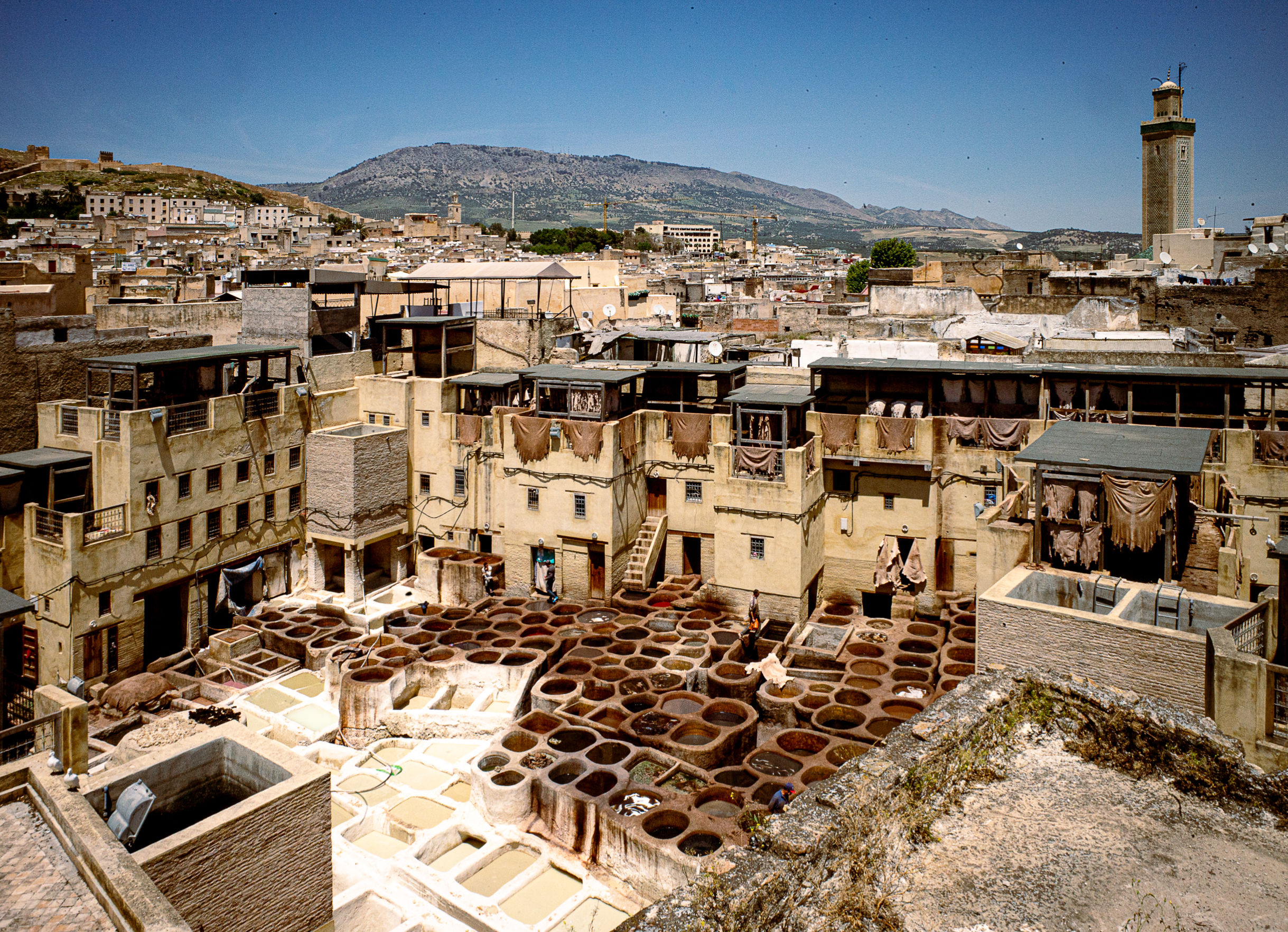
مدبغة سيدي موسى
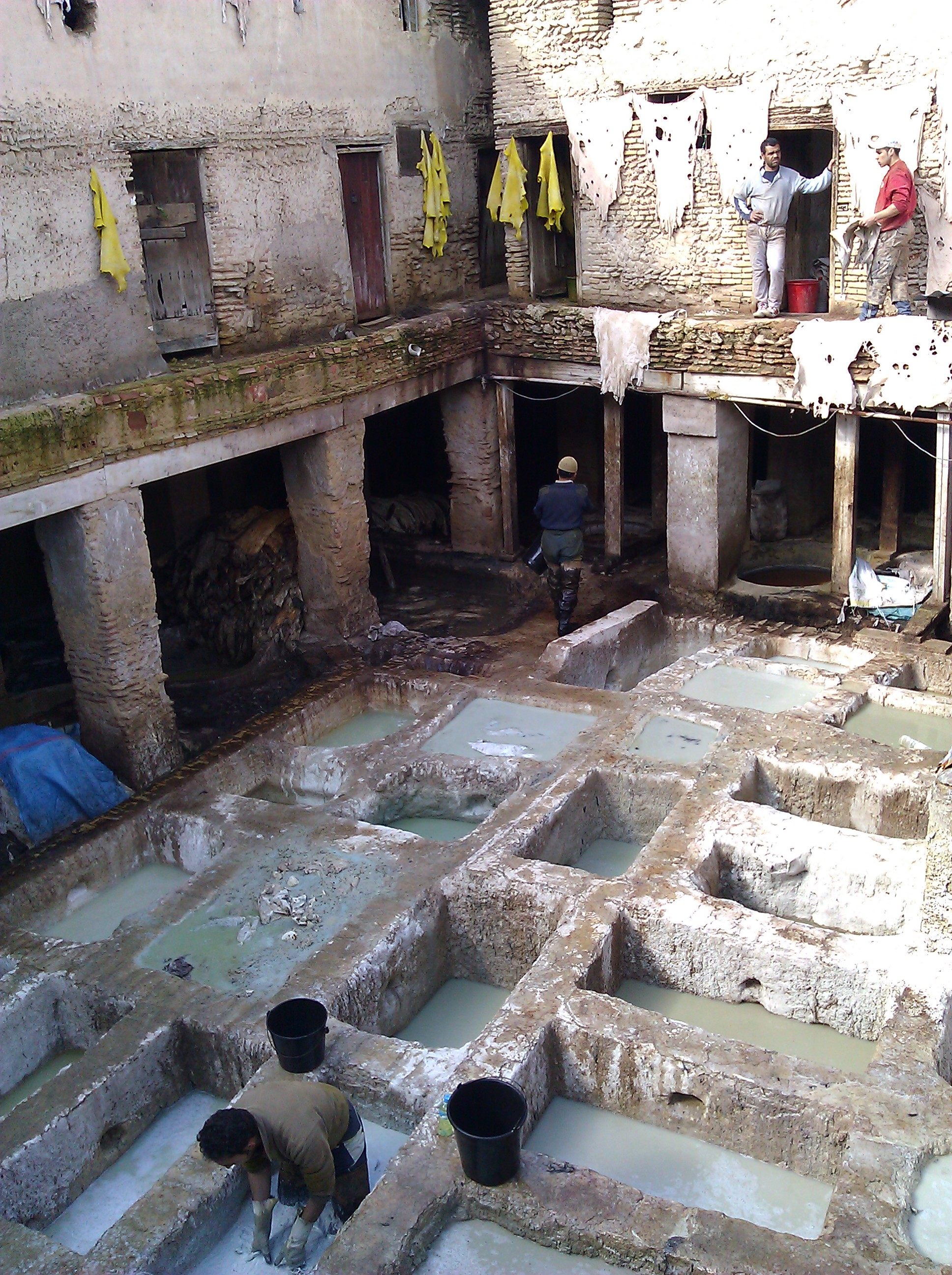
مدبغة عين زليتن

### منازل ورياضات تاريخية
كما نجت العديد من المساكن الخاصة القديمة حتى يومنا هذا، في حالات الحفظ المختلفة. يُعرف نوع واحد من المنازل، يتمحور حول فناء داخلي، باسم الرياض. من الناحية التاريخية، يشير المصطلح إلى نوع شائع ولكنه محدد من الحدائق الداخلية: حديقة مقسمة بشكل متماثل إلى أربعة أجزاء على طول محاورها المركزية وعادة ما يكون بها نافورة في منتصفها.:57 اليوم، يشير الرياض أيضًا إلى المنازل التاريخية التي تم تحويلها إلى بيوت ضيافة للسياح والزوار. يتكون الرياض النموذجي في فاس من طابقين أو أكثر، مع التركيز على الداخل مع فناء مركزي. بشكل عام، تكون الرياضات عبارة عن سقف مفتوح للسماح بدخول الهواء وأشعة الشمس إلى الفناء، أما اليوم، فبعض الرياضات لها سقف أو غطاء فوق الفناء أو لها حواف سقف مائلة لمنع دخول الأمطار الزائدة. يتكون الرياض أيضًا من عدد قليل جدًا من النوافذ على الجدران الخارجية، من أجل السماح بالخصوصية. غالبًا ما تتكون الجدران من الطين أو الطوب اللبن، بينما يتم تزيينها أيضًا بجص تدلاكت وأعمال بلاط الزليج.

بعض المنازل تشمل دار العلمي، دار السعادة (الآن مطعم) ودار عديل ودار بلغازي وغيرها. كما تم الحفاظ على القصور الأكبر والأكثر ثراءً، مثل دار المنبهي ودار المقري وقصر الجامعي. يتم الآن استخدام العديد من القصور والرياض كفنادق لصناعة السياحة. قصر الجامعي، على سبيل المثال، تم تحويله إلى فندق فخم في أوائل القرن العشرين. القصر الفخم لقبيلة الكلاوي، المعروف باسم دار لكلاوي، مفتوح جزئيًا للزوار ولكنه لا يزال مملوكًا للقطاع الخاص.

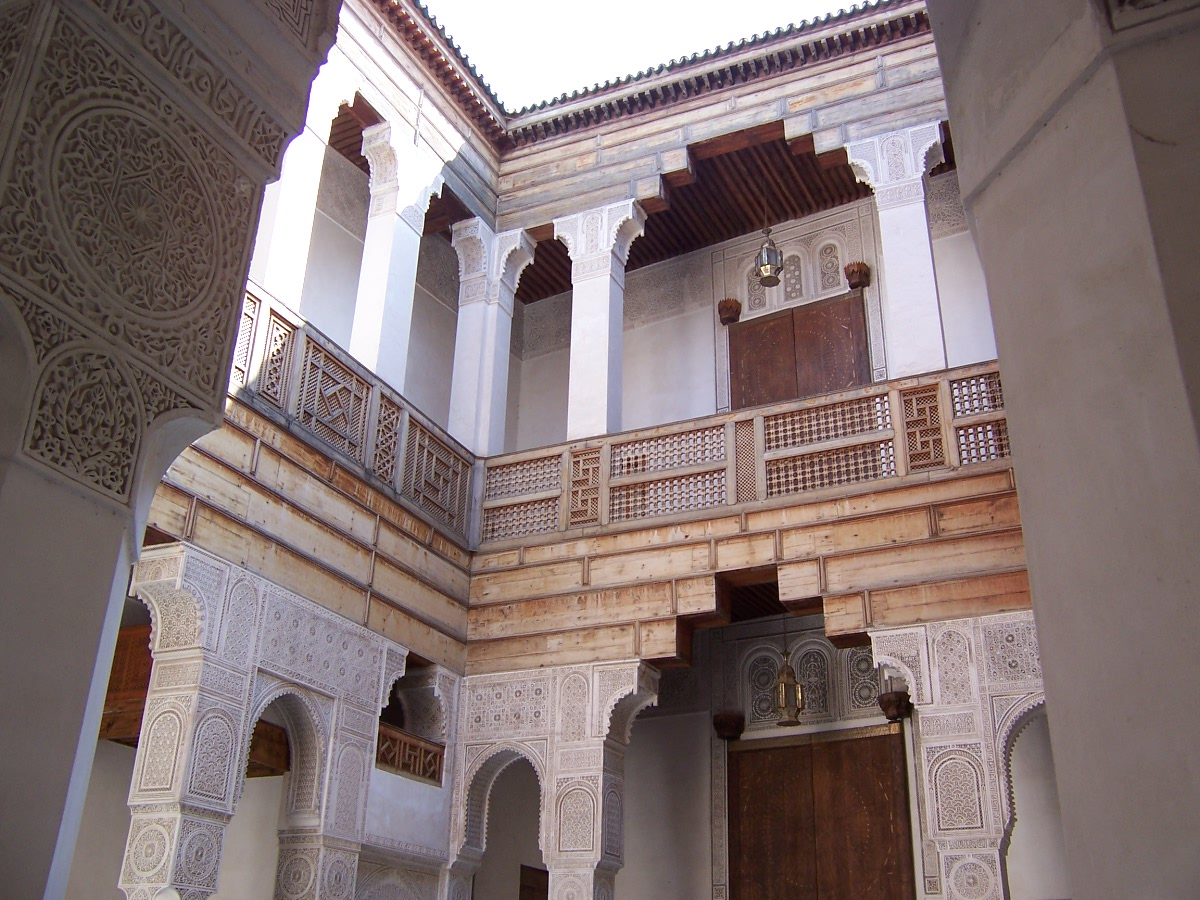
دار عديل، قصر من أوائل القرن الثامن عشر
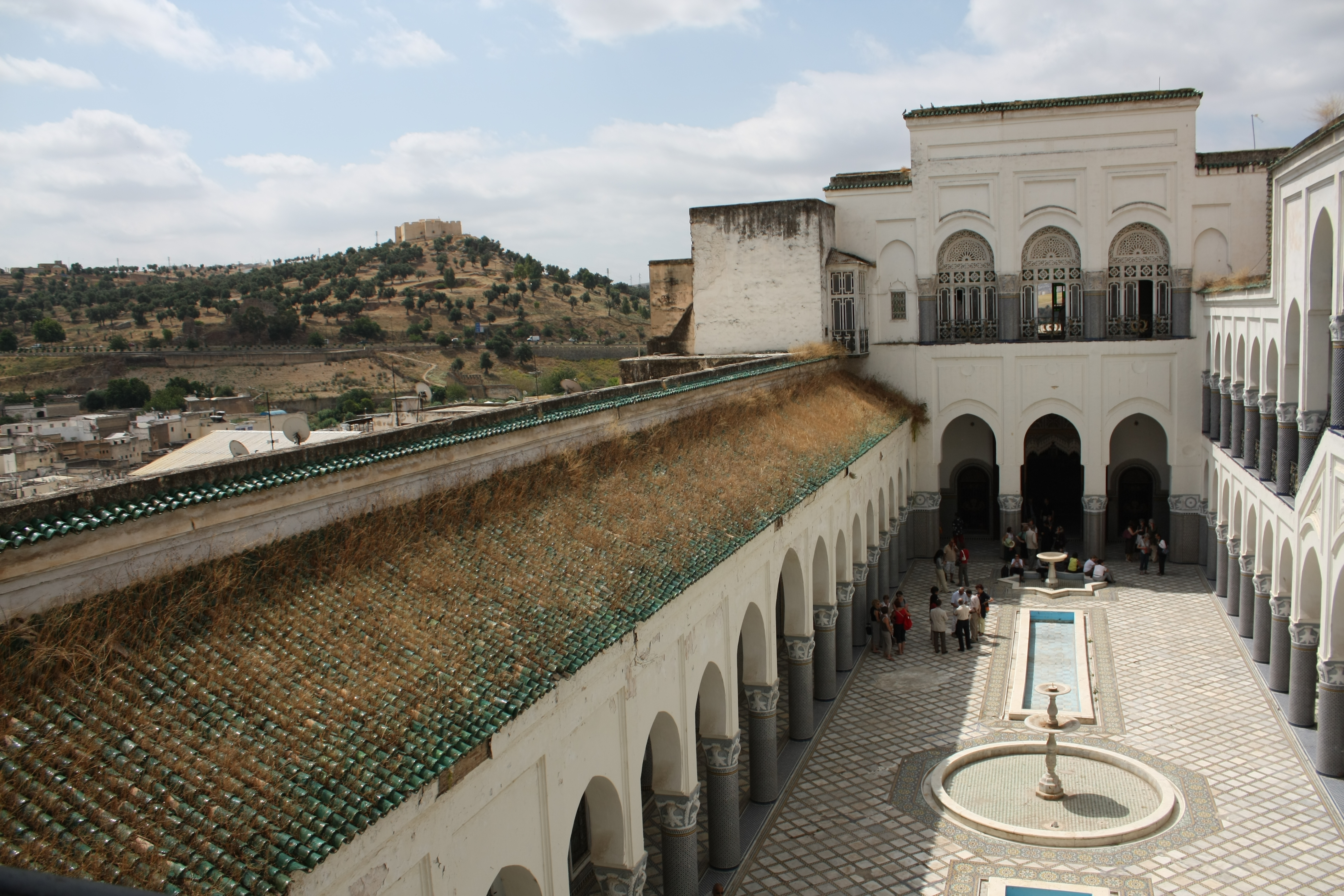
دار المقري، قصر أواخر القرن التاسع عشر وأوائل القرن العشرين
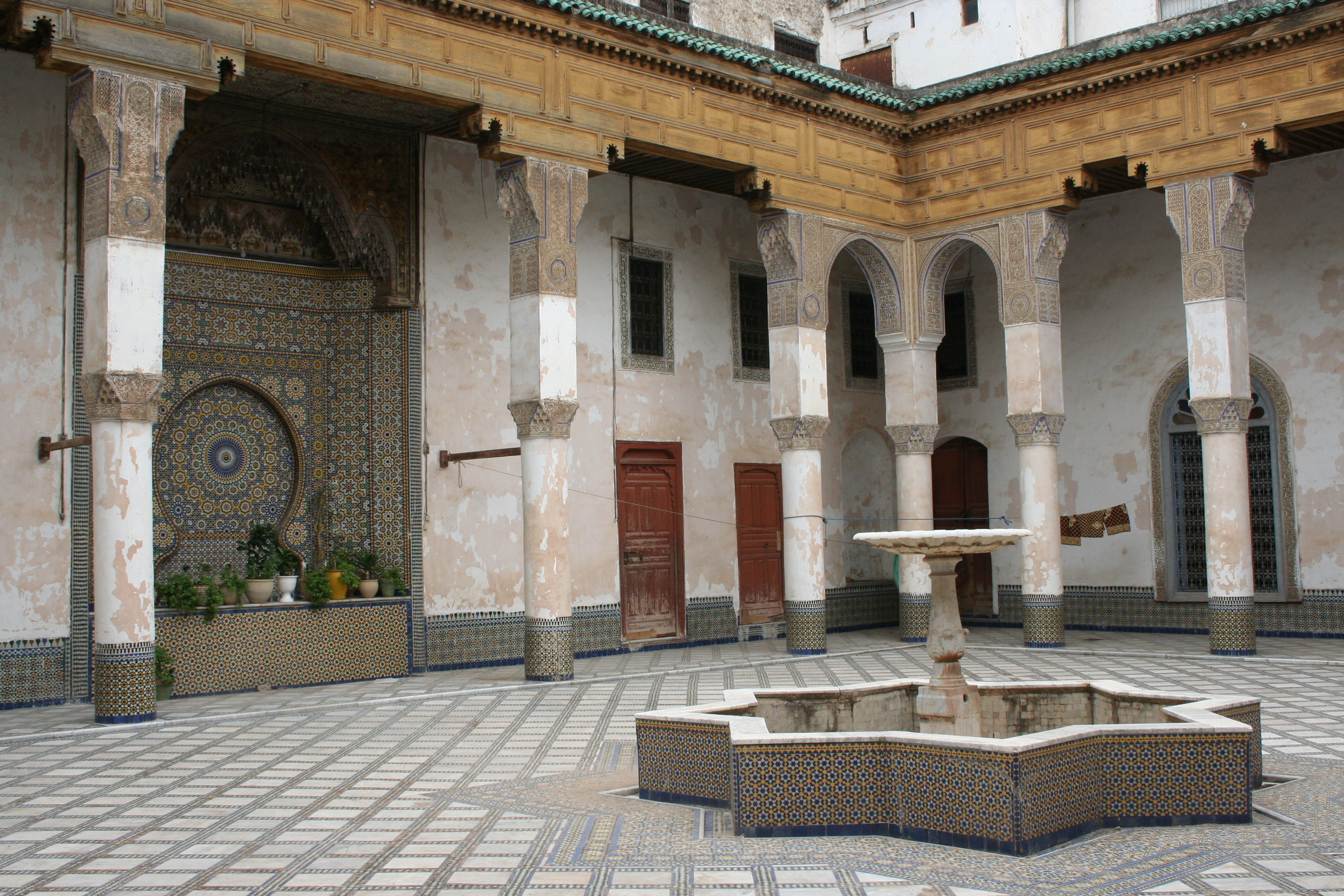
دار با محمد الشرقي (أوائل القرن العشرين)
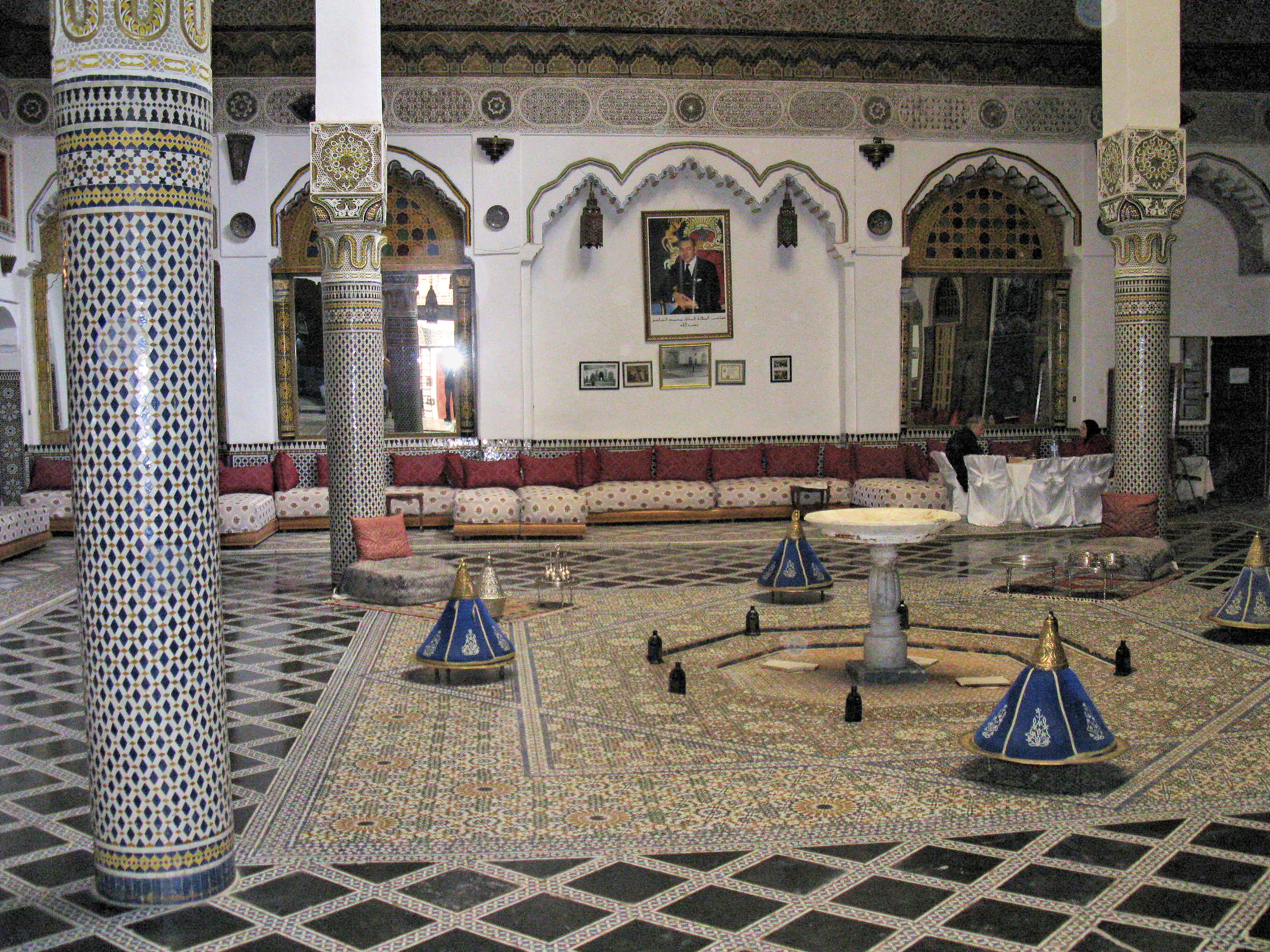
قصر المنبهي (أوائل القرن العشرين)
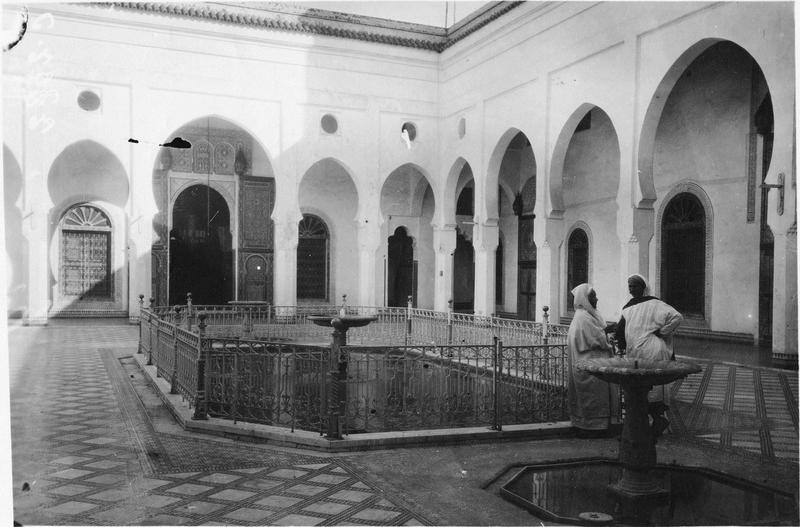
باحة دار لكلاوي (سنة 1916)
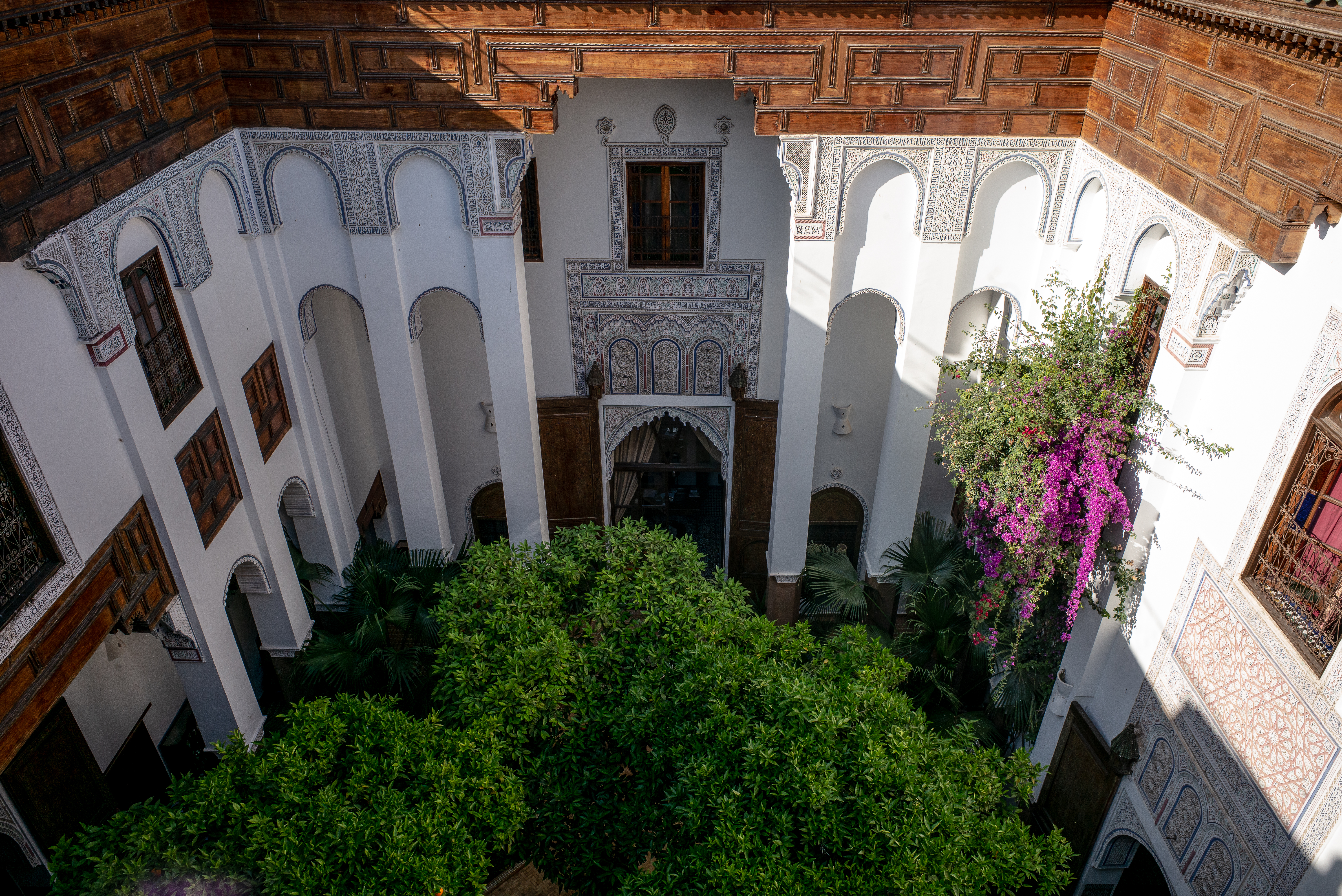
[[رياض مغربي أندلسي|مثال على رياض خاص تم ترميمه في فاس

### القصور الملكية
كعاصمة سابقة، تحتوي المدينة على العديد من القصور الملكية أيضًا. يشغل القصر الملكي أو دار المخزن الذي تبلغ مساحته 80 هكتارًا، مساحة كبيرة من فاس الجديد، وتشتهر بواباته المزخرفة الجديدة (التي بنيت في 1969-1971)، إلاّ أنّ أراضيه ليست مفتوحة للجمهور لأنها لا تزال مستخدمة من قبل ملك المغرب عند زيارة المدينة. دار البطحاء هو قصر سابق أكمله السلطان العلوي مولاي عبد العزيز (حكم 1894-1908) وتحول إلى متحف في عام 1915 بحوالي 6000 قطعة. 

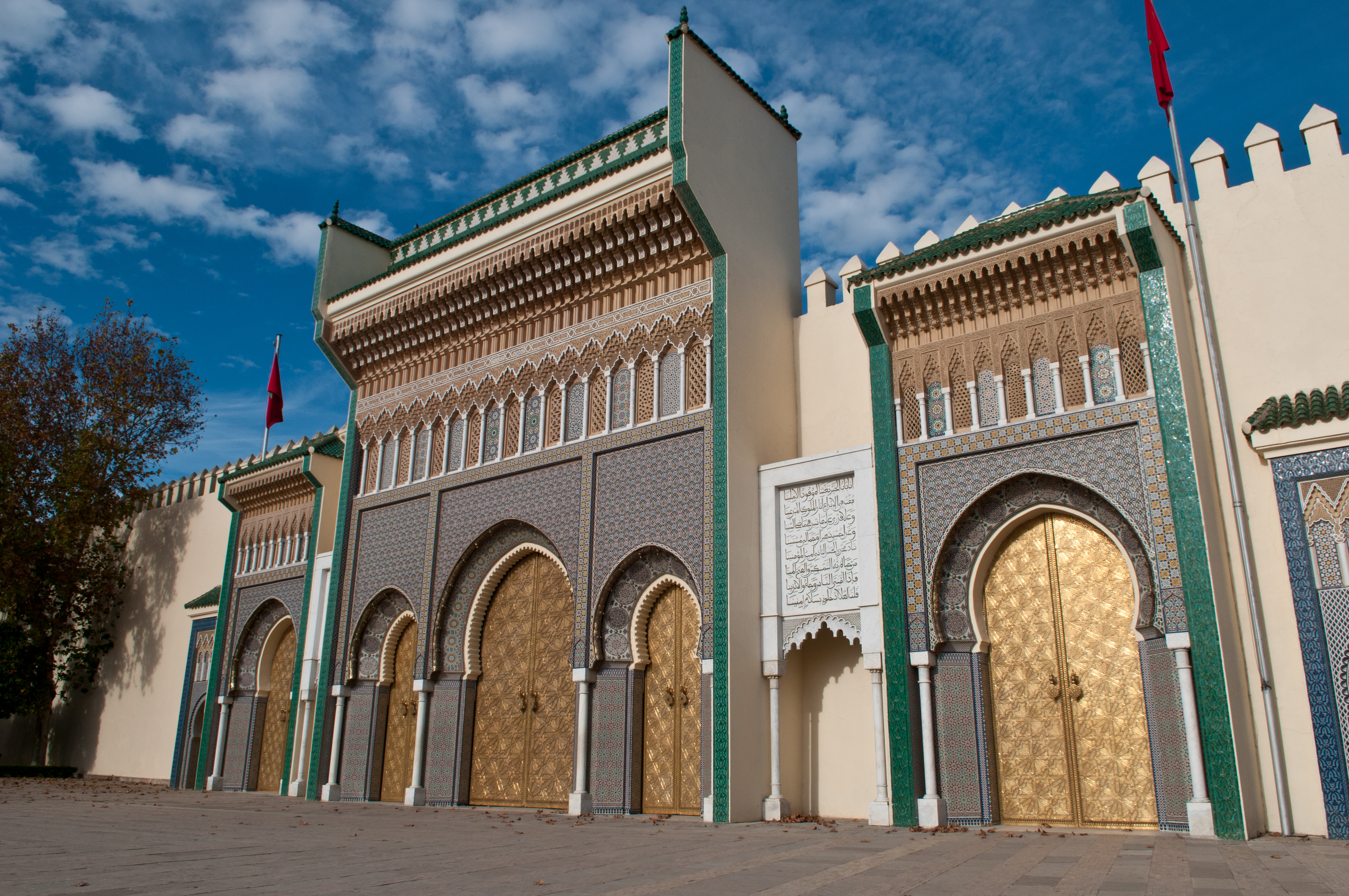
بوابات القصر الملكي بفاس (أُنشئت البوابات في القرن العشرين ولكن تم إنشاء القصر هنا منذ أواخر القرن الثالث عشر)
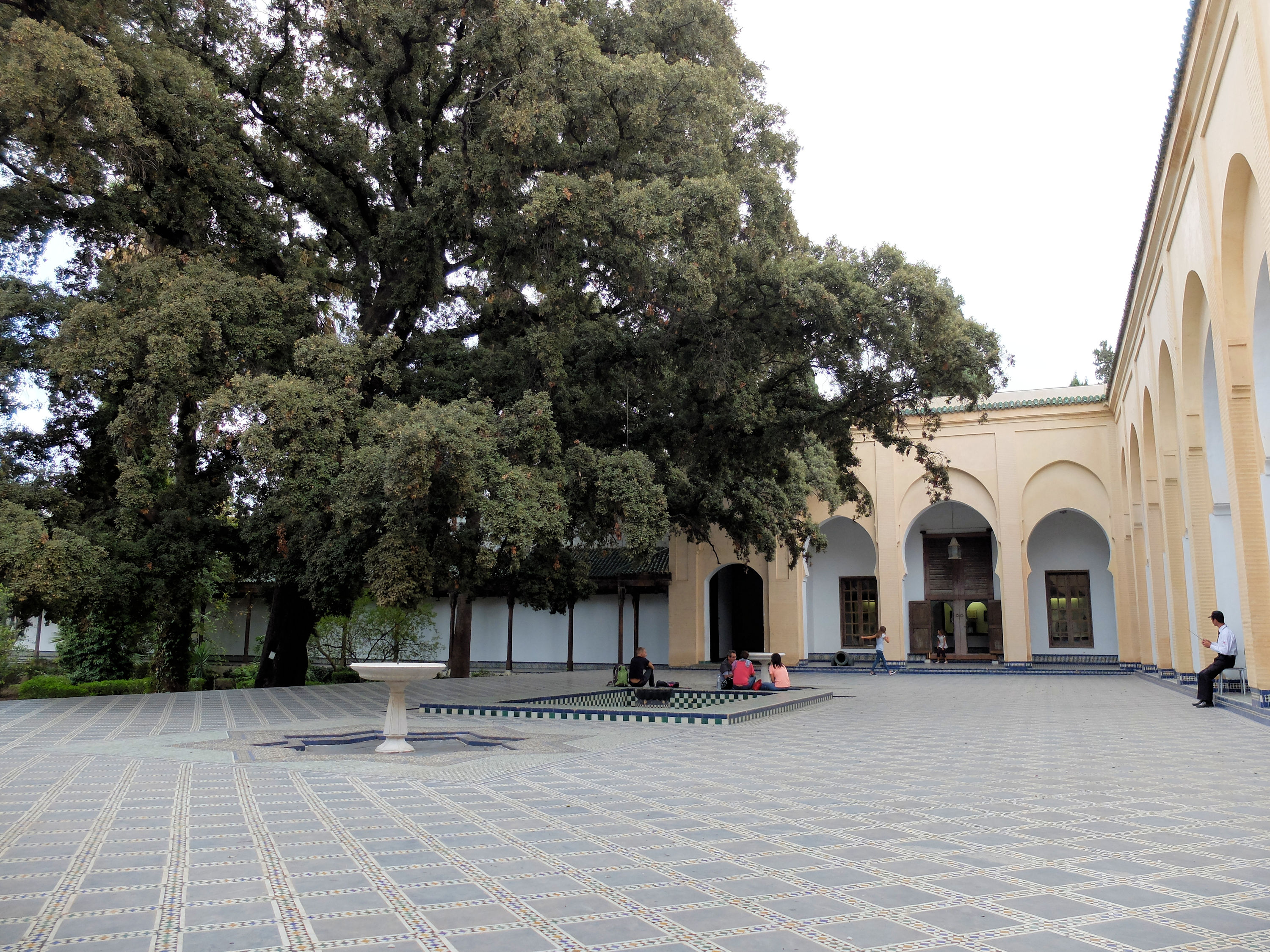
دار البطحاء، قصر من أواخر القرن التاسع عشر؛ الآن متحف البطحاء

### الحدائق

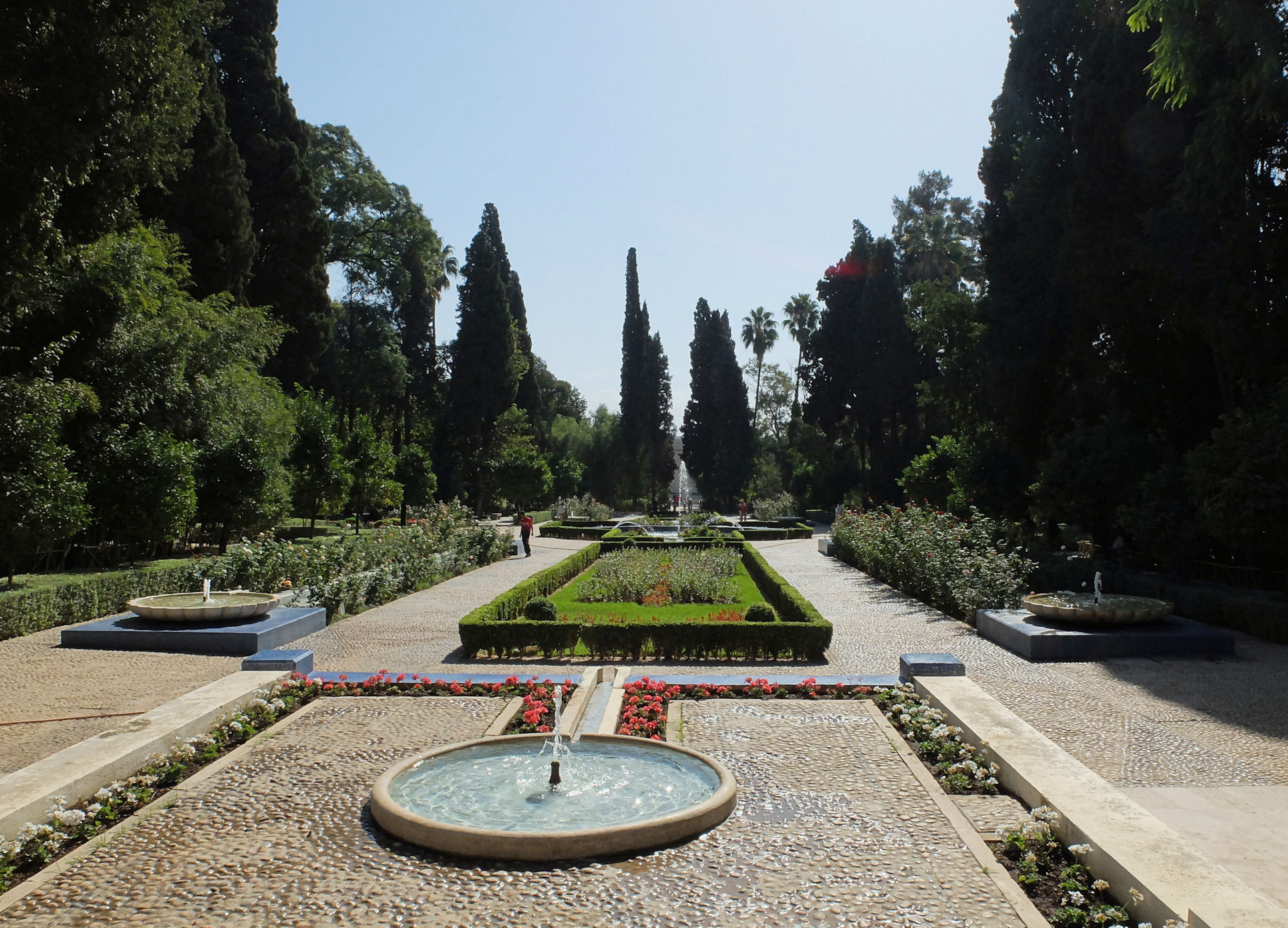
جنان السبيل (أُنشئت في أواخر القرن التاسع عشر)

تم إنشاء جنان السبيل كمنتزه ملكي وحديقة في القرن التاسع عشر من قبل السلطان مولاي الحسن الأول (حكم 1873-1894) بين فاس الجديد وفاس البالي.:296:100 تعتبر اليوم أقدم حديقة في فاس. كانت العديد من القصور البرجوازية والأرستقراطية مصحوبة أيضًا بحدائق خاصة، لا سيما في الجزء الجنوبي الغربي من فاس البالي، وهي منطقة كانت تُعرف سابقًا باسم العيون. توجد حدائق أخرى أيضًا داخل أراضي القصور الملكية التاريخية في المدينة، مثل حدائق أكدال وحديقة لالة أمينة في دار المخزن أو حدائق دار البيضاء (التي كانت في الأصل ملحقة بدار البطحاء). في أواخر القرن الثالث عشر، أنشأ السلاطين المرينيون جنان المسرة الملكية الشاسعة، والتي غطت مساحة شاسعة شمال فاس الجديد، لكنها اختفت في القرون التي تلت سقوط المرينيين.

### التحصينات

#### أسوار المدينة
كانت مدينة فاس بأكملها محصنة بشكل كبير بجدران مدببة مع أبراج مراقبة وبوابات، وهو نمط من التخطيط الحضري يمكن رؤيته في سلا وشالة أيضًا. تم وضع أسوار المدينة في المواقع الحالية خلال القرن الحادي عشر، تحت حكم المرابطين. خلال هذه الفترة، اتحدت المدينتان المقسمتان سابقًا والمعروفة باسم مدينة فاس والعالية تحت سياج واحد. تم تدمير تحصينات المرابطين في وقت لاحق ثم أعادت سلالة الموحدين بنائها في القرن الثاني عشر، تحت حكم الخليفة محمد الناصر. تعود أقدم أقسام الجدران اليوم إلى هذا الوقت. تم ترميم وصيانة هذه التحصينات من قبل سلالة المرينيين من القرن الثاني عشر إلى القرن السادس عشر، إلى جانب تأسيس القلعة الملكية - مدينة فاس الجديد. استخدم بناء بوابات وأبراج المدينة الجديدة أحيانًا عمالة أسرى الحرب المسيحيين.

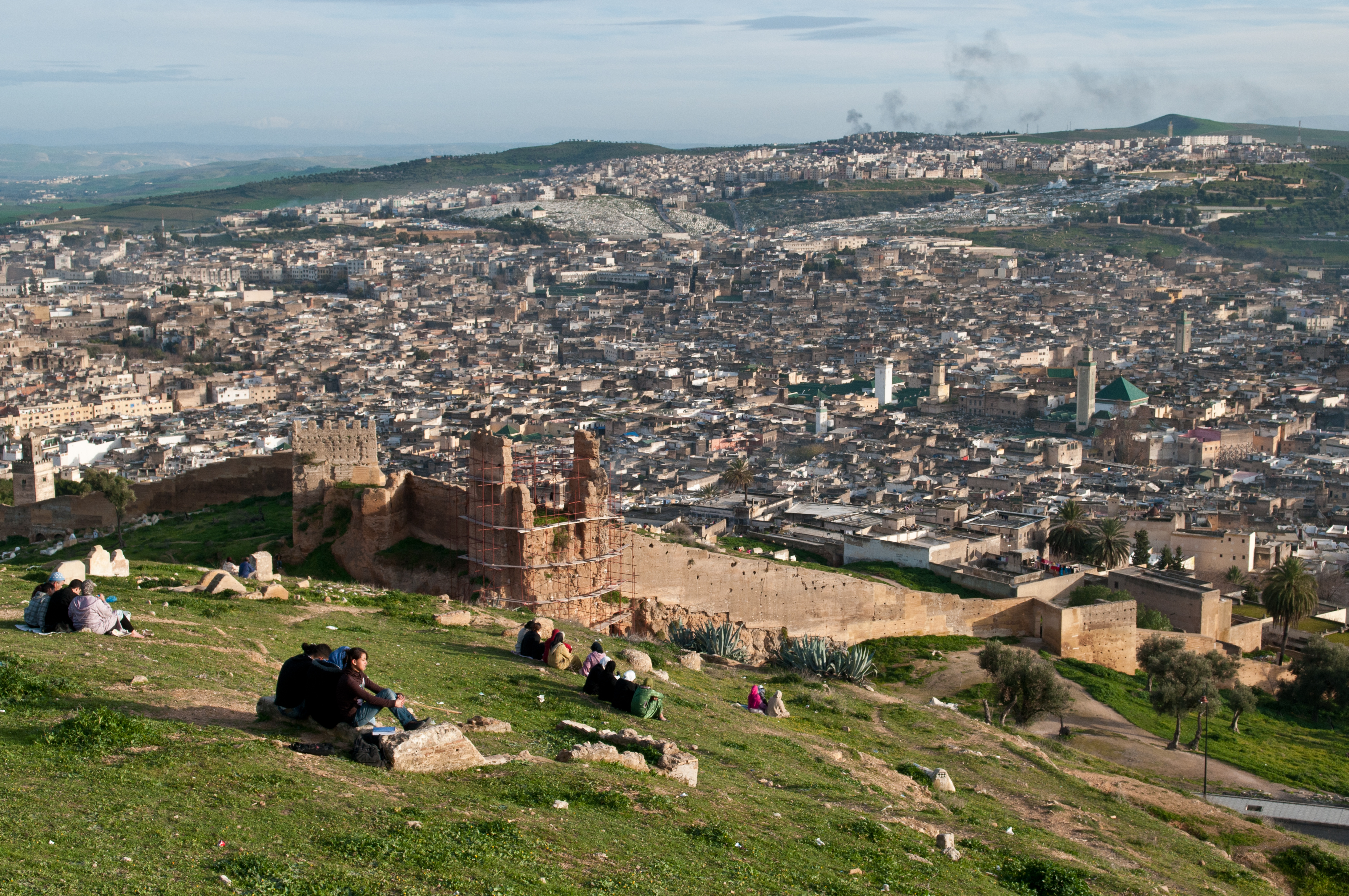
منظر للأسوار المدينة غير المحصنة على الجانب الشمالي من فاس البالي، ويرجع تاريخها على الأرجح إلى الفترة الموحدية (أوائل القرن الثالث عشر)
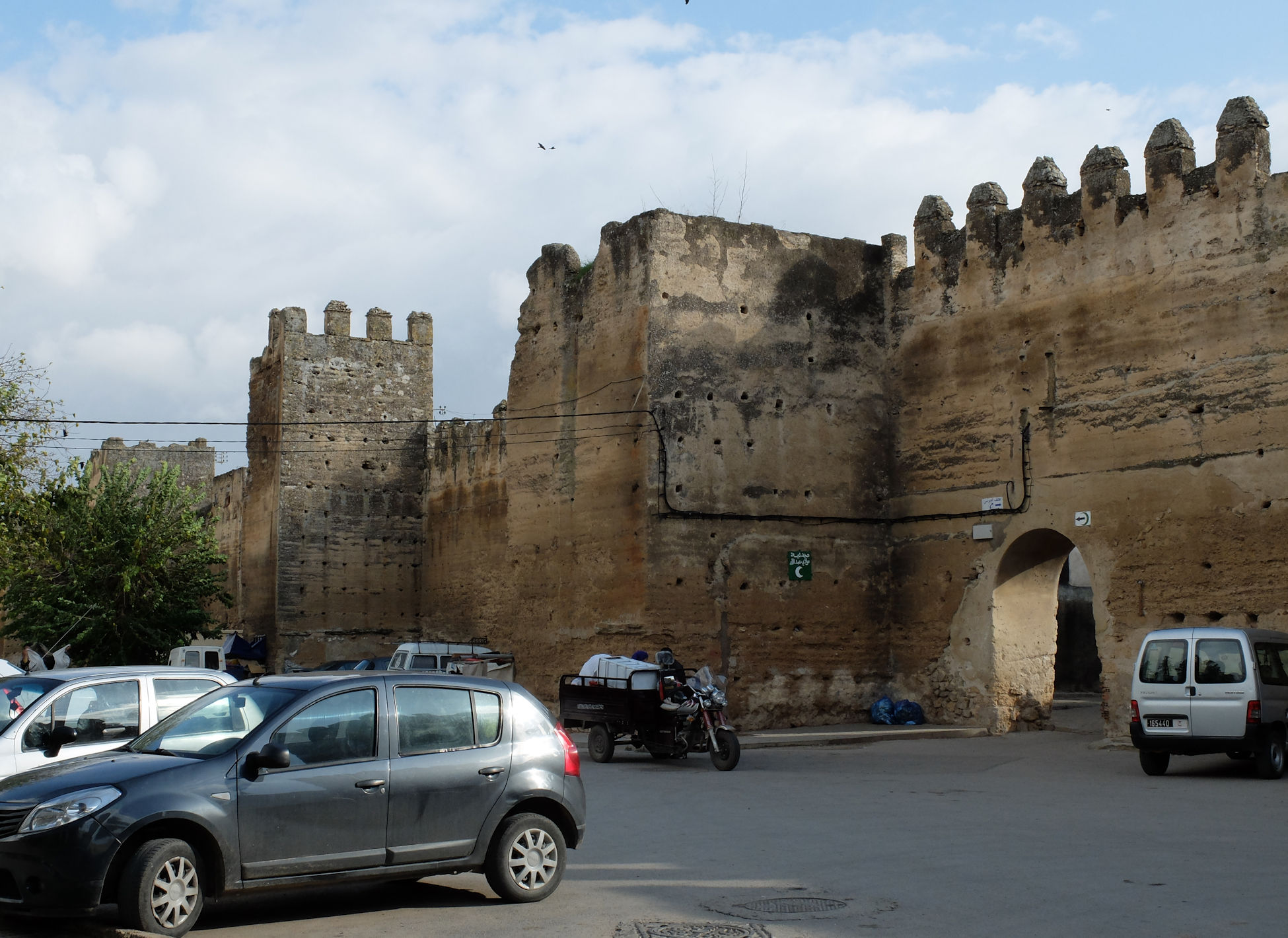
قسم من أسوار المدينة غير المحصنة على الجانب الشمالي من فاس الجديد، يعود تاريخها إلى العصر المريني (أواخر القرن الثالث عشر)
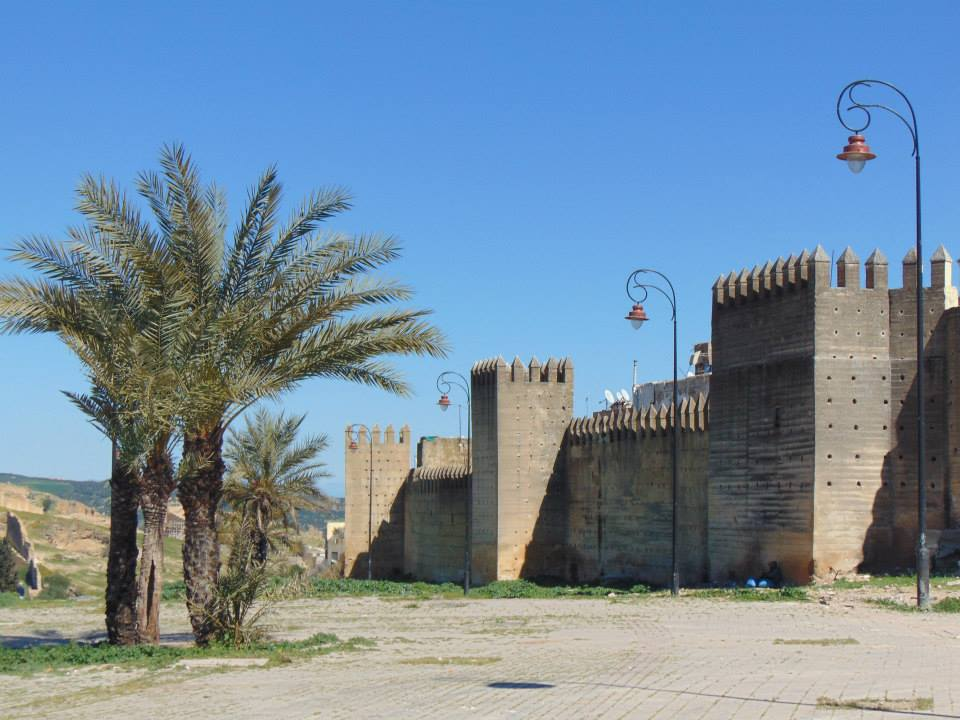
قسم من أسوار المدينة التي تم ترميمها بالقرب من باب المحروق

#### بوابات المدينة
كانت بوابات فاس المنتشرة على طول مسار الأسوار تحت حراسة المفارز العسكرية وتغلق ليلا. توجد بعض البوابات الرئيسية، بأشكال مختلفة، منذ السنوات الأولى للمدينة. أقدم بوابات اليوم وأهمها تاريخيًا، هي باب المحروق (في الغرب)، وباب الكيسة (في الشمال الشرقي)، وباب الفتوح (في الجنوب الشرقي).ref name=":0322" /> بعد تأسيس فاس الجديد من قبل المرينيين في القرن الثالث عشر، تم إنشاء أسوار جديدة وثلاث بوابات جديدة على طول محيطها مثل باب الدكاكين وباب السمارين وباب الأمر. في وقت لاحق، في العصر الحديث، أصبحت البوابات أكثر احتفالية وليست مباني دفاعية، كما يتضح من بناء عام 1913 لبوابة باب بو جلود المزخرفة عند المدخل الغربي لفاس البالي من قبل الاحتلال الفرنسي.

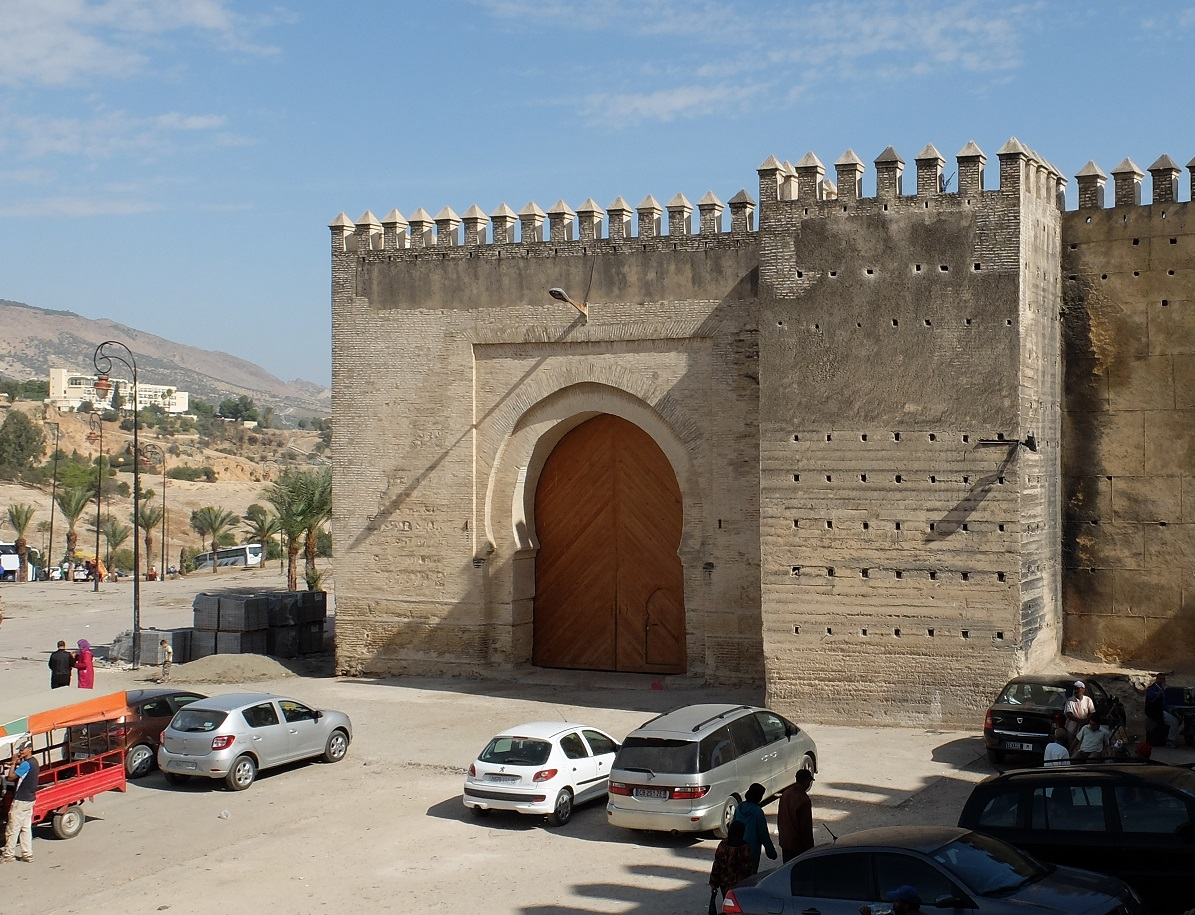
باب المحروق
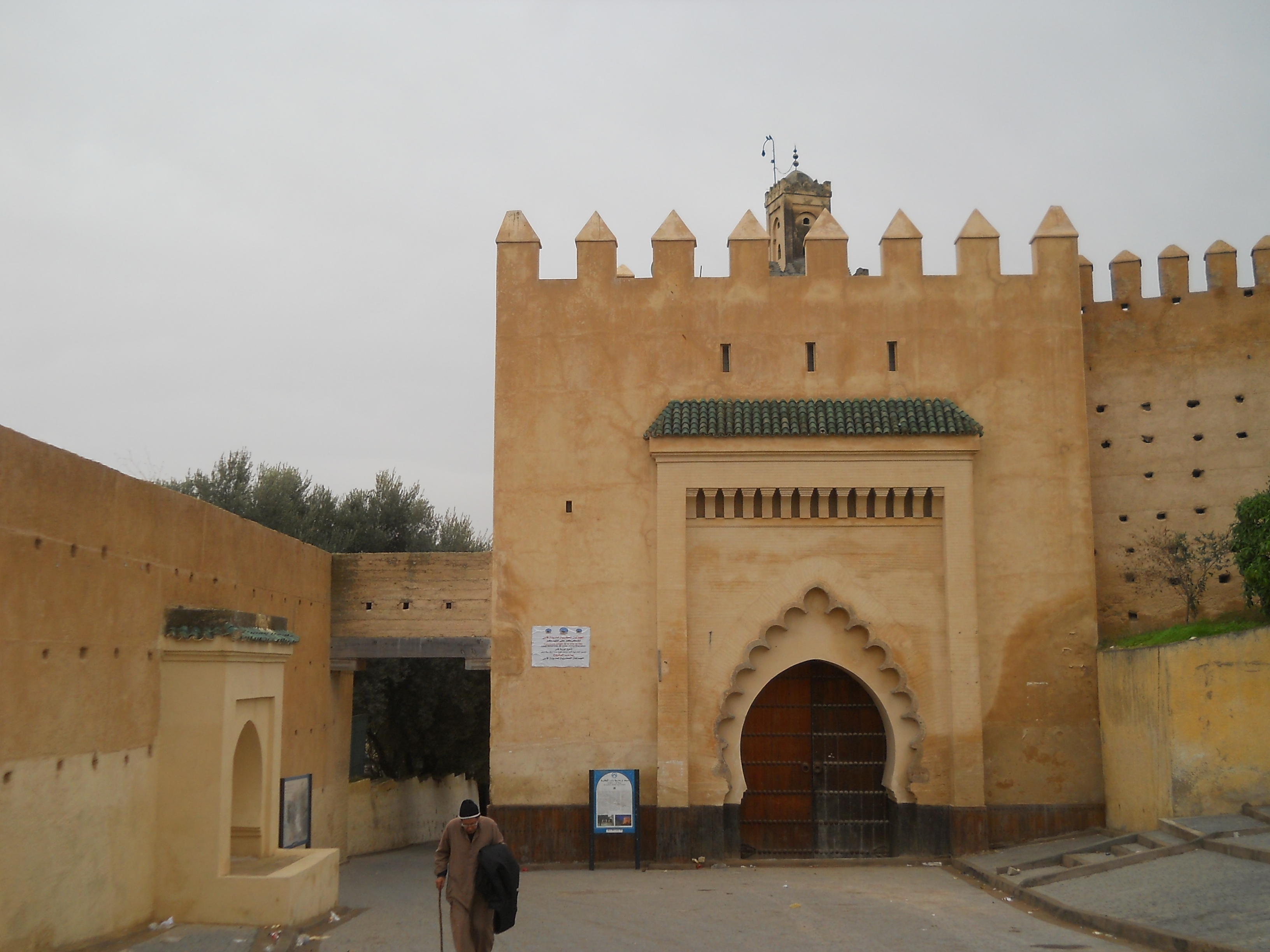
باب الكيسة
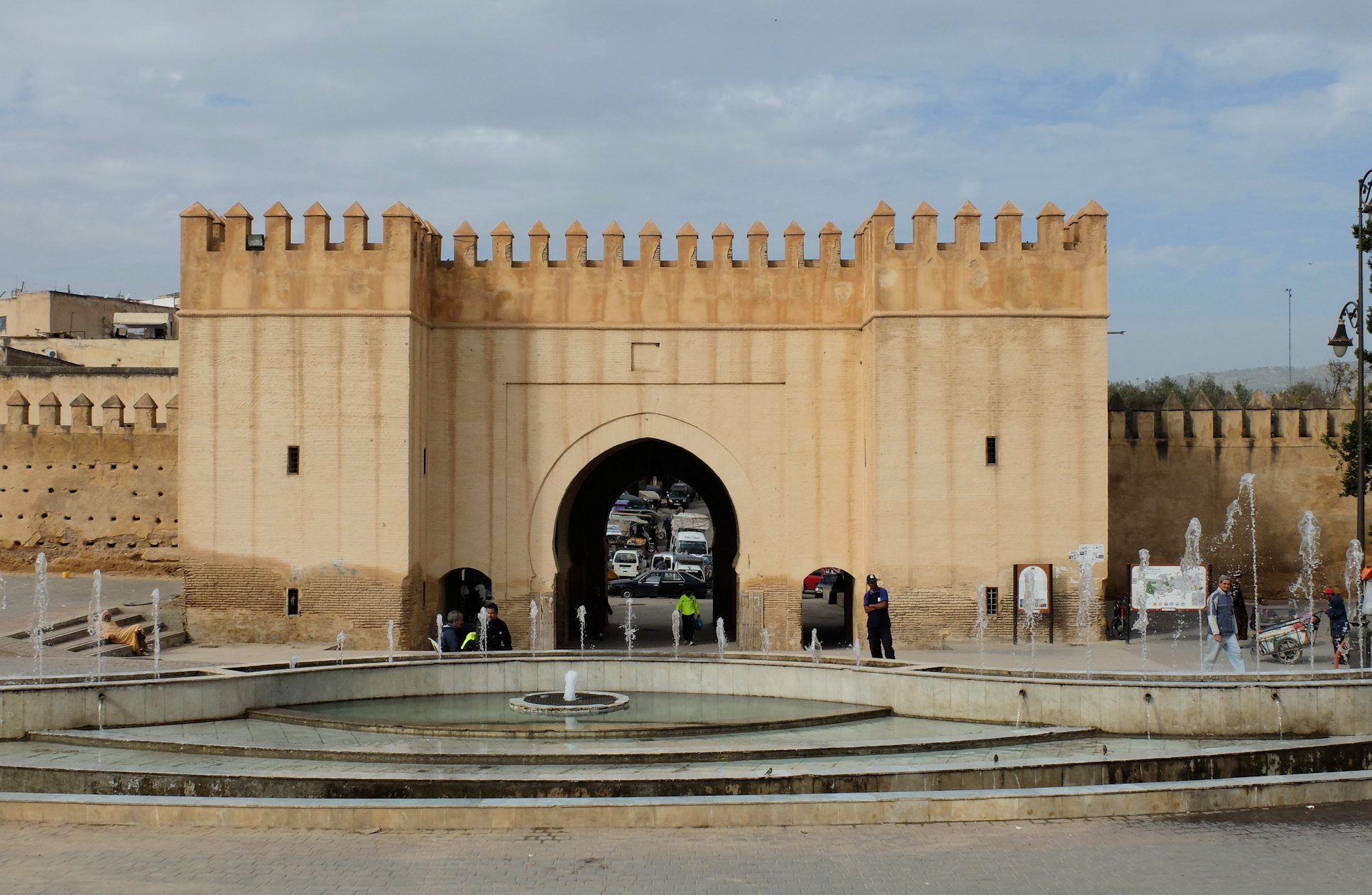
باب الفتوح
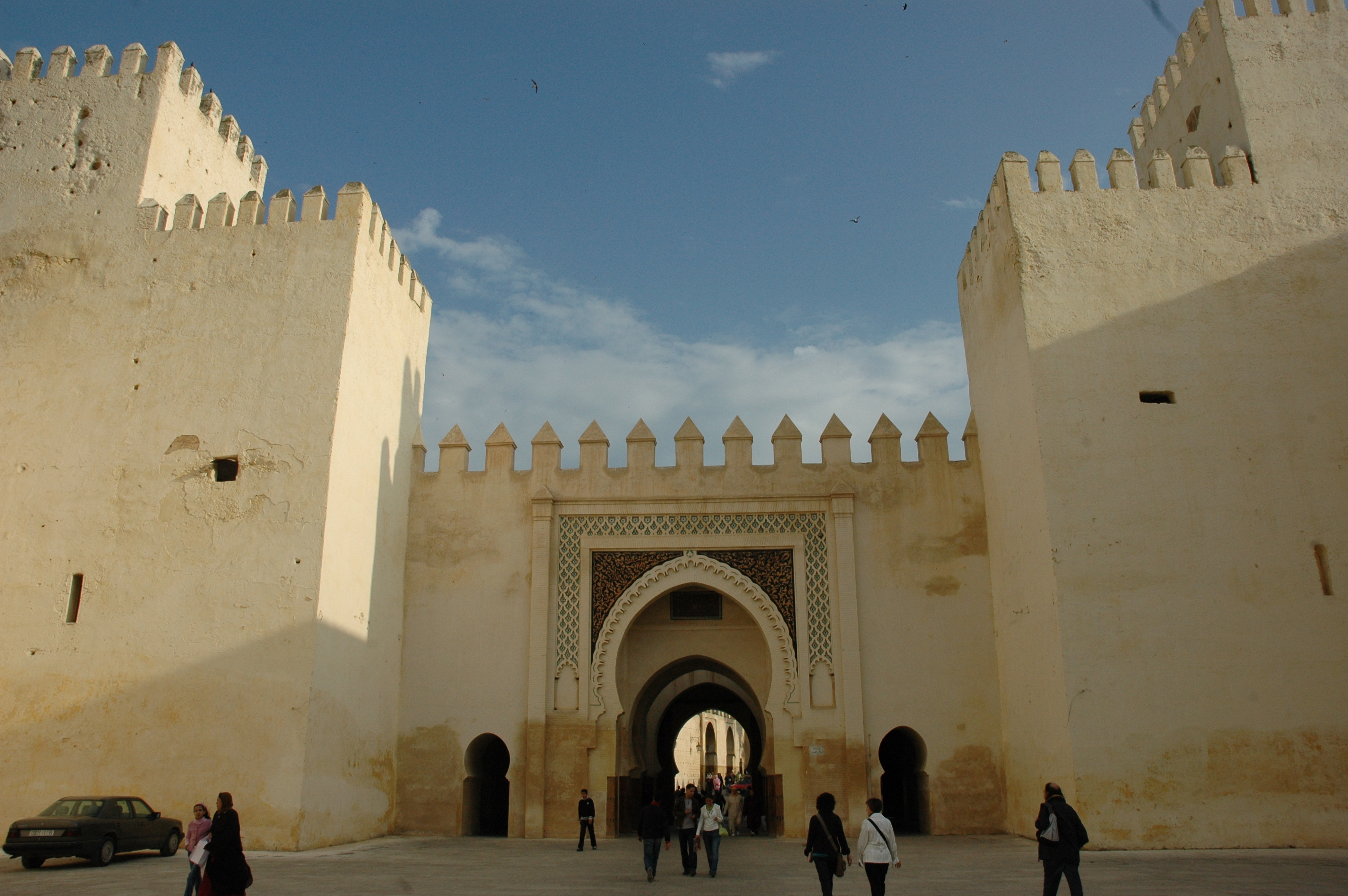
باب الدكاكين (باب السباع)
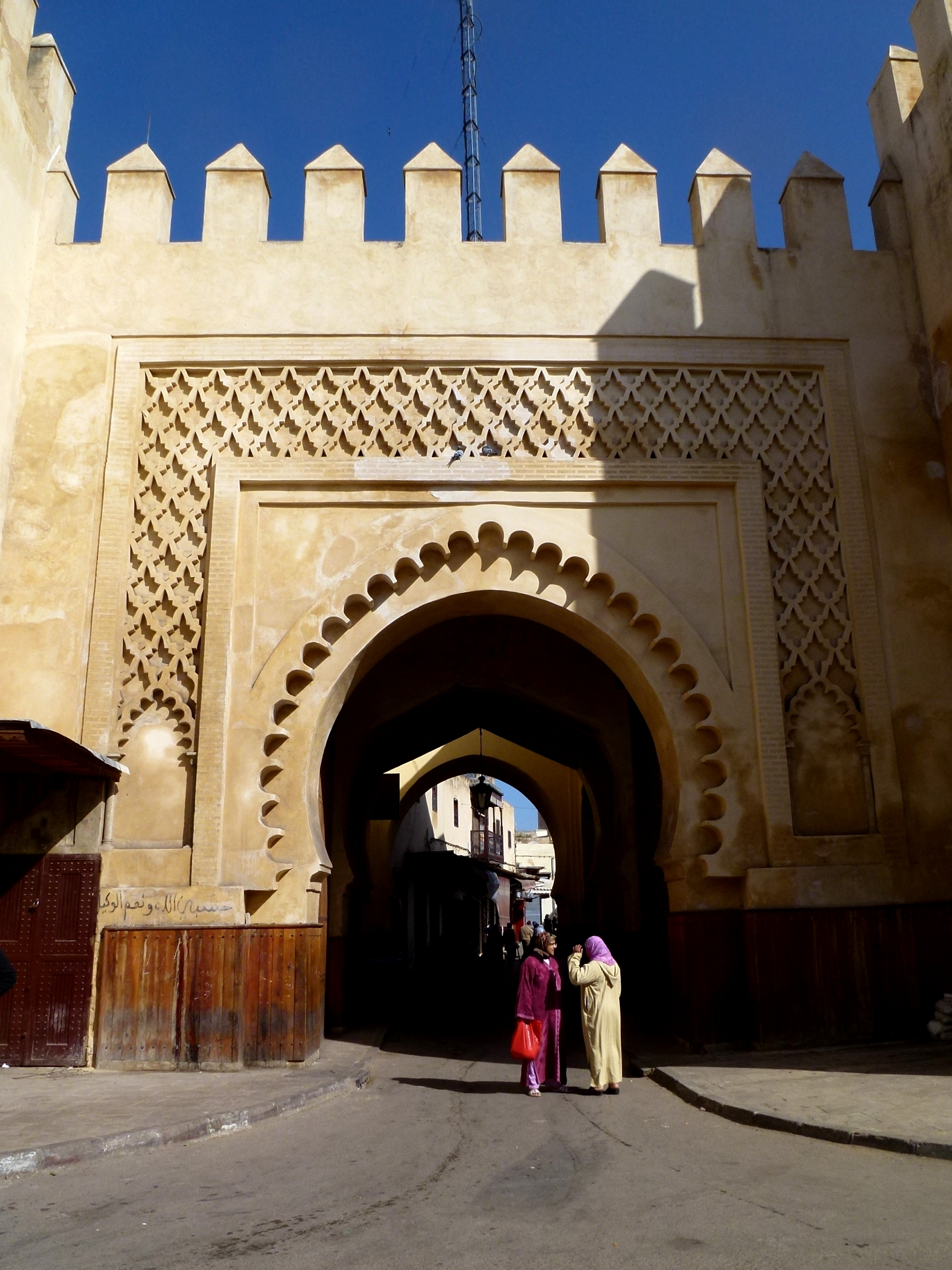
باب السمارين
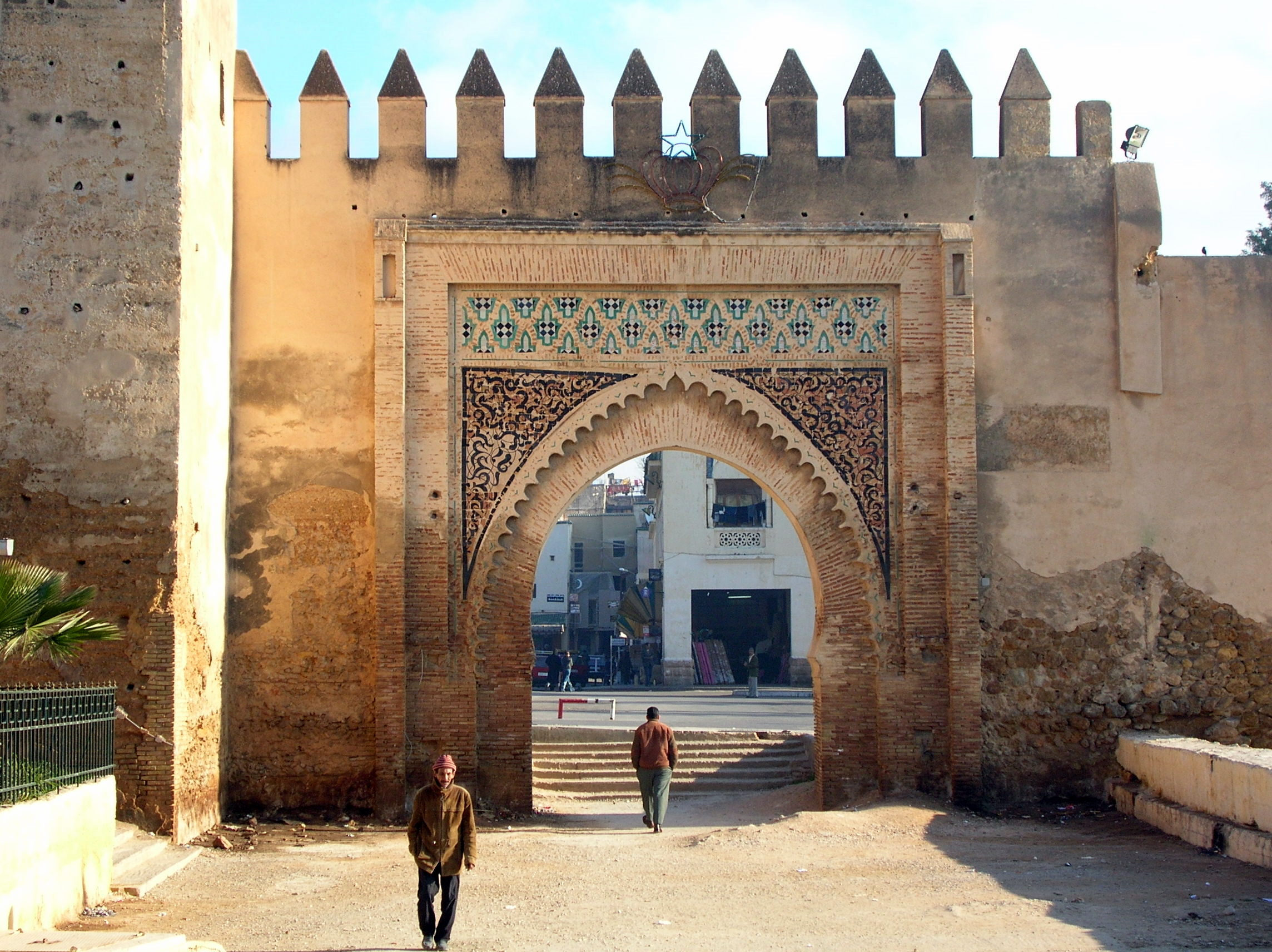
باب الأمر
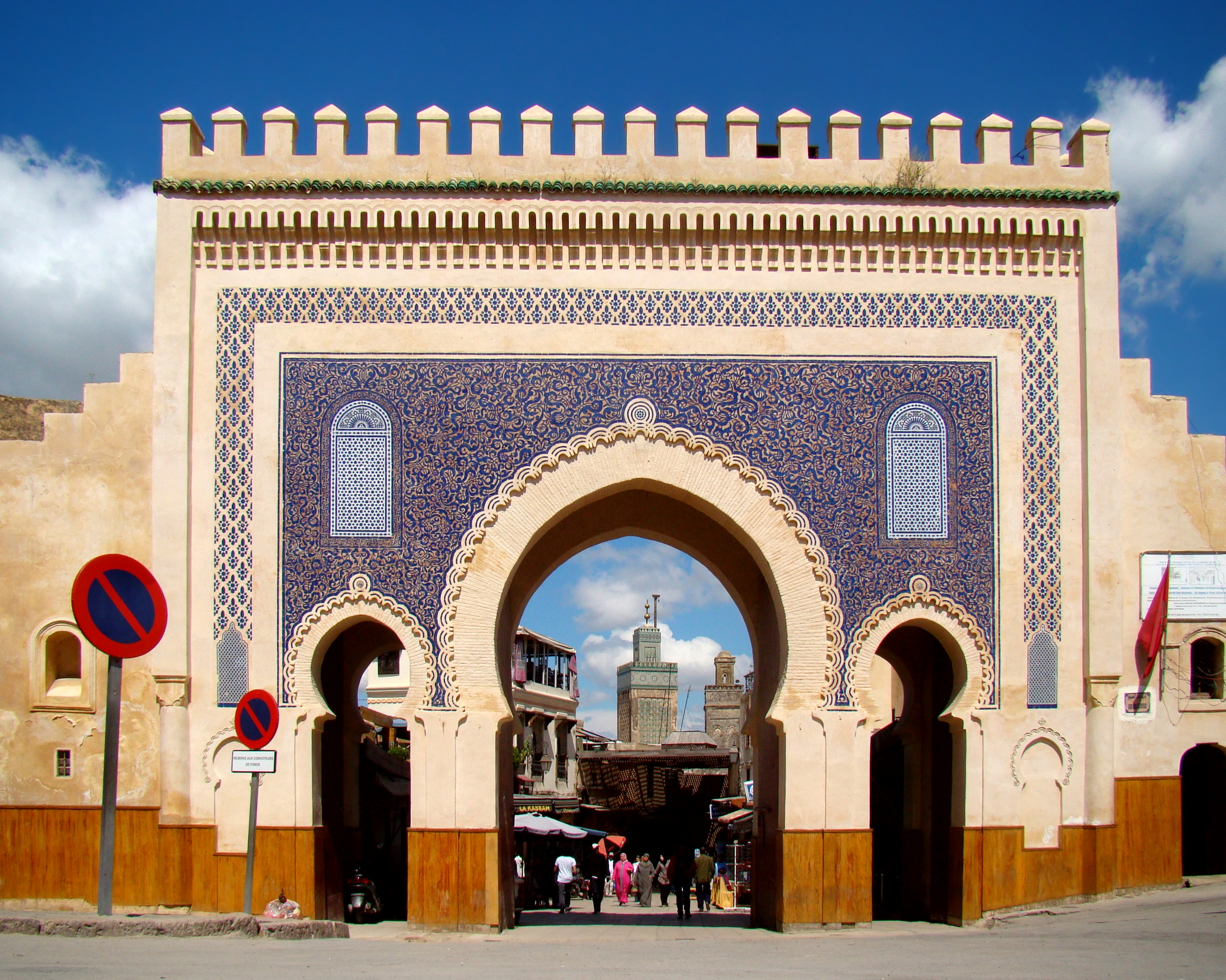
باب بوجلود

#### الحصون والقصبات
إلى جانب أسوار المدينة وبواباتها، تم بناء العديد من الحصون على طول المحيط الدفاعي للمدينة خلال فترات زمنية مختلفة. كانت أبراج المراقبة العسكرية التي شُيدت في أيامها الأولى خلال العصر الإدريسي صغيرة نسبيًا. ومع ذلك، تطورت المدينة بسرعة كمركز للحامية العسكرية في المنطقة خلال عصر المرابطين، حيث تم قيادة العمليات العسكرية وتنفيذها في مناطق شمال إفريقيا الأخرى وجنوب أوروبا إلى الشمال، ونهر السنغال إلى الجنوب. بعد ذلك، أدّى ذلك إلى بناء العديد من الحصون والقصبات والأبراج لكل من الحامية والدفاع. «القصبة» في سياق المنطقة المغاربية هي المبنى العسكري التقليدي للتحصين والإعداد العسكري والقيادة والسيطرة. وبعضها كان محتلاً أيضًا من قبل المواطنين وبعض المجموعات القبلية والتجار. على مدار التاريخ، تم بناء 13 قصبة حول المدينة القديمة. ومن أبرزها قصبة النوار الواقعة في الطرف الغربي أو الشمالي الغربي لفاس البالي، والتي يعود تاريخها إلى العصر الموحدي، وقد تم ترميمها وإعادة استخدامها في عهد العلويين. اليوم، تعتبر مثالا على القصبة التي تعمل كمنطقة سكنية تشبه إلى حد كبير بقية المدينة، مع مسجد الحي الخاص بها. قصبة بوجلود، التي لم تعد قصبة اليوم، كانت ذات يوم مقر إقامة الحاكم وكانت تقع بالقرب من باب بوجلود، جنوب قصبة النوار. كما كان لها مسجدها الخاص المعروف باسم جامع بوجلود. وتشمل القصبات الأخرى قصبة تامدرت، التي بناها السعديون قرب باب الفتوح، وقصبة شراردة، التي بناها السلطان العلوي مولاي الرشيد إلى الشمال مباشرة من فاس الجديد. تعتبر قصبة دار دبيبغ واحدة من أحدث القصبات، تم بناؤها عام 1729 خلال العصر العلوي على بعد كيلومترين من سور المدينة في موقع استراتيجي. بنى السعديون أيضًا عددًا من المعاقل القوية في أواخر القرن السادس عشر لتأكيد سيطرتهم على فاس، بما في ذلك برج الشمال الذي يعد من بين أكبر المباني العسكرية في المدينة والذي تم تجديده الآن كمتحف عسكري. يقع الحصن الشقيق البرج الجنوبي على التلال جنوب المدينة.

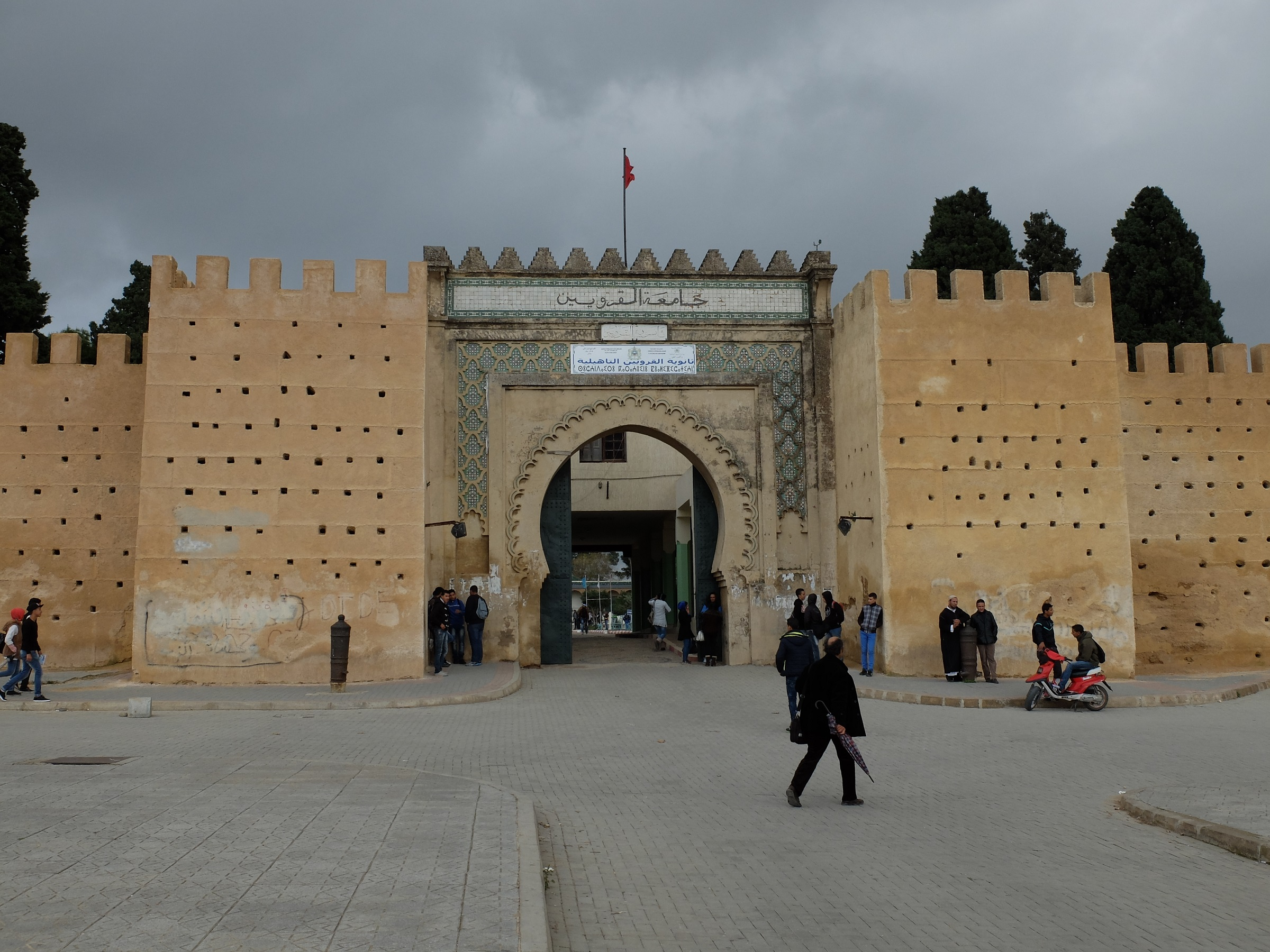
قصبة شراردة
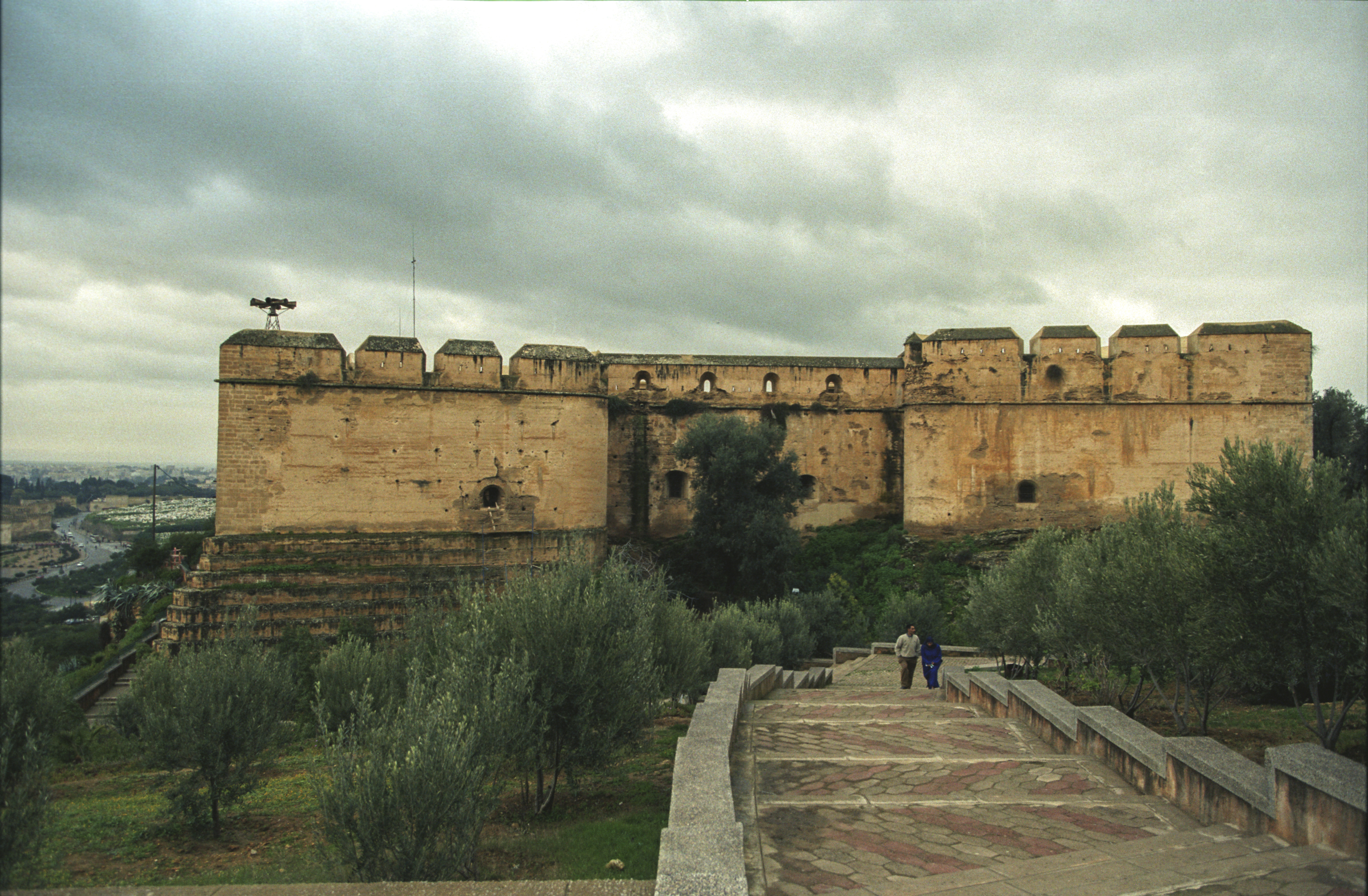
برج الشمال
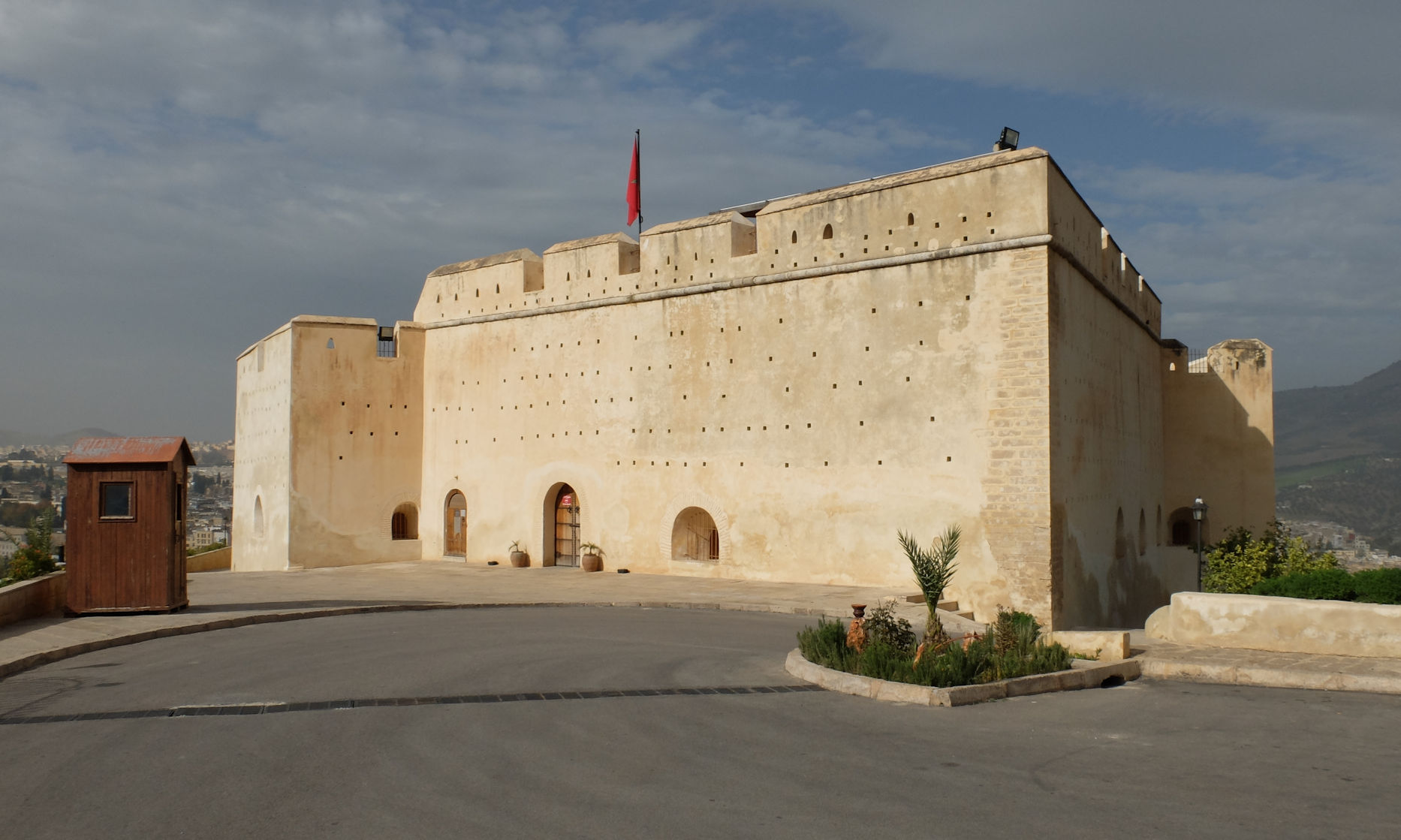
البرج الجنوبي
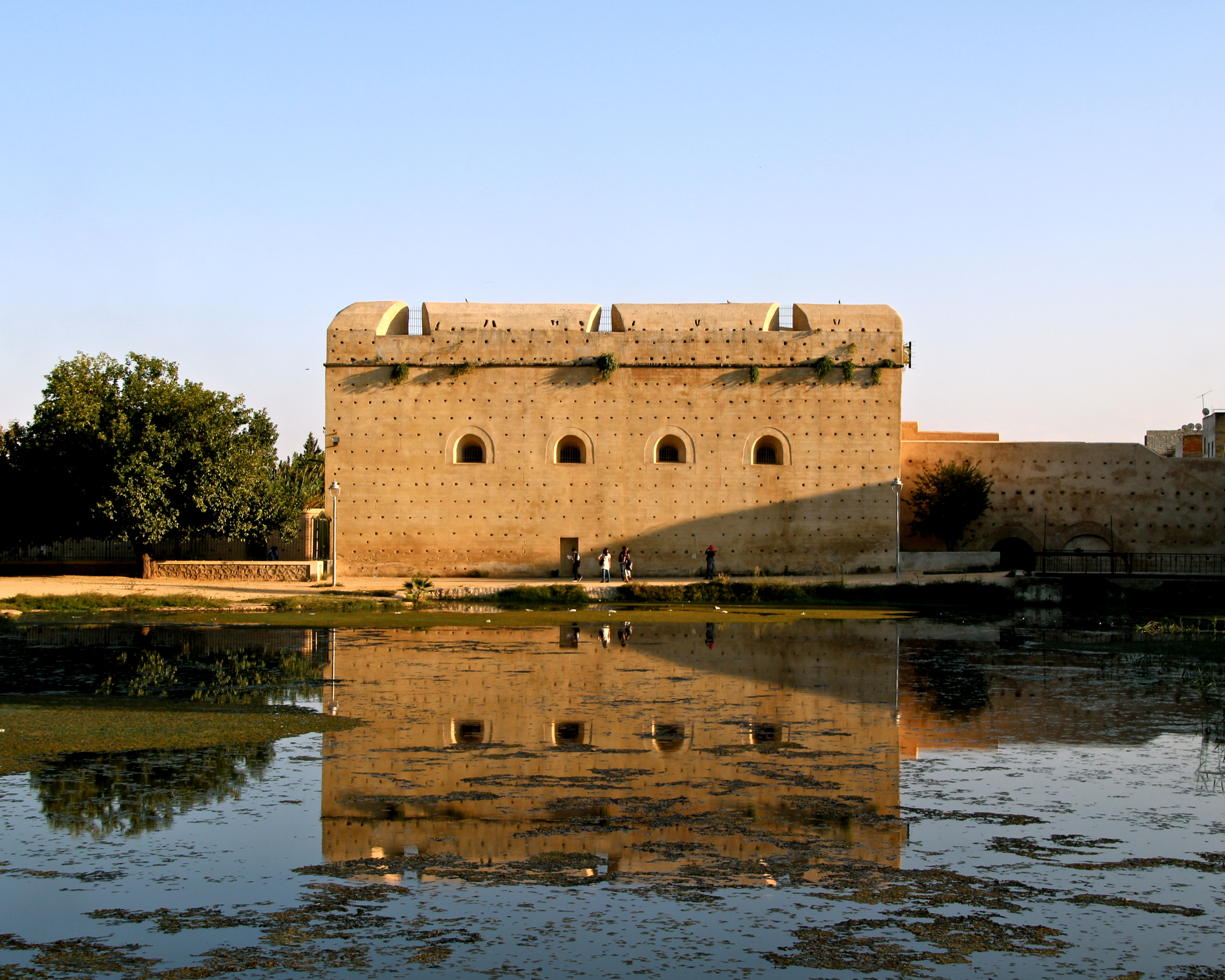
برج الشيخ أحمد

### القناطر

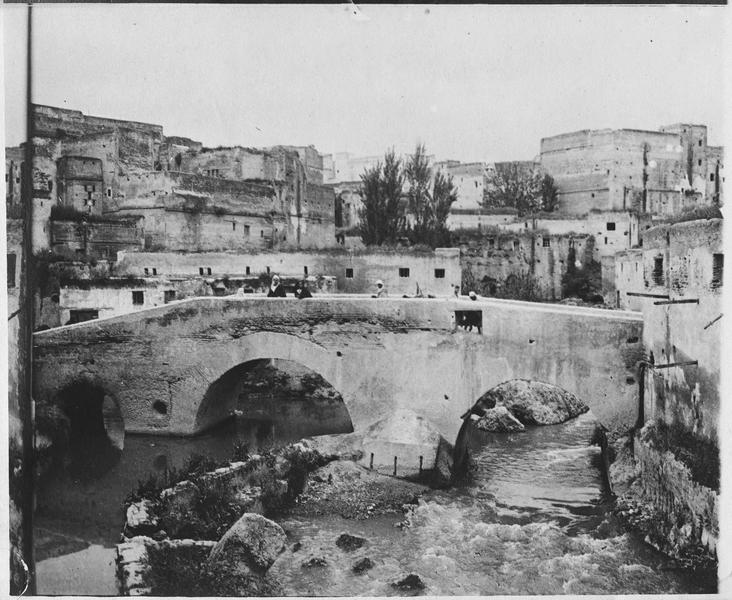
قنطرة بين المدن في صورة عام 1916 ومازالت أقواسه الثلاثة ظاهرة

يمرّ واد بوخرارب (جزء من واد فاس)، الذي يقسم الضّفاف الشمالية الغربية والجنوبية الشرقية لفاس البالي، بعدة قناطر تاريخية، تم بناء بعضها لأول مرة قبل توحيد الضفتين في مدينة واحدة في القرن الحادي عشر. كان هناك ما لا يقل عن ستة قناطر، يقال إن أمير زناتة دوناس بن حمامة بناه في أوائل القرن الحادي عشر، قبل توحيد المدينتين من قبل المرابطين في وقت لاحق من القرن نفسه. ومع ذلك، تنسب المصادر العلمية الأخرى بعض القناطر على الأقل إلى الفترة المرابطية (أواخر القرن الحادي عشر إلى أوائل القرن الثاني عشر) عندما تم توحيد مدينتي فاس في وقت مبكر. تم تدمير العديد منها في الفيضانات اللاحقة في أوائل القرن الرابع عشر، وأعيد بناء بعضها فقط من قبل السلطان المريني أبو سعيد في ذلك الوقت.
من بين القناطر المتبقية اليوم، تقع «قنطرة بين المدن» في أقصى الشمال منها، يليها من الجنوب «قنطرة الصباغين» و«قنطرة الطرافين» إلى الشمال مباشرة من ساحة الرصيف. كانت تقع «قنطرة سيدي العواد» في الجنوب، ولكن من المحتمل أنها اختفت خلال القرن العشرين عندما كان النهر مغطى بالطريق المعبّد الحديث. تعتبر قنطرة بين المدن، الذي يُعتقد أن تاريخها يعود إلى عهد الأمير دوناس بن حمامة، أحد أكثر القناطر الخلابة، حيث تقع وسط امتداد منحدرات صخرية. لها امتداد يتكون من ثلاثة أقواس، لكن القوس المركزي فقط لا يزال مرئيًا حتى اليوم. يُعتقد أن قنطرة الصباغين المعروفة أيضا باسم قنطرة الخراشفيين قد تم بناؤها في الأصل من قبل الأمير دوناس وتم ترميمها أو إعادة بنائها من قبل المرينيين في القرن الرابع عشر. يُعتقد أيضا أن قنطرة الطرافين، المسماة في الأصل قنطرة باب السلسلة، والذي تم العثور عليها الآن على الحافة الشمالية من ساحة الرصيف، يعود تاريخها في البداية إلى الأمير دوناس في القرن الحادي عشر. تتميز بوجود متاجر على الجانبين تصطف على جانبيها، وهي ميزة لا تزال مرئية جزئيًا في مبناها اليوم.

### نظام التزويد بالمياه

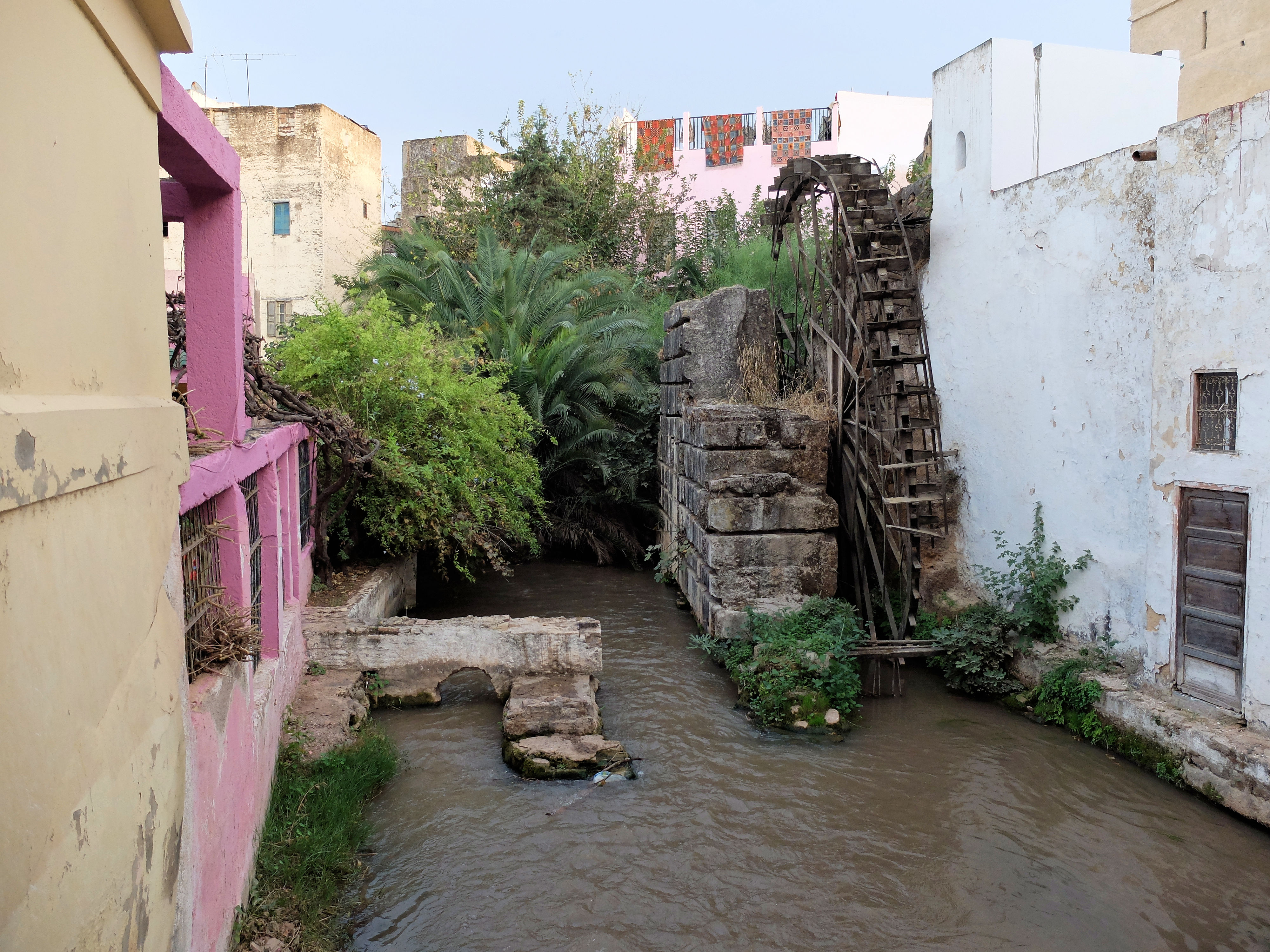
ناعورة قديمة (على اليمين) بالقرب من فاس الجديد اليوم

كانت بيئة فاس تنعم بمياه وفيرة من مجموعة من الأنهار والجداول الصغيرة التي تغذي واد فاس وتتدفق عبر المدينة القديمة. تم تزويد فاس البالي من خلال نظام معقد وواسع من القنوات المائية التي توزع المياه عبر ضفّتي المدينة. بدأ إنشاء شبكة المياه التاريخية، التي لا تزال قائمة حتى اليوم، على يد أمير زناتة دوناس بن حمامة بين عامي 1037 و 1049، ثم تم تطويرها من قبل الأمير المرابطي يوسف بن تاشفين بين عامي 1069 (فتح المرابطين لفاس) و 1106. عند المنبع من فاس البالي، تم أيضًا تحويل النهر الرئيسي واستغلاله لإنشاء فاس الجديد خلال الفترة المرينية.
كان هناك عدد كبير من النواعير منتشرة في جميع أنحاء شبكة مياه المدينة من أجل المساعدة في توزيع المياه أو لتشغيل بعض الصناعات. كان بعضها كبيرًا جدًا، مثل الناعورة الضخمة التي زودت جنان المسرة الملكية المرينية، والتي يبلغ قطرها 26 مترًا وسمكها مترين. لم ينج سوى عدد قليل من هذه النواعير بشكل ما، بما في ذلك بعض الأمثلة حول جنان السبيل.

## قائمة المعالم التاريخية البارزة

### المباني الدينية
المساجد:
- جامع القرويين
- جامع الأندلس
- زاوية مولاي إدريس الثاني
- مسجد الأنوار
- مسجد الشرابليين
- مسجد باب الكيسة
- مسجد الرصيف
- جامع بوجلود
- مسجد أبو الحسن
- جامع قصبة النوار
- مسجد الديوان
- مسجد الواد
- مسجد عين الخيل
- الجامع الكبير بفاس الجديد
- مسجد مولاي عبد الله
- مسجد الحمراء
- جامع البيضاء
- جامع لالة الزهر
- جامع لالة الزهر

الكنائس:
- كنيس ابن دنان
- كنيس صلاة الفاسيين

المدارس:
- مدرسة الصفارين
- مدرسة الصهريج
- مدرسة السباعين
- مدرسة العطارين
- المدرسة المصباحية
- المدرسة البوعنانية
- مدرسة الشراطين
- مدرسة فاس الجديد (مدرسة دار المخزن)
- مدرسة الواد
- المدرسة المحمدية

الزوايا والأضرحة:
- زاوية مولاي إدريس الثاني
- زاوية سيدي أحمد التيجاني
- زاوية سيدي عبد القادر الفاسي
- زاوية سيدي أحمد الشاوي
- زاوية سيدي التاودي بن سودة
- زاوية سيدي علي بوغالب
- مرابط سيدي حرازم
- مقابر المرينيين (مُدمّرة)

### المباني المدنية والتجارية
الفنادق (خان):
- فندق النجارين
- فندق التطوانيين
- فندق الصاغة
- فندق الشماعين
- فندق البرْكَة
- فندق الكتانين

المدابغ:
- دار شوارة للدبغ
- مدبغة سيدي موسى
- مدبغة عين زليتن

الحمامات:
- حمام بن عباد
- حمام المخفية
- حمام الصفارين

### التحصينات
الأسوار:
- تحصينات فاس

الحصون:
- برج الشمال
- البرج الجنوبي
- قصبة النوار
- قصبة شراردة
- قصبة تامدرت
- قصبة دار دبيبغ
- برج الشيخ أحمد، والبرج الطويل، وبرج سيدي بو نافع (معاقل السعديين في الجدار الشرقي والجنوب الشرقي لفاس الجديد)

بوابات المدينة:
- باب الأمر
- باب بوجلود
- باب الدكّاكين (باب السباع)
- باب الفتوح
- باب الكيسة
- باب المحروق
- باب السمارين
- باب السيكمة

### القصور والمنازل التاريخية
- دار المخزن (القصر الملكي)
- دار البطحاء
- قصر المنبهي
- دار عديل
- دار با محمد الشرقي
- متحف دار بلغازي
- دار لكلاوي
- دار المقري
- قصر الجامعي

### معالم أخرى
- دار المكانة (ساعة مائية)
- مارستان سيدي فرج (مستشفى تاريخي)
- قيساريات الكفاح (بازار)
- برج النفارة(برج المراقبة)
- باب المكينة (مصنع أسلحة من القرن التاسع عشر)
- جنان السبيل
- حمام الصفارين